# Almería
Almería es una ciudad y municipio español, capital de la provincia homónima, en la comunidad autónoma de Andalucía. Es el centro neurálgico de la Comarca Metropolitana de Almería, en el extremo sureste de la península ibérica y de la comarca turística de Almería-Cabo de Gata-Níjar. La rodean por el oeste la sierra de Gádor, por el norte sierra Alhamilla y por el este el valle y delta del río Andarax y, más allá, una llanura que culmina en la sierra de Cabo de Gata. Al sur, su puerto y litoral se abren a una amplia bahía sobre el mar Mediterráneo.
Es la sede del partido judicial n.º 1 de la provincia y de la diócesis que lleva su nombre. En 2005 acogió los XV Juegos Mediterráneos.
Fue fundada en el año 955 por Abderramán III en un emplazamiento dominado anteriormente por otras urbes como la ibera Urci o la romana Portus Magnus y desempeñó un papel fundamental durante el califato de Córdoba, llegando a ser el puerto más importante del al-Ándalus omeya. Alcanzó su máximo esplendor durante la taifa, en el siglo XI, convirtiéndose bajo el reinado de Almotacín en un emporio comercial y cultural y posteriormente como parte del Reino de Granada.
Tras su incorporación a la Corona de Castilla en 1489, la población fue diezmada por terremotos, plagas e incursiones de los piratas. La recuperación no fue patente hasta finales del siglo XIX, con el resurgir de la minería y la exportación de la uva de Ohanes, y de nuevo a partir de los años 1960, gracias a la explosión de la agricultura intensiva, el turismo, la construcción y la industria del mármol.
Entre su patrimonio histórico-artístico, cabe destacar la Alcazaba musulmana (siglo X a XV), la catedral-fortaleza de la Encarnación (siglo XVI), el cargadero de mineral o Cable Inglés (finales del siglo XIX), y el Museo de Almería, reinaugurado en 2006.
Con una población de 203 741 habitantes en enero de 2024, según el padrón municipal, es un municipio de creciente relevancia en los ámbitos económico, cultural y deportivo, y un importante nudo de comunicaciones gracias a su puerto y aeropuerto internacional remodelado. Es una de las treinta localidades más pobladas de España, la 19.ª capital de provincia más poblada.
Actualmente se están desarrollando planes urbanísticos que cambiarán la fisionomía de la ciudad. Por un lado, se están construyendo las infraestructuras necesarias para la conexión ferroviaria con trenes de Alta Velocidad (AVE), con obras singulares como la rehabilitación de la antigua estación de tren y su posterior integración con la nueva estación intermodal, y por otro se están desarrollando los planes de integración del puerto en la ciudad, cuya redacción recae en la Fundación Bahía Almeriport.

## Toponimia

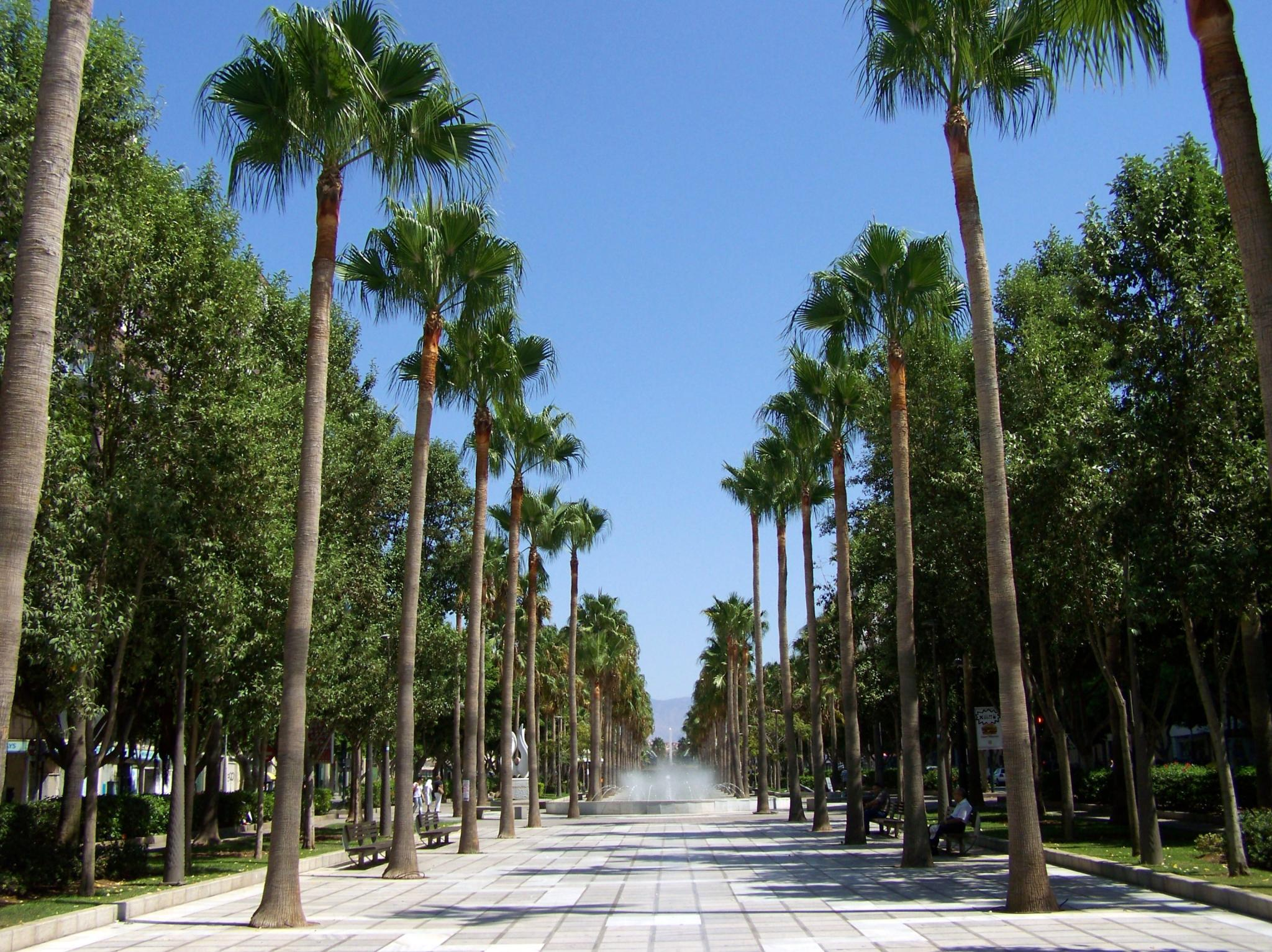
Rambla de Almería, una de las ciudades europeas con más horas de sol al año, con una media de casi 3000, lo que hace honor al lema Almería, donde el sol pasa el invierno, creado por el promotor turístico Rodolfo Lussnigg en los años 20

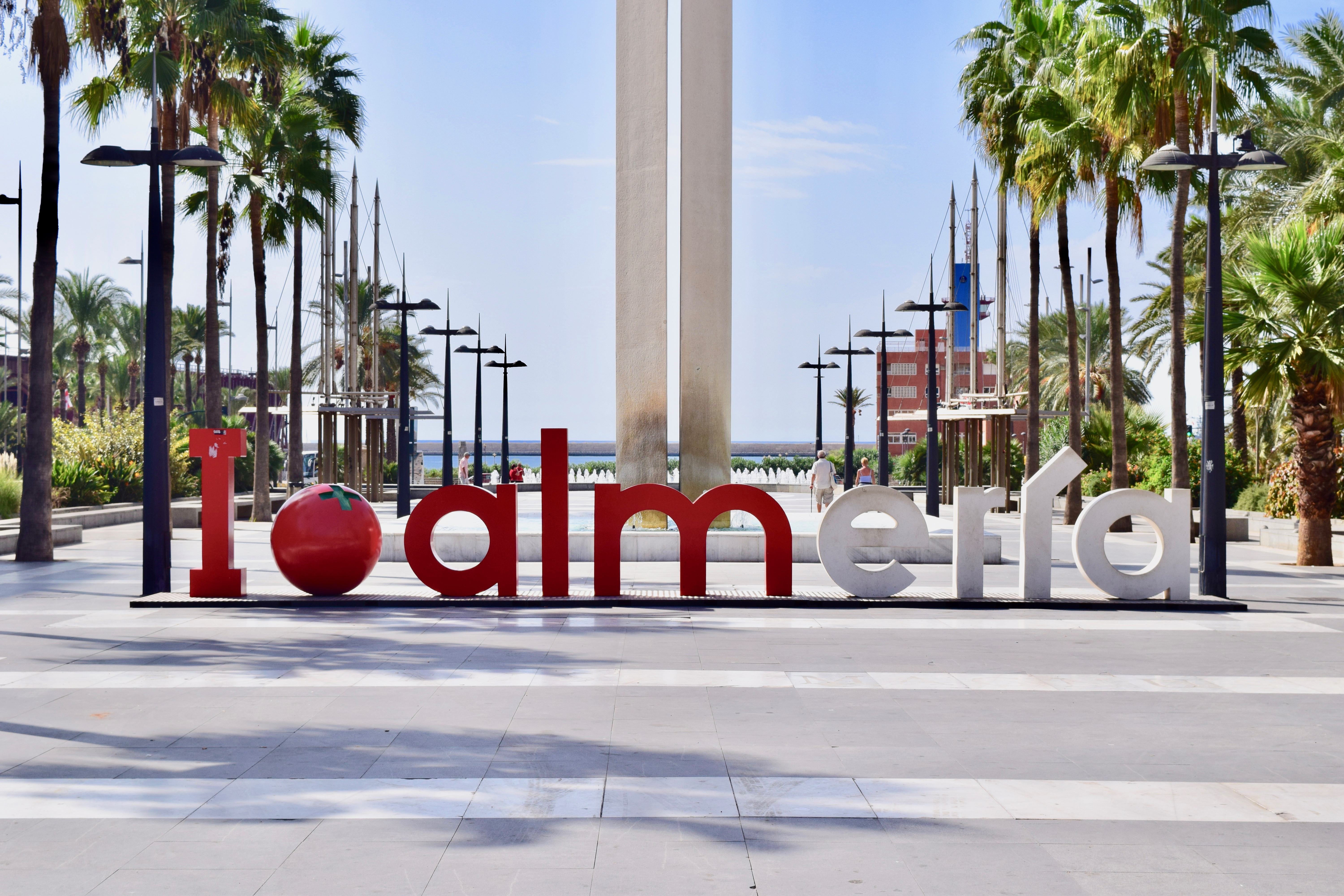
Escultura en la plaza de las Velas

Si bien en su día el Movimiento Indaliano quiso traducir el topónimo árabe andalusí المرية (al-Mariyya) como «espejo del mar» (interpretación dada ya en el siglo XIX por Pascual Madoz, quien en su Diccionario geográfico propone la etimología Meria al-Bahri), lo más probable es que la denominación árabe provenga de al-Miraya, y este de مَرَايَا (marāyā) «espejo», pues مرأى (mara'ā) significa «ver». Su nombre, cuando se fundó en 955 d. C. era al-Mariyyāt Baŷŷāna, referencia a una atalaya costera construida para defender a la antigua ciudad de Baŷŷāna (actual Pechina, a orillas del bajo Andarax). Que la atalaya se llamara al-Mariyyāt no significa que dicho término significara «torre vigía», pues la forma al-Mariyyāt es mucho más cercana al árabe al-Marāyyāt, «espejo», que a una forma como al-Mara'āt, «ver», «visión», «vigía». En cualquier caso, aunque ambas formas derivan de la misma raíz ر ء ي (r-ʾ-y) del verbo رَأَى (raʾā) «ver», no existe en el árabe clásico ninguna forma como al-Mariyyā o al-Mariyyāt con el significado de torre vigía o atalaya.
En los años 2010 se propuso una nueva posibilidad, el profesor Federico Corriente afirmó que la traducción del vocablo andalusí Almariyya sería «novia desvelada», aunque esta teoría no ha ganado popularidad.

### Exónimos
Aunque en la mayoría de idiomas extranjeros, la grafía y pronunciación de Almería se mantienen iguales, salvando las diferencias de lenguas con un alfabeto distinto al local, en francés históricamente se ha llamado a la ciudad Almérie.

### Ciudades homónimas
- Almería, un municipio en la provincia de Bilirán, Filipinas.
- Almeria, una comunidad no incorporada en el estado de Alabama, Estados Unidos.
- Almeria, una comunidad no incorporada en el estado de Nebraska, Estados Unidos.

## Símbolos

### Bandera
El origen de su bandera se remonta a 1147, año en que el ejército del rey Alfonso VII, aliado, entre otros, con el por entonces estado independiente de Génova, conquistó la urbe en aras de la cruzada declarada por el papa Eugenio III y adoptó como símbolo la enseña genovesa, una cruz de San Jorge (cruz griega en gules sobre campo de plata).
Por decreto de la Consejería de Gobernación y Justicia de la Junta de Andalucía en 1997, quedó descrita de la siguiente manera:

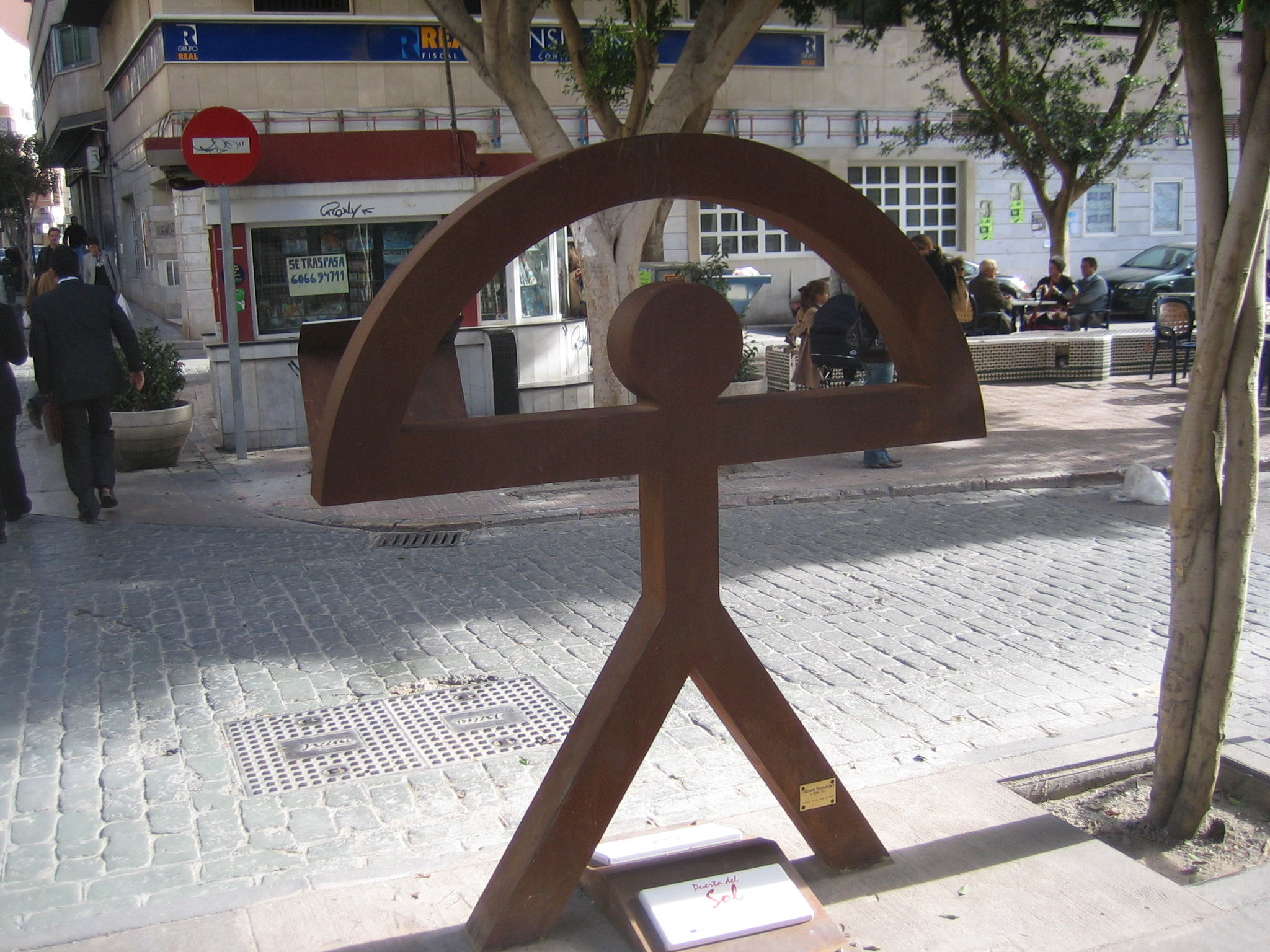
Escultura de un indalo en la plaza Marqués de Heredia

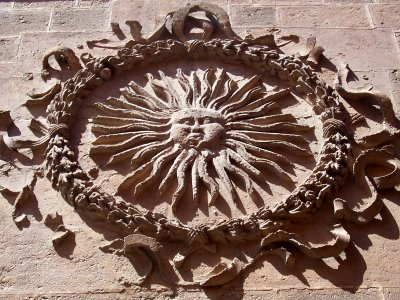
Sol de Portocarrero

Bandera de 25 unidades de larga, del asta al batiente, por cada 15 unidades de ancha, de color blanco bandera, con una cruz lisa (de 5 unidades de ancha), roja carmesí. Centrado y sobrepuesto el escudo de armas oficial de la ciudad, en una proporción de 5 unidades de ancho por 6 unidades de largo, irá timbrado con corona real cerrada.

### Escudo
Su escudo de armas fue inscrito en el Registro Andaluz de Entidades Locales por resolución de la Consejería de Gobernación y Justicia de la Junta de Andalucía el 25 de enero de 2005. En la misma, no obstante, se formula una descripción que no se corresponde con las reglas del blasón y se atribuye una correspondencia dudosa a alguna de las armerías representadas:

- Cuartel central: cruz genovesa o de San Jorge rojo carmesí sobre fondo de plata.
- Cuarteles exteriores: el número de cuarteles que componen la bordura son quince compones, distribuidos de manera alternativa en granadas, águilas, castillos, leones y palos, en número de tres por cada uno de estos símbolos. Granada: granadas de oro con granos rojos sobre fondo de plata. Castilla: castillo de oro sobre fondo rojo carmesí. León: leones rojos carmesí rampantes, sobre fondo de plata. Aragón: palos rojos carmesí sobre fondo de oro. Navarra: águilas de San Juan unicéfalas negras sobre fondo de oro.
- Corona: corona real cerrada dorada con perlas, almohadillado rojo y pedrería.
- Orla: de plata con inscripción en negro, y con la leyenda: «Muy noble, muy leal y decidida por la libertad, ciudad de Almería».

Resolución de 25 de enero de 2005. BOJA núm. 26, Sevilla, 7 de febrero de 2005, pág. 13.

Francisco Piferrer atribuye en 1860 el siguiente blasón: «Las armas de la provincia y de la ciudad de Almería están cuarteladas por una cruz llana de gules y bordura de castillos, leones y granadas alternadas».

### Otros símbolos
Su himno oficial, adoptado por el Ayuntamiento de Almería en 1946, consiste en el poema Almería, escrito por José María Álvarez de Sotomayor y adaptado musicalmente por el compositor José Padilla. Puede asimismo considerarse himno oficioso de la capital el popular Fandanguillo de Almería, del compositor Gaspar Vivas, que puede escucharse en el carrillón de la casa consistorial.
Otro de sus símbolos reconocidos es el indalo, pintura rupestre neolítica hallada en la cueva de Los Letreros, en el actual parque natural de Sierra de María-Los Vélez. Fue considerado ídolo protector en poblaciones como Mojácar hasta que el boom turístico lo convirtió en símbolo de toda la provincia y por extensión de su capital. Aparece, por ejemplo, en el escudo de la Unión Deportiva Almería. Cabe mencionar asimismo el Sol de Portocarrero, altorrelieve que representa un sol antropomorfo rodeado de guirnaldas y que aparece esculpido en el testero de la capilla funeraria del obispo Diego Fernández de Villalán, en la catedral de Almería. Es visible, por ejemplo, en el escudo de la Universidad de Almería.

## Geografía
El término municipal abarca una extensión de 296,21 km². Está situado en el sur de la provincia homónima, la cual ocupa el extremo oriental de Andalucía, que a su vez se corresponde con la esquina sureste de la península ibérica. Queda representado en las hojas MTN50 (escala 1:50 000) n.º 1044, 1045, 1058 y 1059 del Mapa Topográfico Nacional.
Es la única ciudad transcontinental de España, al estar geográficamente situada en Europa y África, debido a que la Isla de Alborán pertenece al continente africano.
| Noroeste: Gádor                   | Norte: Huércal de Almería, Viator, Pechina y Tabernas | Nordeste: Turrillas |
| Oeste: Enix                       |                                                       | Este: Níjar         |
| Suroeste: Enix y Mar Mediterráneo | Sur: Mar Mediterráneo                                 | Sureste: Níjar      |

### Geología

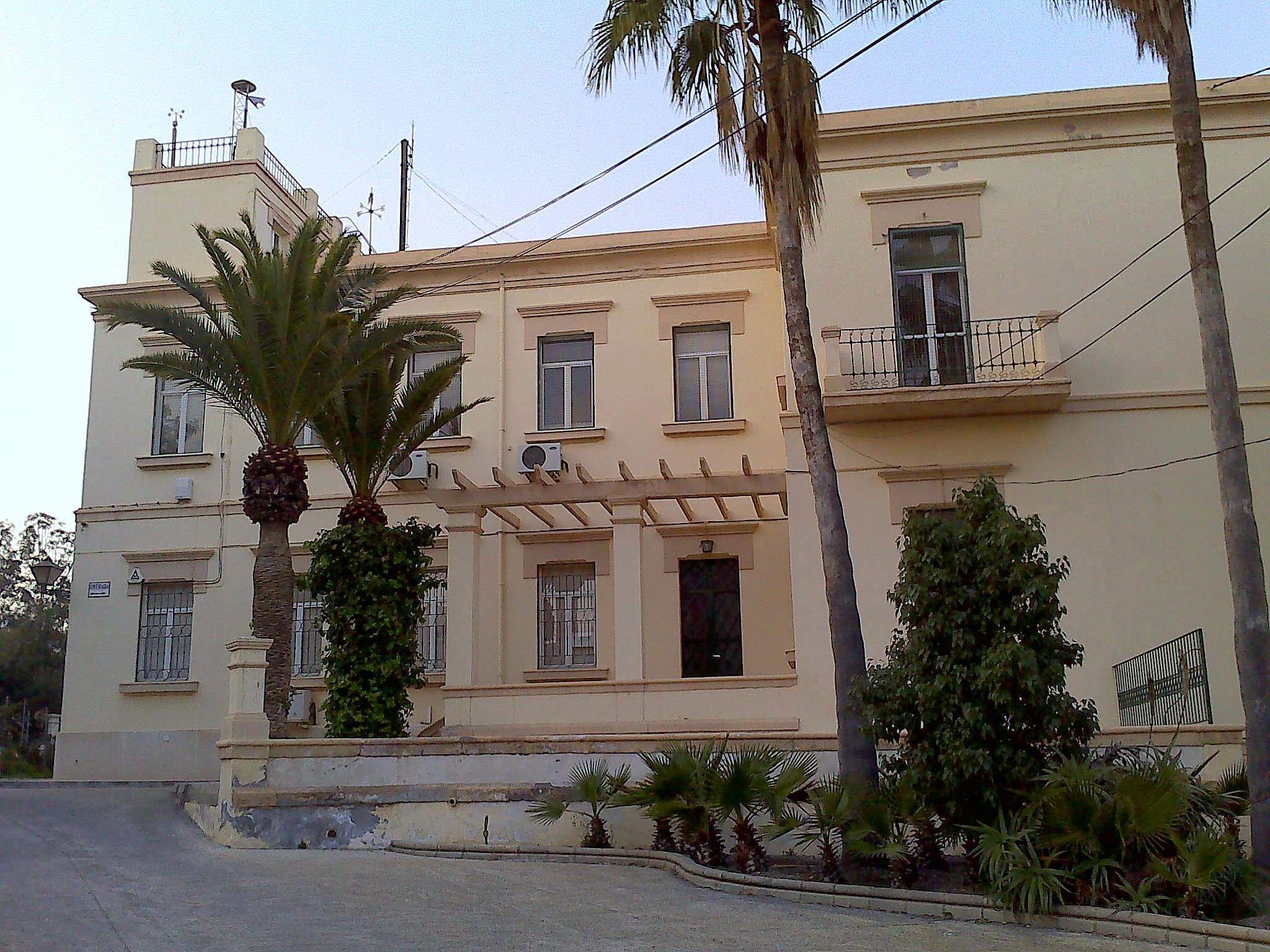
Observatorio geofísico y sede del Instituto Geográfico Nacional

Dentro de su dominio territorial se distinguen dos unidades geológicas diferentes: por un lado, las sierras de Gádor, Alhamilla y del Cabo de Gata, que se corresponden con el complejo alpujárride enmarcado en las denominadas zonas internas de las cordilleras Béticas; por otro, las zonas bajas del término, que forman parte de las cuencas neógenas de Almería-Bajo Andarax al oeste y de Níjar-Carboneras al este.[cita requerida]
El complejo alpujárride está integrado por una serie de unidades alóctonas cuya facies superior se corresponde a la unidad de Gádor, compuesta por esquistos paleozoicos y cuarcitas. En las proximidades de la ciudad destacan especialmente los afloramientos de calizas que alcanzan en ciertas zonas potencias de hasta 500 m. Estas sierras tienen su origen en la fase distensiva de la orogenia alpina, entre 10 y 5 millones de años, en cuya última etapa, durante el Andaluciense y Mesiniense, tuvo lugar la elevación de la franja costera y la retirada del mar que provocó el relleno de las zonas bajas con materiales sedimentarios.
Las depresiones poseen una base compuesta por sedimentos miocénicos de origen marino, entre los que destacan los conglomerados y sobre los cuales aparecen formaciones turbídicas de origen miocénico, compuestas también por conglomerados de margas y areniscas, y pliocénicos de conglomerados, calcarenitas y calcisiltitas. Los estratos más superficiales son depósitos aluviales cuaternarios de poca potencia.
La zona es punto de contacto de las microplacas ibérica y de Alborán y sus movimientos tectónicos son aún activos. La falla de Carboneras se formó durante el Neógeno debido a la presión que ejercía la de Alborán, desplazada a su vez por la placa Africana. Esta falla cruza la sierra de Carboneras y se adentra en el golfo de Almería en dirección noreste-sudoeste, unos 50 km en tierra firme y 100 km bajo el mar. Es una placa de desgarre, cuyos movimientos se registran de forma horizontal, aunque pueden presentarse también movimientos verticales. Los movimientos sísmicos de la zona, muy habituales, se deben principalmente a la antedicha falla de Carboneras y a las de Alhama de Murcia y Palomares, más alejadas estas de la urbe. Este conjunto de fallas se denomina «sistema de cizalla Trans-Alborán», comenzó su actividad durante el Mioceno y se extiende hacia el noreste hasta Alicante, donde se une a la falla norbética.

### Orografía

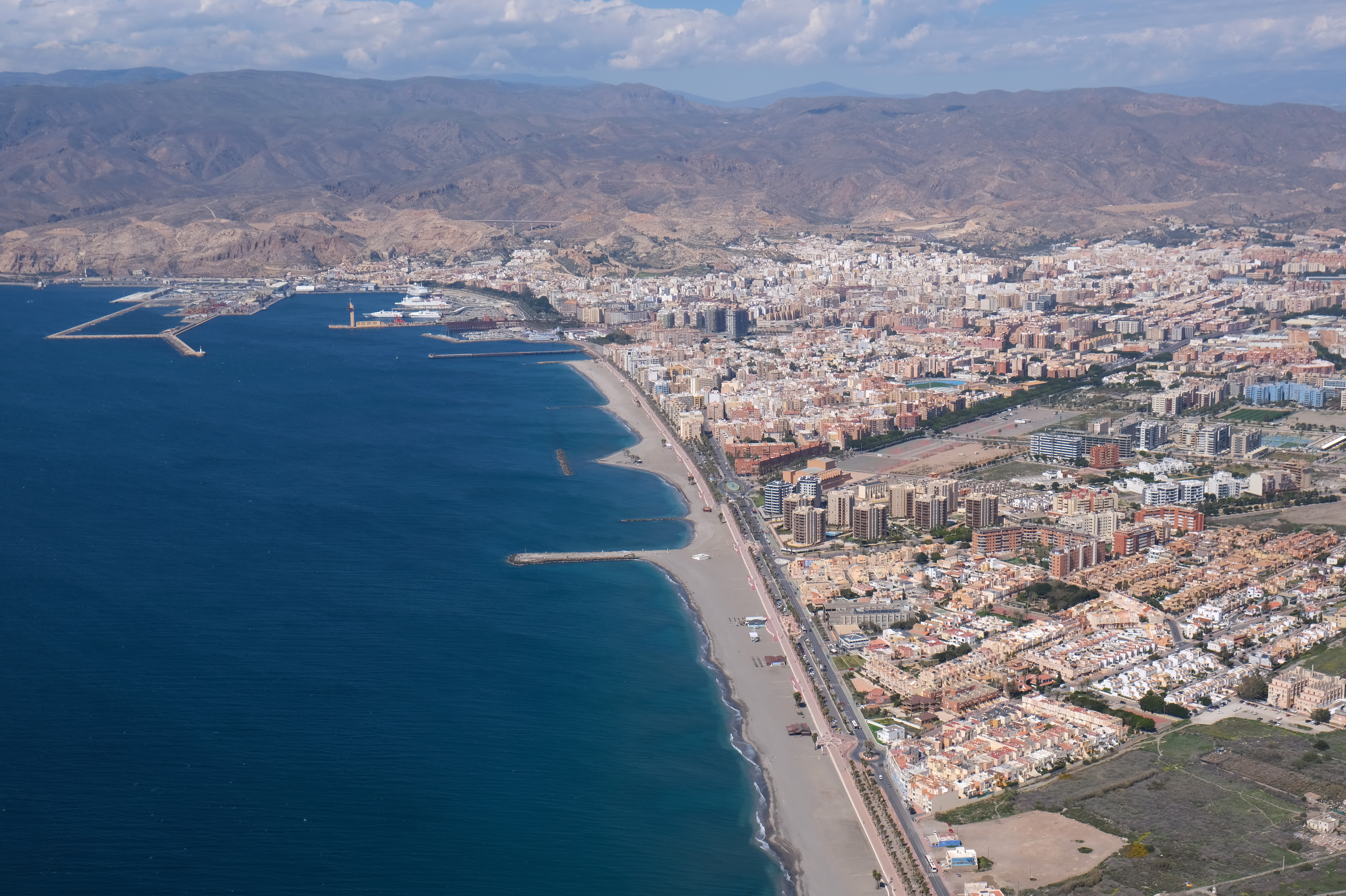
Vista aérea de Almería

La ciudad de Almería ocupa la llanura costera de aluvión que conforma el delta del río Andarax, entre el Mar Mediterráneo, las estribaciones de la sierra de Gádor y la margen derecha de ese río. El resto del término municipal se extiende sobre la vega baja del río y las llanuras al este del mismo, las cuales se extienden hasta las estribaciones de la sierra de Cabo de Gata por el este y las de Sierra Alhamilla por el norte y noreste. El conjunto se incluye por tanto en las estribaciones surorientales de la cordillera Penibética.[cita requerida]
El centro urbano se alza a 16 m sobre el nivel del mar, aunque existen puntos más elevados en la ciudad, como el cerro de la Alcazaba (86 m) o el cerro de Torrecárdenas (140 m). Asimismo, en el resto del término pueden encontrarse puntos de mayor altitud en las estribaciones de la sierra de Gádor (por encima de los 600 m de altitud) o en Sierra Alhamilla, hasta un máximo de 1387 m de altitud en el pico Colativí, en el límite con Turrillas.

### Hidrografía

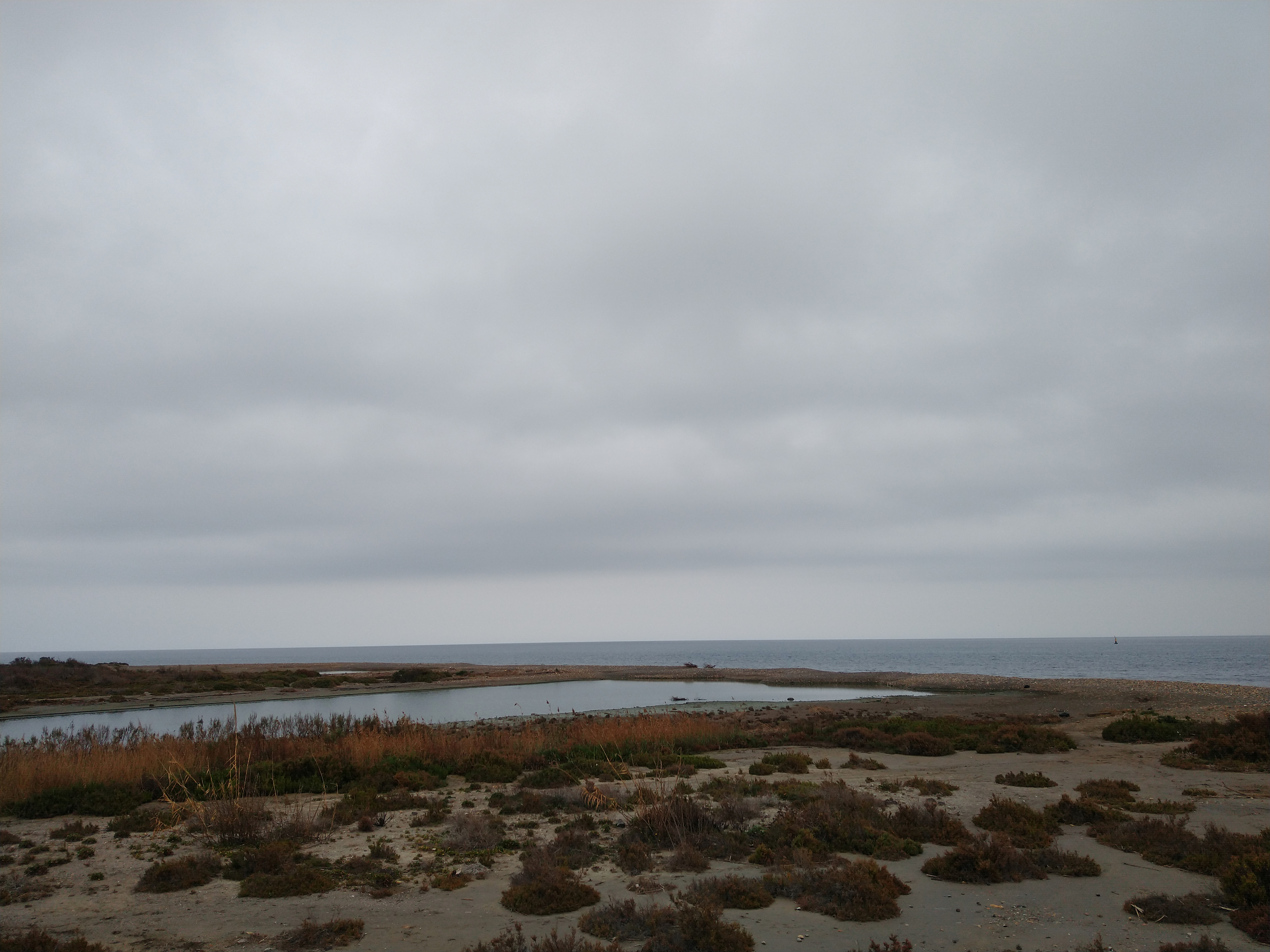
Desembocadura del río Andarax

La totalidad del municipio se encuadra dentro de la cuenca mediterránea andaluza. Como en el resto de la provincia, y debido al clima mediterráneo y subdesértico, los accidentes hidrográficos quedan reducidos a las características ramblas. En ellas, el caudal suele desaparecer bajo tierra durante buena parte del curso para, en ocasiones, reaparecer en las desembocaduras creando humedales, como es el caso del río Andarax o la rambla Morales. Además, las aguas procedentes de las fuertes avenidas del Andarax son aprovechadas a través de un sistema de boqueras para su uso agrícola en su vega.
La ciudad de Almería limita al este por el río Andarax y la atraviesan cuatro cauces principales, la rambla de Belén y tres afluentes o subafluentes de esta: la rambla del Obispo Orberá, la de Alfareros y la de Amatisteros. La primera fue encauzada en 1897 tras las inundaciones de 1891, y a lo largo del siglo XX todas ellas han sido soterradas, dando nombre a varias vías urbanas de la capital. Hacia 1992 se construyeron una serie de presas para controlar el caudal de estas ramblas en caso de lluvias torrenciales.
Otros cauces del término municipal son los que, descendiendo desde Sierra Alhamilla, desembocan en el golfo de Almería, como la rambla de la Sepultura, la del Puente de la Quebrada o la de la Boquera de la Jaca, además de la ya citada rambla Morales.[cita requerida]

### Costa

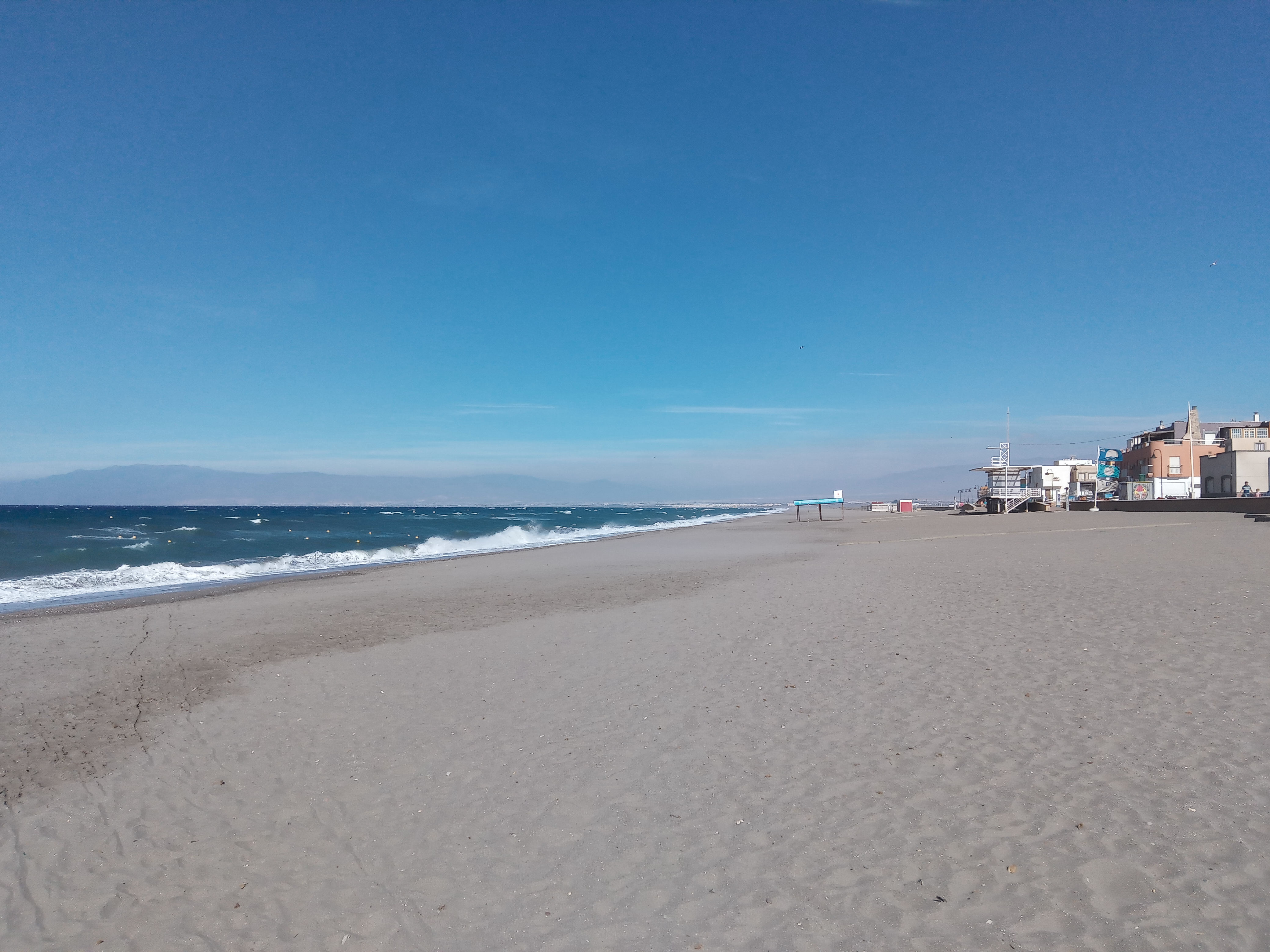
Playa de San Miguel de Cabo de Gata

El litoral del término municipal, encuadrado en su totalidad dentro del golfo de Almería, se extiende algo más de 35 kilómetros de los que poco menos de seis corresponden a la ciudad en sí. Lo componen en su mayor parte playas bajas y arenosas, producto de la actividad aluvial del río Andarax y las ramblas que descienden desde Sierra Alhamilla. Existen, no obstante, acantilados de gran altura en la zona más próxima a la sierra de Gádor.[cita requerida]
En total se cuentan 16 playas de diversas dimensiones y tasas de ocupación según sus características y entorno. Las de mayor ocupación son las ubicadas en la ciudad (San Miguel, Zapillo y Ciudad Luminosa). Las tres ubicadas a poniente no tienen apenas ocupación y son de baja calidad por su entorno, accesos, tamaño y servicios. Hacia levante hay otras más (Bobar o La Cañada, Costacabana, Perdigal, Retamar, Torregarcía, Amoladeras, del Charco, Cabo de Gata), ubicadas algunas en el parque natural de Cabo de Gata-Níjar, que cuentan con especial protección medioambiental.
Cabe destacar que la isla de Alborán, situada en el mar homónimo, a medio camino entre la península ibérica y el norte de África, pertenece administrativamente al municipio de Almería.[cita requerida]

### Clima

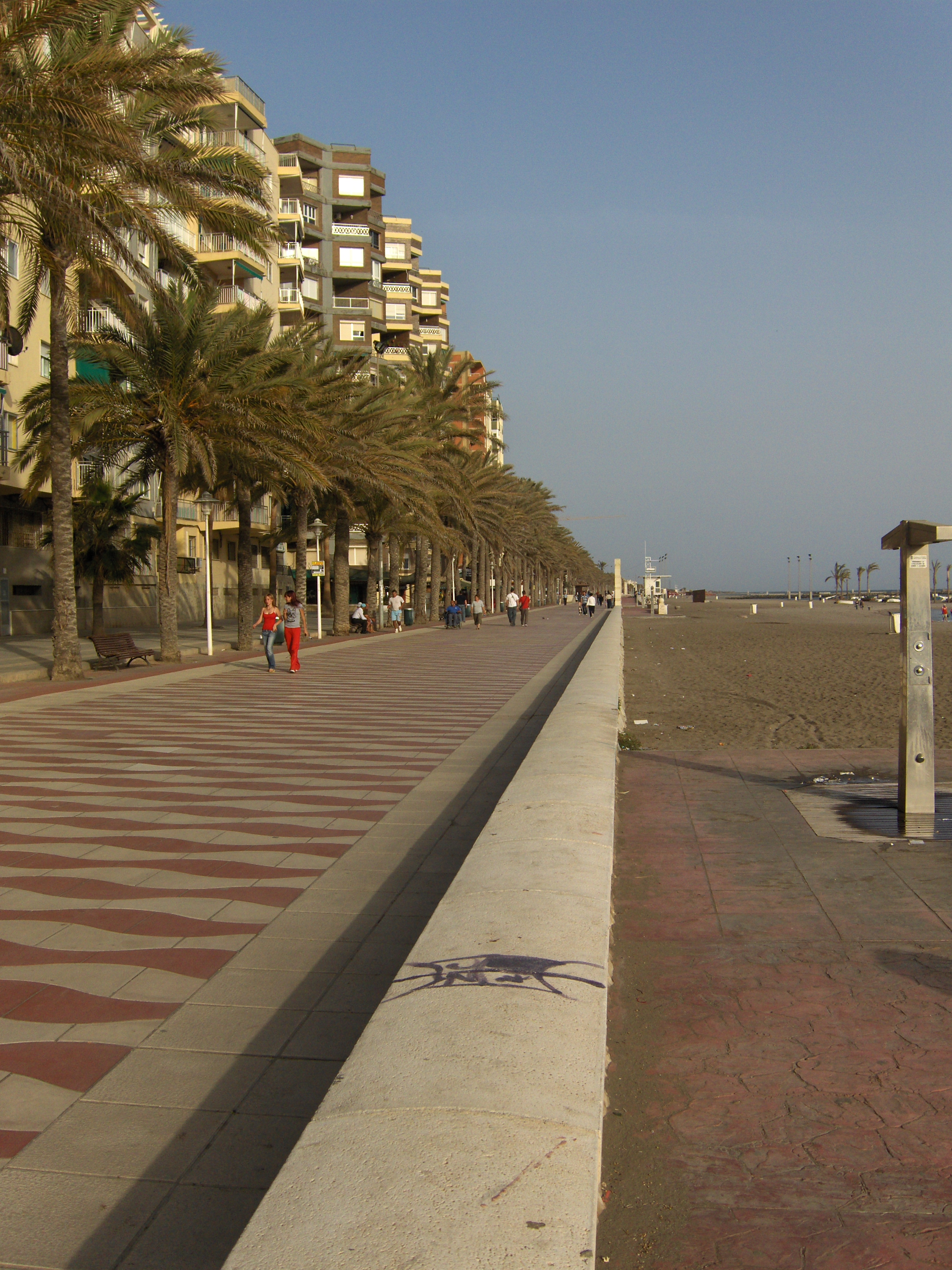
Paseo marítimo Carmen de Burgos

De acuerdo con la clasificación climática de Köppen, el clima de la ciudad de Almería es árido cálido (BWh). Sin embargo, debido a la gran extensión del término municipal de Almería, en este se dan también otros cuatro tipos de clima. En primero lugar se da el clima árido cálido (BWh) en la zona de costa y la llanura estepárica. Además, se da el clima semiárido frío (BSk) en las zonas del municipio de altitud media y el clima mediterráneo (Csa) en las zonas de mayor altitud, exceptuando las zonas más altas de la Sierra Alhamilla pertenecientes al municipio, que tienen un clima oceánico mediterráneo (Csb). Con una precipitación anual de 197.5 mm, Almería se posiciona como la ciudad más árida de Europa continental y una de las más áridas de la Cuenca del Mediterráneo. Las precipitaciones son muy escasas (25 días de media al año), y hay poca amplitud térmica mensual; las temperaturas oscilan entre los 17 °C y 9 °C en enero y los 31 °C y 23 °C en agosto. Raramente sube la temperatura de los 40 °C debido a las masas de aire caliente proveniente del Sáhara, aunque es bastante infrecuente superar esta temperatura. La temperatura máxima registrada se produjo el 6 de julio de 2019 durante un reventón cálido, un evento que duró apenas media hora. Los inviernos son muy suaves y los veranos calurosos. Almería es la única ciudad de Europa continental que nunca ha registrado heladas, ya que la mínima registrada es de +0,1 °C.
Con una media de 2994 horas de sol y 108 días completamente despejados al año, es una de las ciudades más soleadas de Europa. La temperatura media anual es de 19,2 °C. La temperatura de sus aguas en los meses de invierno (unos 17 °C) es igual que la del aire (17 °C). La humedad media es del 65 %, con un promedio de 26 días de lluvia anuales, siendo diciembre el mes más lluvioso. Esto resulta en una pluviometría media de 197.5 mm, una de las más bajas de España (la más baja de la península ibérica) y la más baja de Europa.[cita requerida] En ocasiones se han producido lluvias torrenciales, estando documentadas inundaciones catastróficas en 1879 y 1891.
A nivel climático, sus zonas bajas y litorales disfrutan de un clima inframediterráneo, desértico o mediterráneo-iranio, caracterizado por la ausencia de heladas y precipitaciones tan escasas que podría hablarse técnicamente de desierto árido. Entre los 400–500 m s. n. m. y los 800–900 m s. n. m. discurre el termomediterráneo o mediterráneo cálido o seco, donde las precipitaciones siguen siendo escasas pero suficientes para mantener arbolado. A continuación, entre los 800–900 m s. n. m. y los 1200–1300 m s. n. m. reina el mesomediterráneo o mediterráneo medio o típico, en el que la vegetación se corresponde con bosque mediterráneo de encinas, almeces y retamas.
| Parámetros climáticos promedio de Observatorio del Aeropuerto de Almería (21 m s. n. m. ) (periodo de referencia: 1991-2020, extremas: 1968-presente) | Parámetros climáticos promedio de Observatorio del Aeropuerto de Almería (21 m s. n. m. ) (periodo de referencia: 1991-2020, extremas: 1968-presente) | Parámetros climáticos promedio de Observatorio del Aeropuerto de Almería (21 m s. n. m. ) (periodo de referencia: 1991-2020, extremas: 1968-presente) | Parámetros climáticos promedio de Observatorio del Aeropuerto de Almería (21 m s. n. m. ) (periodo de referencia: 1991-2020, extremas: 1968-presente) | Parámetros climáticos promedio de Observatorio del Aeropuerto de Almería (21 m s. n. m. ) (periodo de referencia: 1991-2020, extremas: 1968-presente) | Parámetros climáticos promedio de Observatorio del Aeropuerto de Almería (21 m s. n. m. ) (periodo de referencia: 1991-2020, extremas: 1968-presente) | Parámetros climáticos promedio de Observatorio del Aeropuerto de Almería (21 m s. n. m. ) (periodo de referencia: 1991-2020, extremas: 1968-presente) | Parámetros climáticos promedio de Observatorio del Aeropuerto de Almería (21 m s. n. m. ) (periodo de referencia: 1991-2020, extremas: 1968-presente) | Parámetros climáticos promedio de Observatorio del Aeropuerto de Almería (21 m s. n. m. ) (periodo de referencia: 1991-2020, extremas: 1968-presente) | Parámetros climáticos promedio de Observatorio del Aeropuerto de Almería (21 m s. n. m. ) (periodo de referencia: 1991-2020, extremas: 1968-presente) | Parámetros climáticos promedio de Observatorio del Aeropuerto de Almería (21 m s. n. m. ) (periodo de referencia: 1991-2020, extremas: 1968-presente) | Parámetros climáticos promedio de Observatorio del Aeropuerto de Almería (21 m s. n. m. ) (periodo de referencia: 1991-2020, extremas: 1968-presente) | Parámetros climáticos promedio de Observatorio del Aeropuerto de Almería (21 m s. n. m. ) (periodo de referencia: 1991-2020, extremas: 1968-presente) | Parámetros climáticos promedio de Observatorio del Aeropuerto de Almería (21 m s. n. m. ) (periodo de referencia: 1991-2020, extremas: 1968-presente) |
| Mes | Ene. | Feb. | Mar. | Abr. | May. | Jun. | Jul. | Ago. | Sep. | Oct. | Nov. | Dic. | Anual |
| --- | --- | --- | --- | --- | --- | --- | --- | --- | --- | --- | --- | --- | --- |
| Temp. máx. abs. (°C) | 25.7 | 27.0 | 32.4 | 32.1 | 36.3 | 40.9 | 41.6 | 42.0 | 38.4 | 34.5 | 29.0 | 27.7 | 42.0 |
| Temp. máx. media (°C) | 17.0 | 17.6 | 19.4 | 21.3 | 24.3 | 27.8 | 30.5 | 31.2 | 28.2 | 24.5 | 20.3 | 17.9 | 23.3 |
| Temp. media (°C) | 12.8 | 13.4 | 15.1 | 17.1 | 20.1 | 23.6 | 26.4 | 27.2 | 24.2 | 20.6 | 16.3 | 13.9 | 19.2 |
| Temp. mín. media (°C) | 8.7 | 9.2 | 10.9 | 12.9 | 15.8 | 19.3 | 22.2 | 23.1 | 20.2 | 16.6 | 12.3 | 9.8 | 15.1 |
| Temp. mín. abs. (°C) | 0.1 | 1.0 | 1.0 | 6.0 | 8.4 | 10.4 | 12.0 | 14.8 | 10.1 | 3.4 | 3.1 | 2.0 | 0.1 |
| Precipitación total (mm) | 20.8 | 23.3 | 20.7 | 15.2 | 10.9 | 5.5 | 0.6 | 2.3 | 16.1 | 25.2 | 25.1 | 31.8 | 197.5 |
| Días de precipitaciones (≥ 1 mm) | 2.7 | 2.7 | 3.1 | 2.6 | 1.6 | 0.6 | 0.2 | 0.3 | 1.9 | 3.1 | 3.2 | 3.0 | 25.0 |
| Horas de sol | 195 | 198 | 242 | 270 | 307 | 336 | 353 | 329 | 261 | 226 | 192 | 186 | 3068 |
| Humedad relativa (%) | 66 | 65 | 65 | 63 | 61 | 61 | 60 | 62 | 65 | 68 | 66 | 67 | 64 |
| Fuente n.º 1: Agencia Estatal de Meteorología | | | | | | | | | | | | | |
| Fuente n.º 2: Agencia Estatal de Meteorología (extremos)                                                                                              | | | | | | | | | | | | | |

La Agencia Estatal de Meteorología (AEMET) registró asimismo en la estación meteorológica de Almería, ubicada en Ciudad Jardín los siguientes valores extremos, que difieren ligeramente de los registrados en la estación meteorológica del aeropuerto de la ciudad.

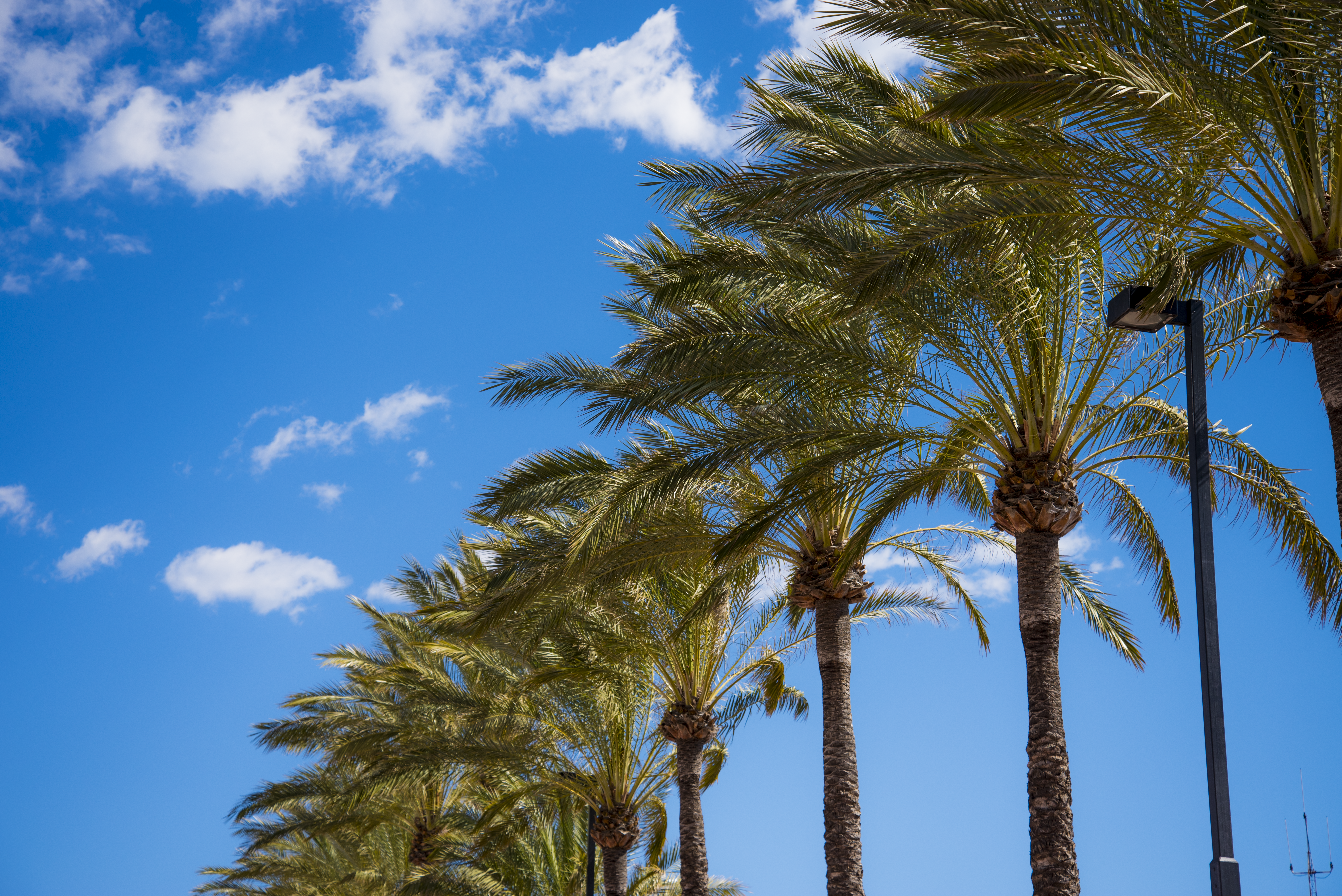
Las palmeras forman parte de la escenografía clásica de la ciudad

| Concepto                       | Valor numérico | Fecha                    |
| ------------------------------ | -------------- | ------------------------ |
| Precipitación máxima en un día | 98,3 l/m²      | 11 de septiembre de 1951 |
| Temperatura mínima absoluta    | 0,2 °C         | 9 de febrero de 1935     |
| Temperatura máxima absoluta    | 42 °C          | 18 de julio de 1926      |

### Flora
A lo largo de su extensión municipal se encuentran diferentes tipos de ecosistemas subdesérticos, distinguiéndose las zonas montañosas, las llanuras esteparias, las ramblas, los saladares y albuferas.[cita requerida]
Debido a que es un núcleo urbano relativamente importante y su término municipal es extenso y variado cabe distinguir entre la flora de la ciudad, la de los parques urbanos y periurbanos y la de las zonas rústicas.[cita requerida]
En los parques urbanos destacan las especies alóctonas, dándose árboles de los géneros Albizia y Jacaranda o moráceas del género Ficus (como el gran Ficus macrophylla del paseo de Almería), procedentes en su mayoría de América. Se encuentran asimismo palmeras como Phoenix dactylifera, procedente de África y resistente en general a la contaminación (por ejemplo, las que pueblan el parque Nicolás Salmerón). Con estas especies convive el olmo, peninsular. En ocasiones aparecen ejemplares de flora autóctona, como el ciprés de Cartagena (Tetraclinis articulata), que puede verse en Torrecárdenas, o el dragoncillo (Antirrhinum hispanicum), planta rupícola característica de la sierra de Gádor y que en la ciudad crece sobre los muros de edificios antiguos, como la Catedral.
[cita requerida]

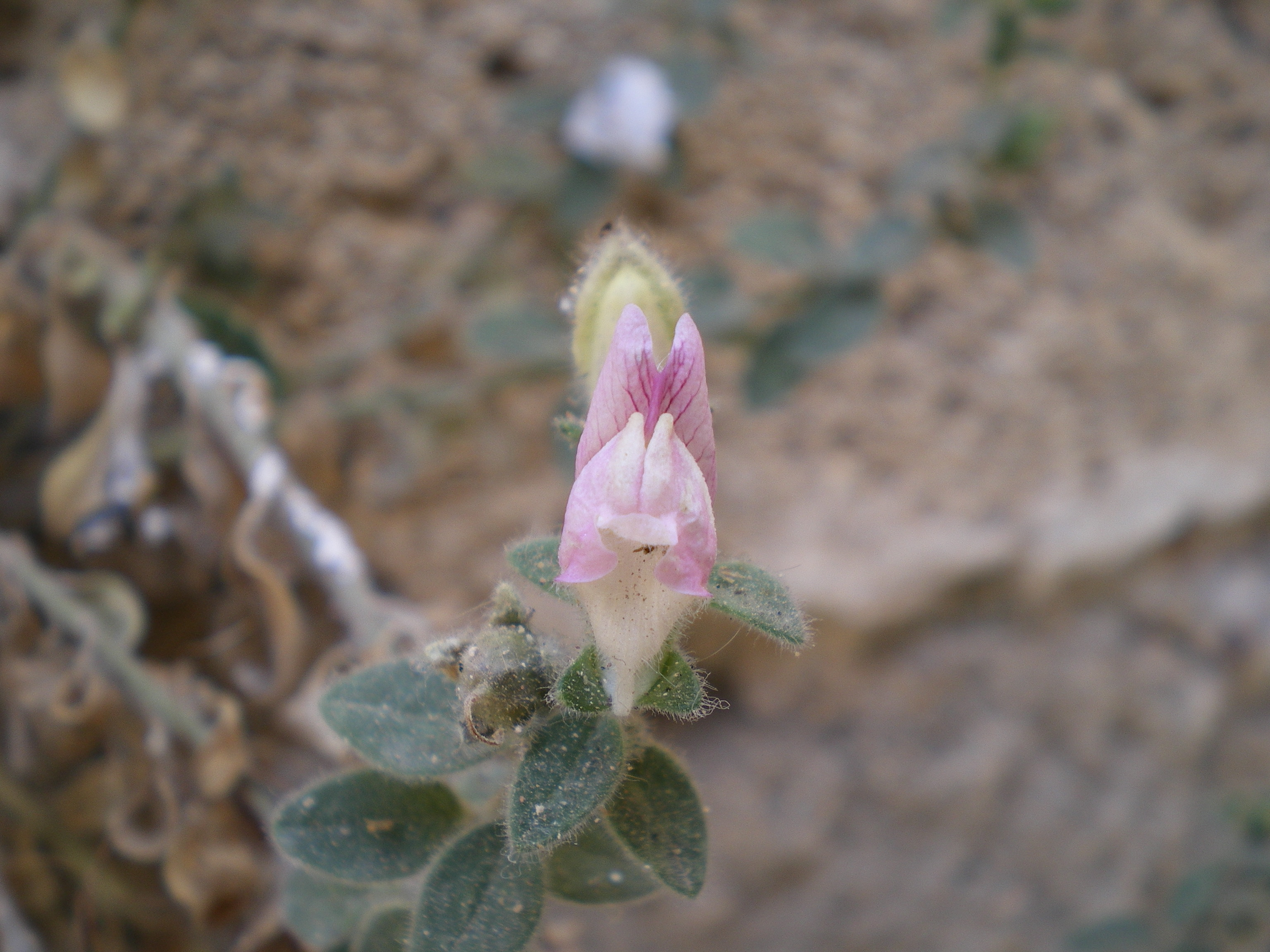
Antirrhinum hispanicum ssp. mollissimum. Detalle de la flor (Catedral de Almería)

Fuera del casco urbano, pueden citarse entre la escasa flora de porte arbóreo diversas especies de pinos (Pinus spp.), encinas (Quercus ilex) y algarrobos (Ceratonia siliqua), así como almeces (Celtis australis) y moráceas como la higuera (Ficus carica) o la morera (Morus alba).
Entre la flora rústica no arbórea, destacan, por un lado, especies exóticas como el agave o pita (Agave americana), el tabaco moruno (Nicotiana glauca) (procedente del noroeste argentino) y la caña común (Arundo donax, asiática). Por otro lado, entre las especies locales se incluyen la retama (Retama sphaerocarpa L.) y diversos endemismos almerienses, peninsulares o ibero-norteafricanos, predominando arbustos y herbáceos como la jarilla blanca almeriense (Helianthemum almeriense), al azufaifo (Ziziphus lotus) o especies en peligro de extinción, como el chumberillo de lobo (Caralluma europaea), que puede encontrarse desde Castell del Rey hasta la sierra de Cabo de Gata. Gran importancia posee el grupo de plantas psammófilas que crece desde la playa de Torregarcía hasta el cabo de Gata, como las del género Ononis, la azucena de mar (Pancratium maritimum) o la margarita de mar (Asteriscus maritimus). Un amplio conjunto de esta flora exótica y local se encuentra en el parque del Boticario, de la barriada de Venta Gaspar.
Bajo su mar crecen fanerógamas marinas como la posidonia (Posidonia oceanica), en colonias de relativa importancia, y la seba (Cymodocea nodosa).

### Fauna

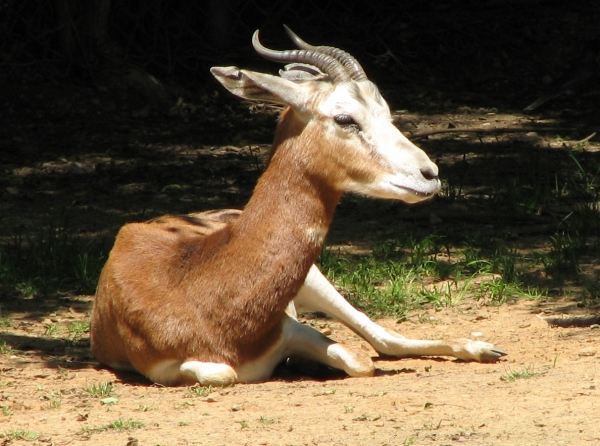
Gacela Dama

La mayoría de las especies habita el cercano parque natural del Cabo de Gata-Níjar, destacando entre ellas el chorlitejo chico (Charadrius dubius), el ruiseñor bastardo (Cettia cetti), el carricero común (Acrocephalus scirpaceus), el gorrión chillón (Petronia petronia), la culebra viperina (Natrix maura), el galápago leproso (Mauremys caspica), el sapo corredor (Bufo calamita) y la rana común (Rana ridibunda). Se dan asimismo diferentes especies de aves esteparias como el sisón (Tetrax tetrax), la ortega (Pterocles alchata), el alcaraván (Burhinus oedicnemus), la terrera común (Calandrella brachydactyla) y la terrera marismeña (C. rufescens), además de una de las dos aves endémicas del parque: la alondra ricotí o de Dupont (Chersophilus duponti), la tortuga mora (Testudo graeca) o el buitre negro (Aegypius monachus). Dentro de la ciudad, en el barranco de La Hoya y a espaldas de la Alcazaba, se ubica el p
arque de rescate de la Fauna Sahariana, donde se crían y estudian especies procedentes del Sáhara Occidental, en peligro de extinción. Entre otras especies se encuentran: la gacela dama (Gazella dama mhorr), la gacela de Cuvier (G. cuvieri), la gacela Dorcas (G. dorcas neglecta), el arruí (Ammotragus lervia).
Otras especies a destacar de Almería son el caracol chapa (Iberus gualtieranus gualtieranus) catalogado como especie vulnerable, la lapa (Patella ferruginea) catalogada como en peligro de extinción o la nacra (Pinna nobilis) endémica del mediterráneo y también en peligro de extinción.

### Contaminación

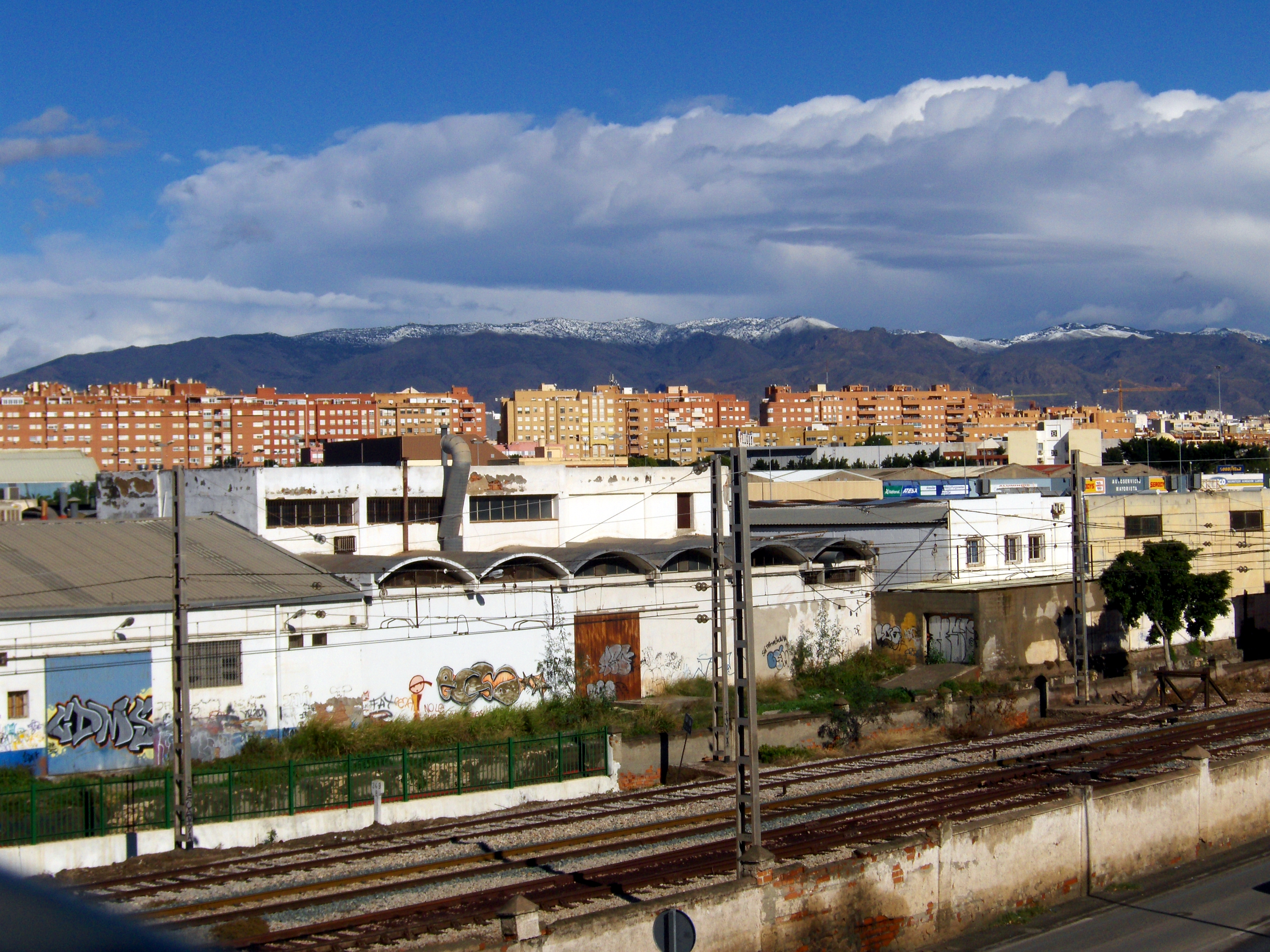
Polígono industrial de Almería junto a la vía férrea. Al fondo sierra Alhamilla con nieve en sus cumbres

La escasa concentración industrial contribuye a que el término municipal presente un reducido nivel de contaminación ambiental. La Consejería de Medio Ambiente de la Junta de Andalucía realizó un estudio en 2006 según el cual los niveles de contaminación no superan los límites establecidos por la Unión Europea. No obstante, según la misma Consejería, en 2009 se superó el nivel permitido de PM10 debido principalmente a las emisiones producidas por el parque automovilístico. Además, sobre todo en época estival, se da una alta concentración de partículas en el aire debido a la escasez de precipitaciones, los fuertes vientos, la aridez del terreno y las tormentas de polvo procedentes de África. Otro contaminante que la afecta debido a las altas temperaturas es el ozono troposférico, que en altas concentraciones puede ser perjudicial para la salud. Su concentración suele ser muy alta durante primavera y verano, aunque los valores registrados durante el estudio realizado en 2006 no alcanzan niveles de alerta. Por otro lado, la contaminación del suelo por arsénico resulta bastante alarmante, al haberse encontrado concentraciones superiores a 21 mg/kg que, aunque en su mayoría proceda de origen natural, es un importante agente cancerígeno. Es difícil encontrar concentraciones tan elevadas en otras provincias españolas.
La contaminación acústica, por su parte, tiene origen principalmente en el tráfico rodado. La presencia de grandes vías de circulación, principalmente la Autovía del Mediterráneo (A-7), la N-340 o la N-344 provoca niveles de ruido superiores a los 55 dB a un alto porcentaje de la población almeriense.
La contaminación lumínica es una realidad contra la que el ayuntamiento comienza a luchar mediante la instalación de farolas que proyectan la luz hacia el suelo, cuyo funcionamiento está regulado por la incidencia de luz solar. Se trata de una cuestión preocupante, ya que desde el observatorio de Calar Alto se ha constatado que la cada vez menor visibilidad dificulta la investigación por este motivo.

### Riesgos naturales
El municipio de Almería cuenta con un plan territorial de emergencia local que cumple con la Ley 5/2010 sobre autonomía local.

## Historia

### Prehistoria y Antigüedad

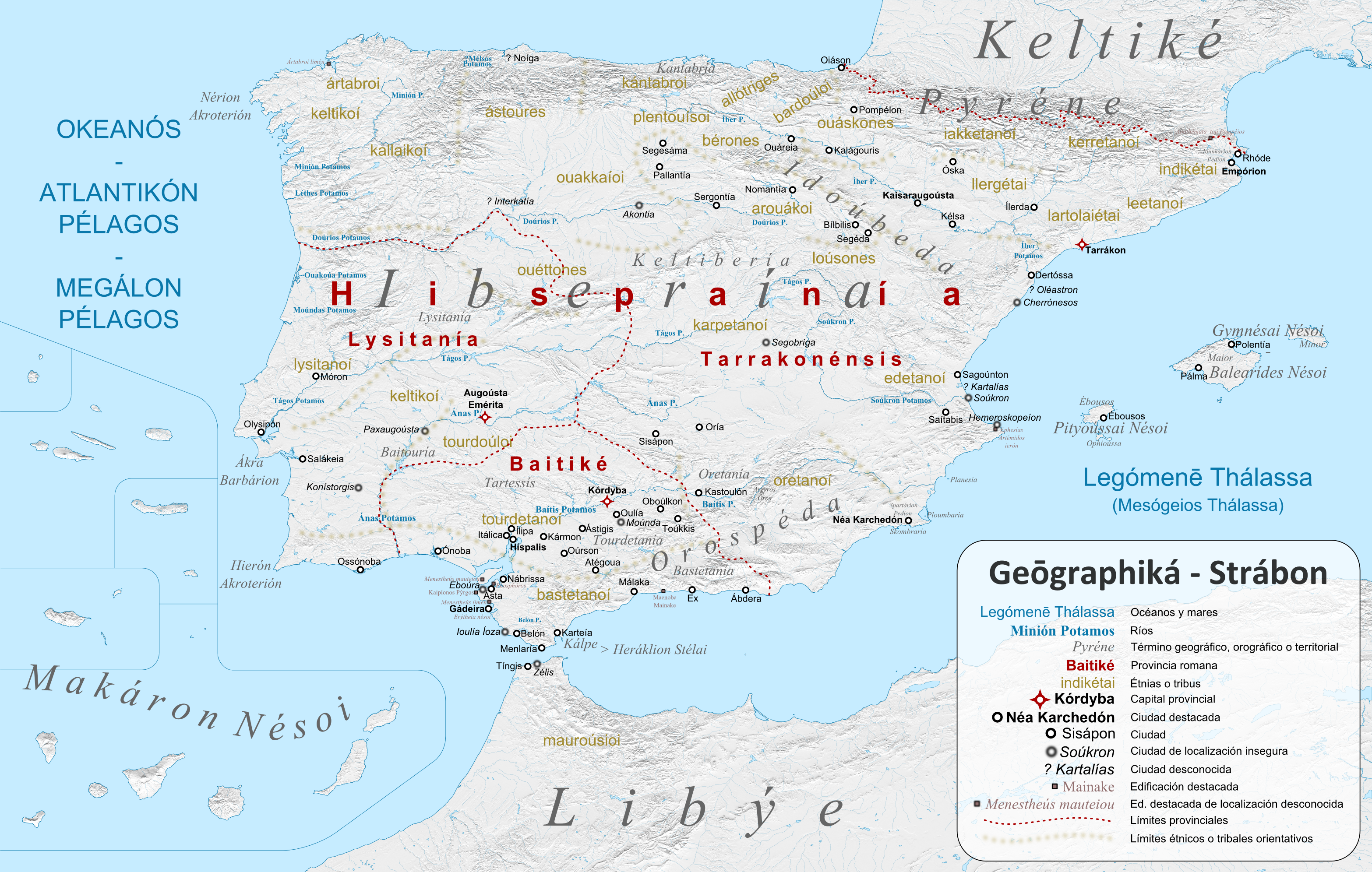
Mapa de la península ibérica y las actuales islas españolas y portuguesas mostrando la Iberia clásica según la Geografía de Estrabón

Se estima que el primer asentamiento humano de la zona debió de emplazarse en el cerro de la Alcazaba. El arqueólogo Juan Cuadrado habló en su momento de restos neolíticos, remontándose los hallazgos más antiguos y documentados al Paleolítico medio. Existen asimismo restos fenicios posteriores.
De su época romana, por otra parte, son numerosos los restos cerámicos hallados en diversas excavaciones, dando la posibilidad de que existiera una población permanente en el área hoy ocupada por la urbe antes de su fundación en 955 y que evidencian cierta importancia pesquera y comercial. Habría existido así pues una pequeña población marítima dependiente del asentamiento ibero de Urci o Urke, ya referenciado por Plinio el Viejo en su Historia natural y más tarde por Pomponio Mela o Claudio Ptolomeo. Almería fue ocupada por Roma durante la campaña de Escipión el Africano contra los cartagineses a finales del siglo III a. C., recibiendo el nombre de Portus Magnus. El asentamiento quedó enclavado en la Hispania Ulterior, convirtiéndose en uno de los puertos más importantes del sur de Hispania, célebre entre los comerciantes del Lacio. Durante este periodo se fortaleció el comercio con el resto del Mediterráneo, especialmente el del garum, encontrándose restos de instalaciones salineras y de salazón, así como útiles de pesca y ánforas, en la fachada marítima de la capital y en la playa de Torregarcía.
A partir de los siglos III y IV se intensificó la ocupación del cerro de la Alcazaba por parte de vándalos y visigodos. Con esta tónica, continuaron al parecer los bizantinos que durante el siglo VI tomaron Urci y otros enclaves del sureste de la península. Sobre este último mantuvieron el poder hasta su expulsión, en los años 600-610 d. C., si bien otras fuentes afirman que la conquista definitiva de este asentamiento fue posterior al año 621, reinando ya Suintila. Durante su breve presencia, los bizantinos excavaron un pozo en el actual perímetro de la fortaleza musulmana.

### Edad Media
Fundación

Alcazaba de Almería

Las primeras noticias sobre la presencia musulmana en este lugar se remontan al siglo VIII o principios del siglo IX, cuando Abderramán I encomendó la vigilancia de la costa al clan yemení de los Abencerrajes para impedir el desembarco de los normandos. En colaboración con la población autóctona se fundó un núcleo de población con el nombre de Baŷŷāna, la actual Pechina, capital de su cora, que se engrandeció y llegó a convertirse en una auténtica república marítima. Almería nacería durante la primera mitad del siglo X como barrio marítimo de aquella, recibiendo el nombre de al-Mariyyāt Baŷŷāna («la atalaya de Pechina»). Se trataba en efecto de un fondeadero defendido por una torre vigía y habitado por comerciantes y pescadores, que coincidiría con la romana Portus Magnus en su ventajosa posición en el centro de la bahía y bajo el actual cerro de la Alcazaba.
Tras vencer a rebeldes mozárabes y repeler un ataque fatimí contra Bayyana, Abderramán III dispuso trasladar la capital de la cora, y así al-Mariyyāt Baŷŷāna recibió el título de ciudad en 955 d. C., año en que además comenzaron a construirse la muralla y la alcazaba, que llegaría a ser, con sus 4,3 ha, la segunda fortaleza musulmana más grande de al-Ándalus.
Época califal y la taifa de Almería

La taifa de Almería

Durante esta época se consagró como ciudad de planta califal con tres barrios diferenciados: un núcleo central amurallado, la Almedina, donde se concentraban la mezquita mayor o aljama (levantada en 965), la alcaicería, las atarazanas y el zoco, y dos barrios periféricos, el de la Musalla y el del Aljibe. En esta época, Almería se convirtió en el puerto más importante y cosmopolita de al-Ándalus, base de la flota omeya y puerta a Oriente y al norte de África. La seda era el producto más exportado y tenían fama la excelente calidad y gran variedad de los tejidos elaborados en sus más de 10 000 telares, por lo que después de Córdoba, llegó a ser la más influyente y próspera del califato. También el estar integrada en la dinámica política y económica de la piratería musulmana fue determinante en su acelerada evolución.
Con la desintegración de este tras la muerte de Hixem II, Jairán se convirtió en el primer rey de la taifa de Almería, destacando entre sus logros la ampliación y refuerzo de la alcazaba. El mayor esplendor lo alcanzó con su sucesor Almotacín, rey poeta que supo mantener el emporio económico a la par que ilustraba su corte con literatos y científicos.
Conquista almorávide, toma cristiana y reconquista almohade

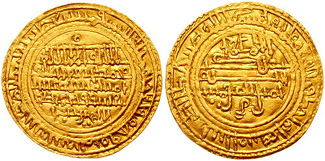
Dinar almorávide con la inscripción al-Mariyyāt

A pesar de todo, no pudo hacer frente a la invasión de los almorávides, tras la cual, no obstante, siguió siendo un emporio codiciado por los cristianos. La conquista de las tropas aragonesas, catalanas, genovesas, pisanas y castellanas, comandadas por Alfonso VII tuvo lugar en 1147, permaneciendo bajo control cristiano hasta que los almohades la reconquistaron una década después. Esta breve ocupación le supuso el truncamiento definitivo de su esplendor militar y comercial.
Almería en el Reino Nazarí de Granada (1238-1489)
Tras la desaparición del Imperio almohade en el siglo XIII, se inició el período nazarí, caracterizado por las continuas luchas internas que tenía. Agravó la situación de precariedad la sequía iniciada en 1227, que desestabilizó gravemente la agricultura y el comercio. Bajo el mandato de Abbu-l-Abbas, gobernador del Reino de Granada, se intentó reconstruirla, sin demasiado éxito.
En 1309, según las crónicas, Jaime II de Aragón la asedió durante más de nueve meses, hasta llegar a un acuerdo con el rey de Granada.
Finalmente, tras las campañas de 1488 y 1489, el territorio almeriense pasó a la soberanía castellana y el 26 de diciembre del mismo año tuvo lugar su capitulación ante los Reyes Católicos.

### Edad Moderna
Conquista cristiana (siglo XV)

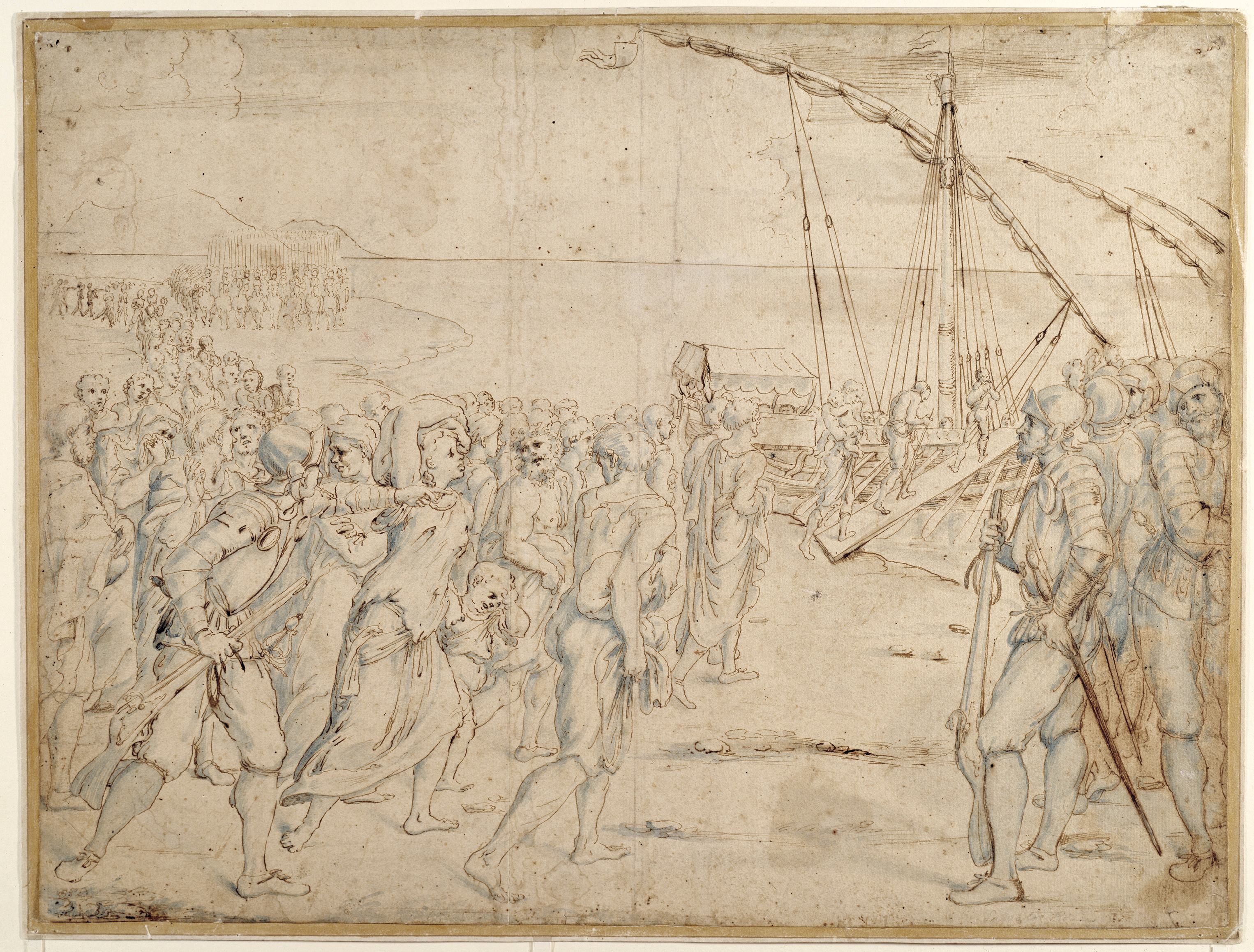
La expulsión de los moriscos, dibujo de Vicente Carducho (c. 1627). Gabinete de Dibujos, Estampas y Fotografías del Museo del Prado, Madrid

Tras la toma cristiana se hizo patente la necesidad de mejorar sus infraestructuras defensivas, pues se encontraban muy deterioradas por el terremoto que la azotó en 1487 y por las rencillas internas del último periodo del Reino de Granada. Asimismo, era necesario adaptarla a las nuevas técnicas defensivas impuestas por el desarrollo de la artillería, por lo que realizaron mejoras en el segundo recinto y construyeron un tercero en la Alcazaba.
Crisis de los siglos XVI y XVII
Durante el siglo XVI se caracterizó por el abandono de sus habitantes, hecho que le ocasionó un retroceso que terminó extendiéndose por el resto de la provincia. En 1522 se produjo un nuevo terremoto que le provocó grandes destrozos: el barrio de la Judería y las zonas enclavadas entre la Alcazaba, la mezquita mayor, el puerto y la rambla de La Chanca, quedaron destruidas. Al mismo tiempo, al haber quedado destruidas sus infraestructuras marítimas, quedó apartada de las rutas comerciales americanas y sufrió graves consecuencias económicas mientras veía pasar de largo las riquezas provenientes de Nueva España y la actividad que trajeron consigo. Más adelante, durante ese mismo siglo, se produjo la sublevación de los moriscos en la Alpujarra y fue defendida con éxito del ataque de los moriscos sublevados en 1567 por García de Villarroel.

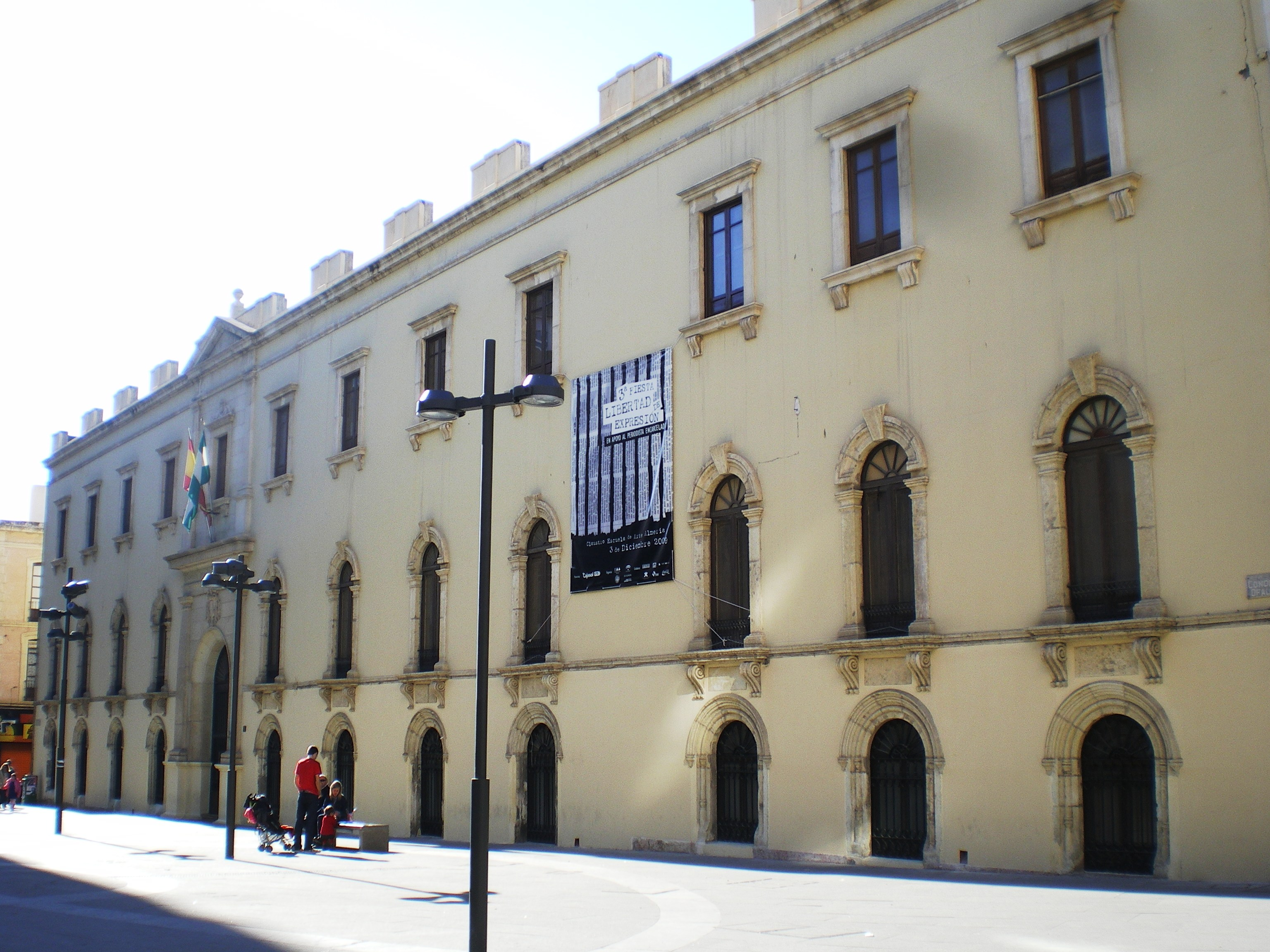
Escuela de Artes y oficios, edificio construido en la segunda mitad del y parte del, y se corresponde al claustro del antiguo convento de Santo Domingo, fundado en 1492 por los Reyes Católicos

Tras el terremoto, creció hacia levante y se comenzó la construcción de la nueva catedral en las afueras de la antigua ciudad, dando lugar al nacimiento de la Almería futura y sellando el carácter conventual de la nueva urbe cristiana. (el puerto, sin embargo, no fue reconstruido hasta tres siglos después). En torno al recinto amurallado se consolidó hasta llegar a lo que hoy es la puerta de Purchena y el actual paseo. Como lugar de esparcimiento se construyó la actual plaza de la Constitución (entonces conocida como plaza del Juego de Cañas), donde quedó situada la Casa Consistorial en 1656, época en que se edificaron diversos templos y conventos, como los de San Francisco, Santo Domingo y la Trinidad. Ninguno de ellos queda hoy en pie, aunque otros, como el de las Puras o el de las Claras sí han sobrevivido. La ciudad sufrió un nuevo terremoto el día de Nochevieja de 1658.
Inicios de la recuperación (siglo XVIII)
Iniciado el siglo XVIII, comenzaron a mejorar las condiciones socioeconómicas y desapareció el peligro de los piratas berberiscos, momento en el que renace la agricultura y se reactiva el comercio marítimo. Se perfeccionan las técnicas de pesca y surge la explotación minera que tanto esplendor le aportó durante el siglo XIX. En consecuencia, se inició un proceso de densificación intramuros y extramuros, surgiendo nuevos barrios en torno a sus antiguos caminos de acceso, que terminaron convertidos en calles. Entre ellos destacan el de Las Cruces, que flanqueaba la actual calle Granada (coincidiendo con el hoy día barrio de Alfareros y plaza de toros), el barrio Nuevo, cercano a la rambla de Belén, o el de Las Almadrabillas, en la desembocadura de la rambla homónima, habitado principalmente por familias de pescadores.

### Edad Contemporánea

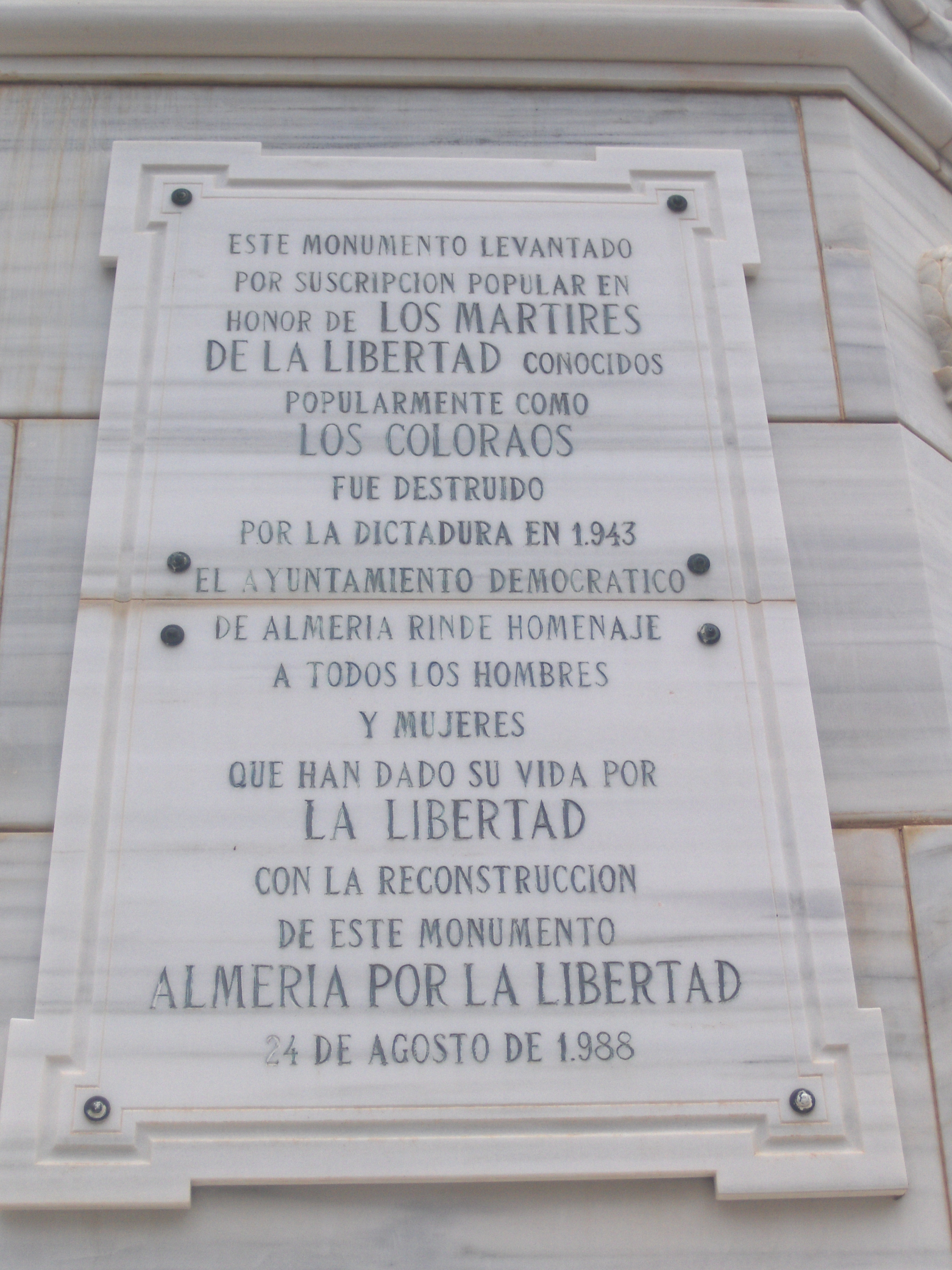
Inscripción del monumento a los Coloraos, en la plaza de la Constitución

En el siglo XIX se rubricó la lenta recuperación iniciada los dos siglos anteriores, produciéndose a finales de la centuria una segunda edad de plata que tuvo su origen en la apertura comercial, junto al crecimiento de la minería y la agricultura que comenzó en las primeras décadas del siglo.
Guerra de la Independencia (1808-1812)
Durante la Guerra de la Independencia, desempeñó un papel importante. Las tropas francesas la ocuparon comandadas por el general Godinot, quien la asaltó el 15 de marzo de 1810. Le ofrecieron resistencia los guerrilleros Mena, Villalobos y Aróstegui. En 1812 los franceses se retiraron tras ser vencidos en la Batalla de los Arapiles. En 1814 Fernando VII retornó al poder y con él, llegó el absolutismo y la derogación de las Cortes de Cádiz de 1812. En este contexto tuvo lugar la matanza de los Coloraos, acaecida en 1824, cuando un grupo de soldados liberales provenientes de Gibraltar, apodados así por el tono de sus casacas, desembarcaron con ánimo de proclamar la libertad y restituir la Constitución existente, intento que resultó en un fracaso y 22 de ellos fueron fusilados. Años más tarde, se levantó un monumento en la plaza de la Constitución en honor a estos caídos. De 1824 a 1826 estuvo desterrado en Almería Narciso Heredia, el Conde de Ofalia, diplomático y político español cesado en su cargo de ministro de Estado, cuyo padre era el I Conde de Heredia-Spínola, el administrador general de Rentas Reales de la provincia.
Reinado de Isabel II (1833-1868)

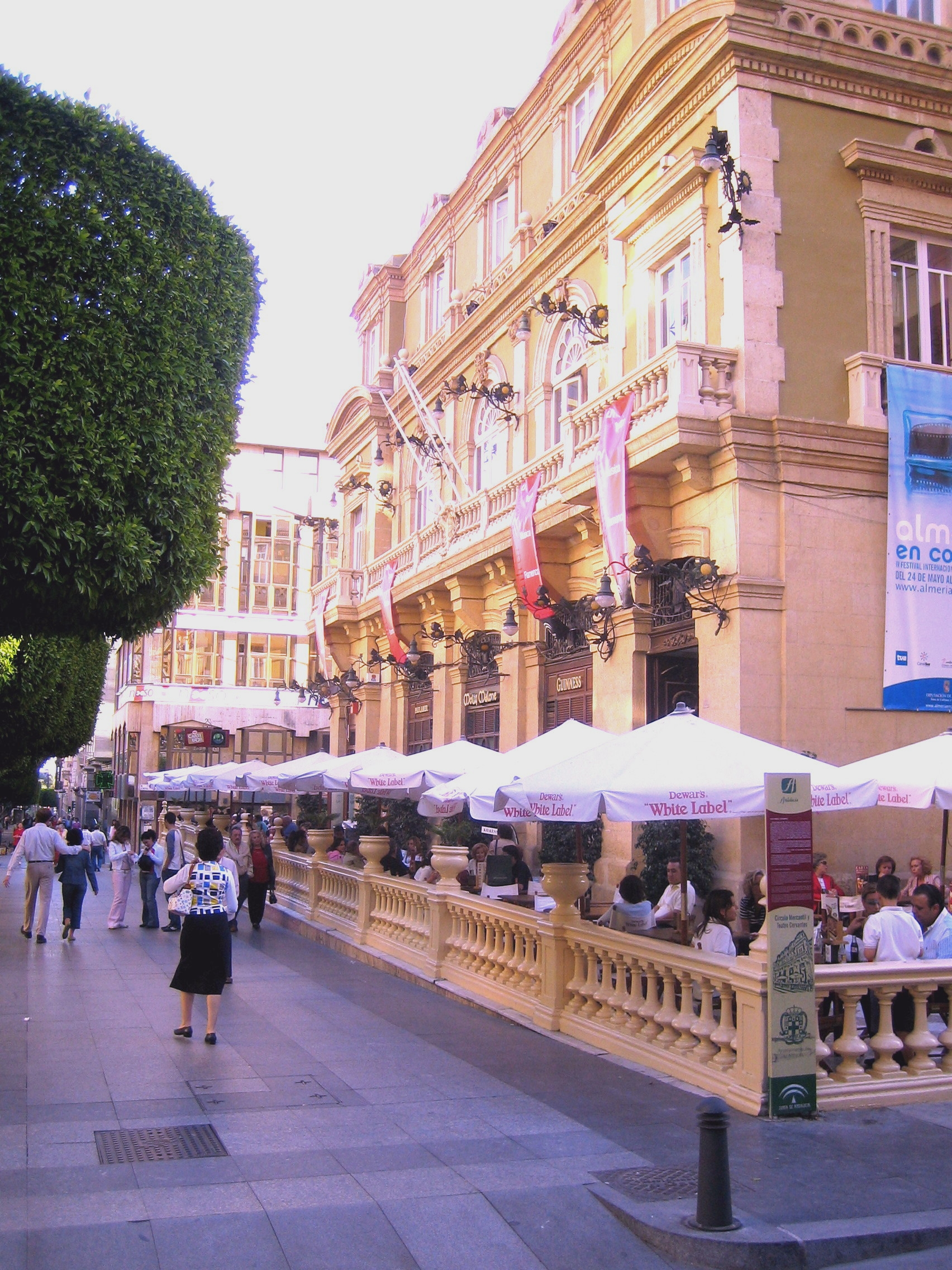
El teatro Cervantes, en el paseo de Almería, es una muestra de la arquitectura burguesa de finales del

Durante el reinado de Isabel II se instaura en España el régimen liberal. En 1833 la ciudad pasó a ser capital de la recién creada provincia de Almería, desvinculándose del Reino de Granada. Este hecho junto con la recuperación económica dio lugar a una importante transformación urbana que se inició con la Desamortización de Mendizábal (1836) en la que desaparecieron muchos conventos que junto con sus huertos ocupaban un gran espacio dentro del recinto amurallado y continuó en 1855 con el derribo de las murallas que posibilitó la expansión urbana hacia levante. Durante esta expansión surgen nuevas calles como el paseo de Almería o la Puerta de Purchena. La reina y su esposo visitaron la ciudad de Almería el 20 de octubre de 1862, junto a otras ciudades andaluzas y murcianas. El 30 de julio de 1873 la ciudad fue bombardeada por las fragatas Almansa y Vitoria, procedentes del cantón de Cartagena.
Restauración borbónica (1874-1931)

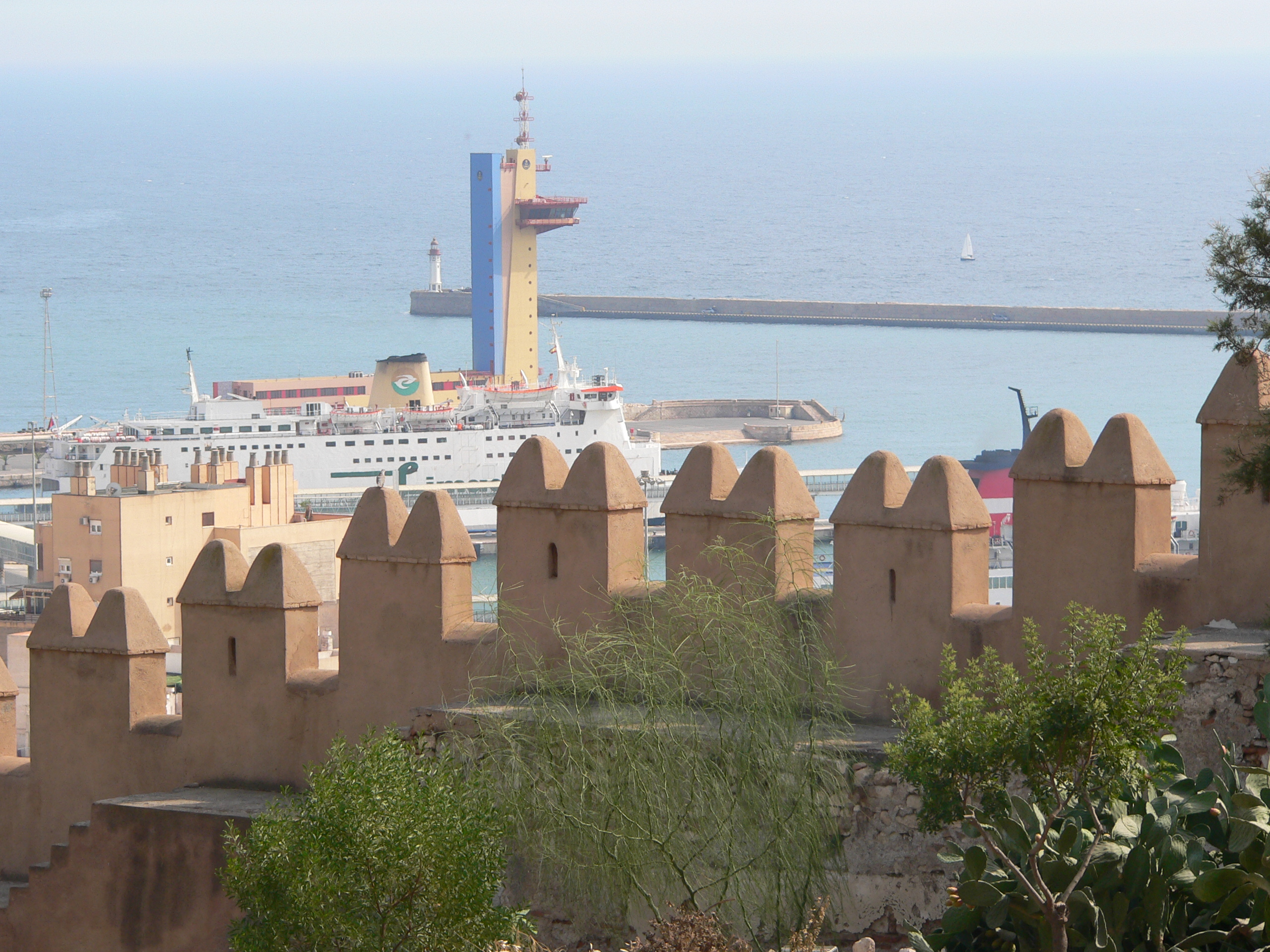
El puerto de Almería, inaugurado en 1908, desde la Alcazaba

Desde la epidemia de cólera de 1885 se empezaron a tomar medidas para garantizar un suministro de agua potable de calidad a la urbe. Un proyecto de Enrique López Rull y Trinidad Cuartara, que llevaría el agua desde la zona de Alhadra a través de un túnel de nueva excavación hasta los depósitos de Santa Isabel, aún en servicio y que, ante la imposibilidad de la administración de la época para sufragar los costes, otorgó en subasta pública la concesión del servicio al hermano del primero de los arquitectos, Guillermo.
Durante la Restauración se consolidó la recuperación económica gracias a la minería del hierro y la exportación de uva de mesa y cítricos. Este auge se vio reflejado en la construcción de infraestructuras como las primeras líneas de teléfono, en 1888, la primera fábrica de electricidad de la urbe, llamada La Constancia, ubicada en la calle Regocijos, inaugurada en 1890, mercado de abastos (1892), la estación de ferrocarril (1893), el Cable Inglés (1904), y en la reforma del puerto (1908), cuyas obras habían comenzado en 1845. El auge que vivieron las minas de Alquife llevó a que se levantase otro muelle-embarcadero de minerales en la costa, el Cable Francés (1920), y potenció las infraestructuras ferroviarias. Durante esta época se desarrolló ampliamente la arquitectura de puerta y ventana, que da su imagen a varios barrios de la ciudad. La iluminación eléctrica urbana fue sustituyendo progresivamente a la de gas, aunque este proceso no terminó hasta bien entrado el siglo XX.
Las primeras décadas del siglo XX, sin embargo, se caracterizaron por una profunda recesión en su economía provincial, motivada en buena parte por la crisis de los sectores citados anteriormente. La primera cabalgata de Reyes Magos de la ciudad se llevó a cabo el 5 de enero de 1916, por la iniciativa privada del comercial Emilio Ferrera
Segunda República (1931-1936)
El 14 de abril de 1931, coincidiendo con la proclamación de la Segunda República, se celebró una multitudinaria manifestación en sus calles, llegando a izarse la bandera republicana en el edificio de Correos y Telégrafos. En las elecciones a Cortes del 3 de junio de ese año, el Partido Republicano Radical Socialista obtuvo buenos resultados, si bien el consistorio quedó dividido en tres grupos. Los partidos de derecha obtuvieron un diputado, Rogelio Pérez Burgos. Otros militantes conservadores fueron Lorenzo Gallardo Gallardo, José López Quesada o Rafael Calatrava Ros, de Acción Popular. Cabe citar diversos partidos de derecha de menor peso, como Comunión Tradicionalista, Falange Española y el Partido Agrario Español. Los sectores conservadores se expandieron con gran rapidez, aunque también tuvieron éxito los partidos de izquierda moderados, como el PSOE. La izquierda radical de comunistas y anarquistas avanzó más lentamente, pese a encabezar los movimientos populares de mayor trascendencia social. La CNT, por su parte, dejó de participar en las Casas del Pueblo por el difícil entendimiento con socialistas y comunistas.
El 23 de abril de 1936 se produjo un enfrentamiento entre jóvenes bachilleres en la avenida de la República de Almería. Nicolás Peralta, joven derechista de 16 años, fue atacado por Juan Aguirre, izquierdista, que resultó herido de bala. Hubo otros dos heridos. De resultas, fueron detenidos el director del diario tradicionalista La Independencia y el provisor, Rafael Ortega Barrios.
Guerra Civil (1936-1939)

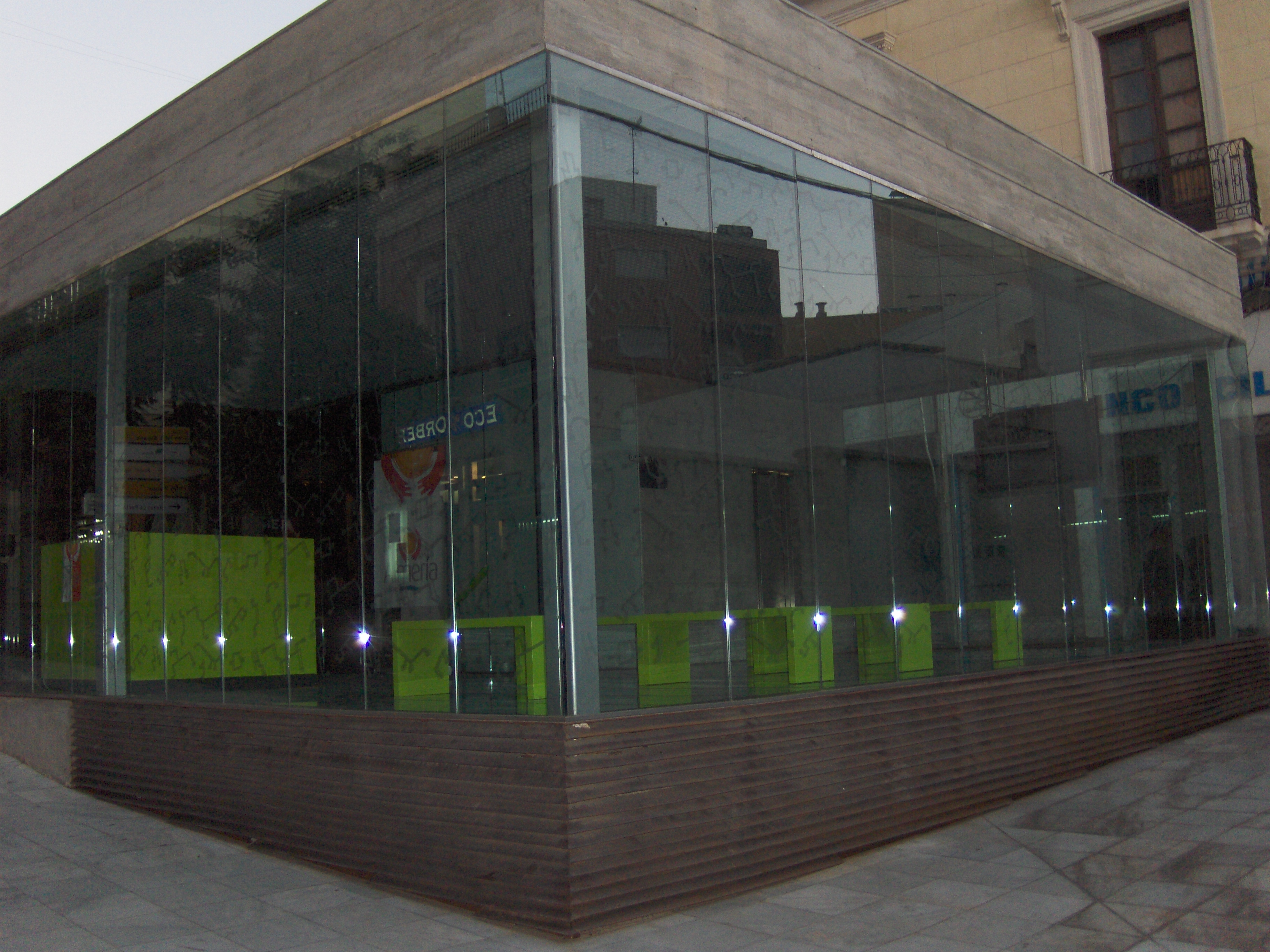
Entrada a los refugios antiaéreos de Almería utilizados durante la Guerra Civil

El levantamiento franquista llegó a la ciudad de almería con tres días de retraso con respecto del resto del país, hecho que dejó tiempo suficiente a las milicias izquierdistas a organizar primeramente unas líneas de defensa y posteriormente un sistema de represión efectivo. Durante la Guerra Civil la ciudad sufrió varios bombardeos, destacándose el realizado el 29 de mayo de 1937 por el acorazado alemán Admiral Scheer como represalia por el incidente Deutschland. En 1937 fueron construidas para refugio de la población unas galerías subterráneas, que diseñó el arquitecto Guillermo Langle. Almería sería, en cualquier caso, la última capital andaluza en ser ocupada por el ejército sublevado.
Dictadura franquista (1939-1976)
Tras la guerra, al igual que en el resto de España, se impuso la penuria y el racionamiento de los productos básicos, el cual se prolongaría durante toda la década de los 40. Años en los que fue constante la represión violenta de los enemigos políticos del nuevo régimen, que saturaron las cárceles almerienses. La principal de ellas fue «El Ingenio», antigua fábrica de azúcar utilizada ya como prisión durante la República. También fueron muchos los maquis que se echaron al monte.
La década de los 50 supuso el fin del racionamiento y la consolidación del régimen. De estos años y de la década precedente datan diversos edificios de estilo franquista como la Delegación de Hacienda y el Gobierno Civil, o racionalista, como la antigua estación de autobuses. Otro elemento arquitectónico característico de esta época fue el silo de mineral que se construyó en 1973 junto a la estación de ferrocarril. El conjunto de España inició un proceso de recuperación, pero Almería siguió sumida en la pobreza, lo que provocó una importante corriente migratoria hacia áreas industrializadas de España y otros países europeos. En 1960, la provincia de Almería ocupaba el puesto 49.º en la renta per cápita nacional. Durante esa década, la irrupción del turismo significa una tímida recuperación, aunque debido a las pésimas infraestructuras de transporte esta no se equiparó a la de otras zonas turísticas de España. De esta época data la inauguración de aeropuerto de Almería, en 1968. La recuperación se consolidó durante la última década del franquismo. Fueron sus claves el inicio de la agricultura bajo plástico, el auge de la industria fílmica y el crecimiento del turismo.
Democracia

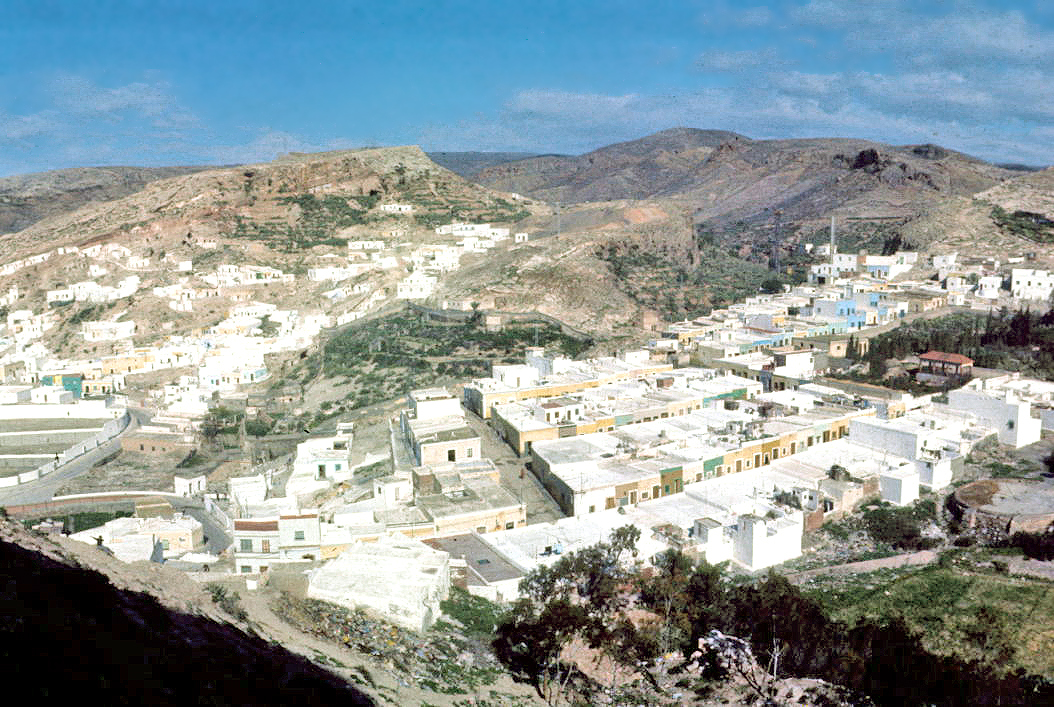
Viviendas en Almería en la década de 1970

La etapa democrática se inicia con la celebración de las primeras elecciones municipales, en 1979. Desde entonces el gobierno municipal ha estado presidido por alcaldes pertenecientes a los dos partidos mayoritarios en España (PSOE) y (PP), habiéndose producido el traspaso de poderes de unos a otros con total normalidad. El 5 de diciembre de 2004 se encontró un artefacto explosivo preparado con amonal por la banda terrorista ETA en la plaza de España del barrio de Ciudad Jardín, pero fue desactivado antes de que estallara el día de la Constitución como estaba programado. En el año 2005 la ciudad fue sede de los XV Juegos Mediterráneos, lo que supuso un gran espaldarazo a la construcción y mantenimiento de las instalaciones deportivas no solo de la ciudad, sino de toda la provincia y en 2019 se promocionó a la urbe como Capital Española de la Gastronomía.

## Población

### Núcleos de población
Además de la ciudad de Almería, dentro del término municipal existen otros diecisiete entidades de población según el nomenclátor publicado por el Instituto Nacional de Estadística: El Alquián, El Bobar, Cabo de Gata, La Cañada de San Urbano, Castell del Rey, Costacabana, Cuevas de los Medinas, Cuevas de los Úbedas, La Garrofa, Loma Cabrera, El Mamí, Mazarrulleque, Rambla de Morales, Retamar, Pujaire, Ruescas y Venta Gaspar.

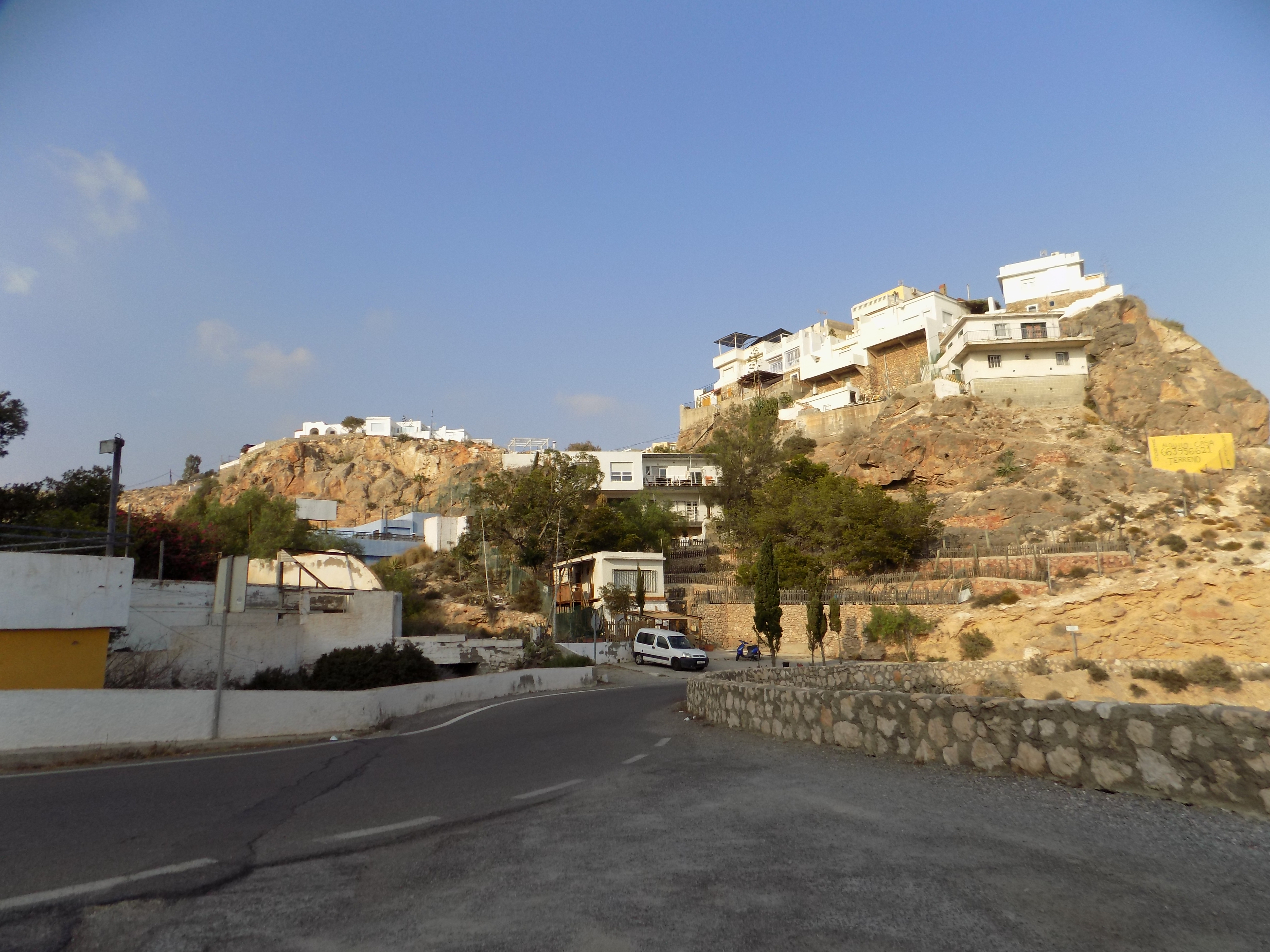
Entrada a Castell del Rey

A ellos habría que añadir la isla de Alborán, adscrita al 3.er distrito de la ciudad de Almería, correspondiente al barrio de Pescadería, en virtud de una Real Orden emitida por Alfonso XII en 1884. La isla no posee población permanente, pero alberga un destacamento militar formado por 11 soldados que se relevan cada 20 días
| Núcleo | Coordenadas                               | Población (2019) | Distancia (km) | Mapa |
| --- | ----------------------------------------- | ---------------- | -------------- | --- |
| Almería | 36°50′24″N 2°28′04″O / 36.84000, -2.46778 | 167634           | 0              | \| Almería El Alquián El Bobar Cabo de Gata La Cañada Castell del Rey Costacabana Cuevas de los Medinas Cuevas de los Úbedas La Garrofa Loma Cabrera El Mamí Mazarrulleque Rambla de Morales Retamar Pujaire Ruescas Venta Gaspar \| |
| El Alquián | 36°51′10″N 2°21′18″O / 36.85278, -2.35500 | 5869             | 8              | \| Almería El Alquián El Bobar Cabo de Gata La Cañada Castell del Rey Costacabana Cuevas de los Medinas Cuevas de los Úbedas La Garrofa Loma Cabrera El Mamí Mazarrulleque Rambla de Morales Retamar Pujaire Ruescas Venta Gaspar \| |
| El Bobar | 36°49′40″N 2°24′54″O / 36.82778, -2.41500 | 46               | 4              | \| Almería El Alquián El Bobar Cabo de Gata La Cañada Castell del Rey Costacabana Cuevas de los Medinas Cuevas de los Úbedas La Garrofa Loma Cabrera El Mamí Mazarrulleque Rambla de Morales Retamar Pujaire Ruescas Venta Gaspar \| |
| Cabo de Gata | 36°46′50″N 2°14′36″O / 36.78056, -2.24333 | 1673             | 23             | \| Almería El Alquián El Bobar Cabo de Gata La Cañada Castell del Rey Costacabana Cuevas de los Medinas Cuevas de los Úbedas La Garrofa Loma Cabrera El Mamí Mazarrulleque Rambla de Morales Retamar Pujaire Ruescas Venta Gaspar \| |
| La Cañada de San Urbano | 36°50′26″N 2°24′29″O / 36.84056, -2.40806 | 9248             | 6              | \| Almería El Alquián El Bobar Cabo de Gata La Cañada Castell del Rey Costacabana Cuevas de los Medinas Cuevas de los Úbedas La Garrofa Loma Cabrera El Mamí Mazarrulleque Rambla de Morales Retamar Pujaire Ruescas Venta Gaspar \| |
| Castell del Rey | 36°49′43″N 2°30′05″O / 36.82861, -2.50139 | 178              | 3              | \| Almería El Alquián El Bobar Cabo de Gata La Cañada Castell del Rey Costacabana Cuevas de los Medinas Cuevas de los Úbedas La Garrofa Loma Cabrera El Mamí Mazarrulleque Rambla de Morales Retamar Pujaire Ruescas Venta Gaspar \| |
| Costacabana | 36°50′14″N 2°22′55″O / 36.83722, -2.38194 | 1434             | 6              | \| Almería El Alquián El Bobar Cabo de Gata La Cañada Castell del Rey Costacabana Cuevas de los Medinas Cuevas de los Úbedas La Garrofa Loma Cabrera El Mamí Mazarrulleque Rambla de Morales Retamar Pujaire Ruescas Venta Gaspar \| |
| Cuevas de los Medinas | 36°53′32″N 2°16′50″O / 36.89222, -2.28056 | 430              | 21             | \| Almería El Alquián El Bobar Cabo de Gata La Cañada Castell del Rey Costacabana Cuevas de los Medinas Cuevas de los Úbedas La Garrofa Loma Cabrera El Mamí Mazarrulleque Rambla de Morales Retamar Pujaire Ruescas Venta Gaspar \| |
| Cuevas de los Úbedas | 36°55′33″N 2°17′52″O / 36.92583, -2.29778 | 29               | 26             | \| Almería El Alquián El Bobar Cabo de Gata La Cañada Castell del Rey Costacabana Cuevas de los Medinas Cuevas de los Úbedas La Garrofa Loma Cabrera El Mamí Mazarrulleque Rambla de Morales Retamar Pujaire Ruescas Venta Gaspar \| |
| La Garrofa | 36°49′33″N 2°30′58″O / 36.82583, -2.51611 | 3                | 4              | \| Almería El Alquián El Bobar Cabo de Gata La Cañada Castell del Rey Costacabana Cuevas de los Medinas Cuevas de los Úbedas La Garrofa Loma Cabrera El Mamí Mazarrulleque Rambla de Morales Retamar Pujaire Ruescas Venta Gaspar \| |
| Isla de Alborán | 35°56′00″N 3°02′00″O / 35.93333, -3.03333 | 0                | 110            | \| Almería El Alquián El Bobar Cabo de Gata La Cañada Castell del Rey Costacabana Cuevas de los Medinas Cuevas de los Úbedas La Garrofa Loma Cabrera El Mamí Mazarrulleque Rambla de Morales Retamar Pujaire Ruescas Venta Gaspar \| |
| Loma Cabrera | 36°51′23″N 2°22′55″O / 36.85639, -2.38194 | 2711             | 7              | \| Almería El Alquián El Bobar Cabo de Gata La Cañada Castell del Rey Costacabana Cuevas de los Medinas Cuevas de los Úbedas La Garrofa Loma Cabrera El Mamí Mazarrulleque Rambla de Morales Retamar Pujaire Ruescas Venta Gaspar \| |
| El Mamí | 36°51′14″N 2°25′20″O / 36.85389, -2.42222 | 59               | 2              | \| Almería El Alquián El Bobar Cabo de Gata La Cañada Castell del Rey Costacabana Cuevas de los Medinas Cuevas de los Úbedas La Garrofa Loma Cabrera El Mamí Mazarrulleque Rambla de Morales Retamar Pujaire Ruescas Venta Gaspar \| |
| Mazarrulleque | 36°48′37″N 2°15′01″O / 36.81028, -2.25028 | 14               | 19             | \| Almería El Alquián El Bobar Cabo de Gata La Cañada Castell del Rey Costacabana Cuevas de los Medinas Cuevas de los Úbedas La Garrofa Loma Cabrera El Mamí Mazarrulleque Rambla de Morales Retamar Pujaire Ruescas Venta Gaspar \| |
| Rambla de Morales | 36°48′47″N 2°14′00″O / 36.81306, -2.23333 | 8                | 20             | \| Almería El Alquián El Bobar Cabo de Gata La Cañada Castell del Rey Costacabana Cuevas de los Medinas Cuevas de los Úbedas La Garrofa Loma Cabrera El Mamí Mazarrulleque Rambla de Morales Retamar Pujaire Ruescas Venta Gaspar \| |
| Retamar | 36°50′38″N 2°18′14″O / 36.84389, -2.30389 | 8458             | 15             | \| Almería El Alquián El Bobar Cabo de Gata La Cañada Castell del Rey Costacabana Cuevas de los Medinas Cuevas de los Úbedas La Garrofa Loma Cabrera El Mamí Mazarrulleque Rambla de Morales Retamar Pujaire Ruescas Venta Gaspar \| |
| Pujaire | 36°47′43″N 2°13′51″O / 36.79528, -2.23083 | 97               | 19             | \| Almería El Alquián El Bobar Cabo de Gata La Cañada Castell del Rey Costacabana Cuevas de los Medinas Cuevas de los Úbedas La Garrofa Loma Cabrera El Mamí Mazarrulleque Rambla de Morales Retamar Pujaire Ruescas Venta Gaspar \| |
| Ruescas | 36°48′54″N 2°13′35″O / 36.81500, -2.22639 | 134              | 18             | \| Almería El Alquián El Bobar Cabo de Gata La Cañada Castell del Rey Costacabana Cuevas de los Medinas Cuevas de los Úbedas La Garrofa Loma Cabrera El Mamí Mazarrulleque Rambla de Morales Retamar Pujaire Ruescas Venta Gaspar \| |
| Venta Gaspar | 36°52′02″N 2°23′10″O / 36.86722, -2.38611 | 508              | 7              | \| Almería El Alquián El Bobar Cabo de Gata La Cañada Castell del Rey Costacabana Cuevas de los Medinas Cuevas de los Úbedas La Garrofa Loma Cabrera El Mamí Mazarrulleque Rambla de Morales Retamar Pujaire Ruescas Venta Gaspar \| |
| Total del municipio | Total del municipio                       |                  | 198 533        | \| Almería El Alquián El Bobar Cabo de Gata La Cañada Castell del Rey Costacabana Cuevas de los Medinas Cuevas de los Úbedas La Garrofa Loma Cabrera El Mamí Mazarrulleque Rambla de Morales Retamar Pujaire Ruescas Venta Gaspar \| |
| Almería El Alquián El Bobar Cabo de Gata La Cañada Castell del Rey Costacabana Cuevas de los Medinas Cuevas de los Úbedas La Garrofa Loma Cabrera El Mamí Mazarrulleque Rambla de Morales Retamar Pujaire Ruescas Venta Gaspar |                                           |                  |                | |

### Demografía
Almería cuenta con una población de 202 675 habitantes (INE 2024).
| Gráfica de evolución demográfica de Almería entre 1842 y 2021 |
| |
| Población de derecho según los censos de población del INE Población de hecho según los censos de población del INEEntre el censo de 1877 y el anterior, crece el término del municipio porque incorpora a Huércal de Almería Entre el censo de 1887 y el anterior, disminuye el término del municipio porque independiza a Huércal de Almería |

Almería es el municipio más poblado de la provincia homónima. Cabe destacar su papel como centro neurálgico del área metropolitana de Almería y como uno de los polos de la conurbación que incluiría dicha área y las de El Ejido y Roquetas de Mar, a las que podrían sumarse los municipios de Vícar, La Mojonera y Enix.
La pirámide de población es típica del régimen demográfico moderno, con una evolución hacia el envejecimiento de la población y la disminución de la natalidad anual.

### Urbanismo

Plano de Almería en el

Durante la época musulmana estuvo dividida en tres barrios: el de la Almedina, el de Rabad-al-Hawd o del Aljibe y el de la Musalla. Esta fue su configuración hasta que en 1522 un terremoto la destruyó en gran parte. En consecuencia, los pobladores cristianos que ya habían iniciado la apropiación simbólica del espacio islámico, la reconstruyeron conforme a las nuevas estrategias de poder. Desapareció el barrio de la Almedina casi por completo y quedaron solo algunas casas alineadas junto a la calle principal, entre ellas el edificio del ayuntamiento y la iglesia de San Juan. Antaño se concentraba en torno a dos vías principales, la calle Real y la de las Tiendas.
Su expansión de mayor importancia comenzó a principios del siglo XIX con la construcción del barrio Nuevo, entre la rambla de Alfareros y el camino de Granada, y la repoblación de la Almedina. Más tarde, con el derribo de las murallas y el trazado del paseo, nace la Almería moderna y comienza la construcción de los ensanches que queda materializada a comienzos del siglo XX en el Plan General de Ensanches. Este contemplaba un anteproyecto de ensanche por levante y tres grandes vías que atravesarían el centro histórico, proyectos que se vieron dos años después refrendados por las nuevas ordenanzas municipales. En la década de los 40, el Plan Prieto Moreno ordenó el futuro ensanche, zonificó el suelo para las actuaciones pertinentes y planteó intervenciones en el centro histórico.
El resto de la dictadura trajo consigo una etapa de recesión urbanística debido a la desaceleración económica. El Plan General de 1973, además de legalizar la situación anterior, trató de restringir tímidamente la densidad de la edificación y la ocupación del suelo. En 1987 se aprobó el nuevo Plan General de Ordenación Urbana, que trató de ser más respetuoso con el casco histórico. En este sentido, se propusieron rehabilitaciones emblemáticas, entre las que destacan el paseo marítimo y la rambla de Belén. En la actualidad se encuentra aprobada definitivamente la revisión del Plan General de Ordenación Urbana, que contempla normativas para la protección del conjunto histórico.

## Administración y política

### Instituciones provinciales

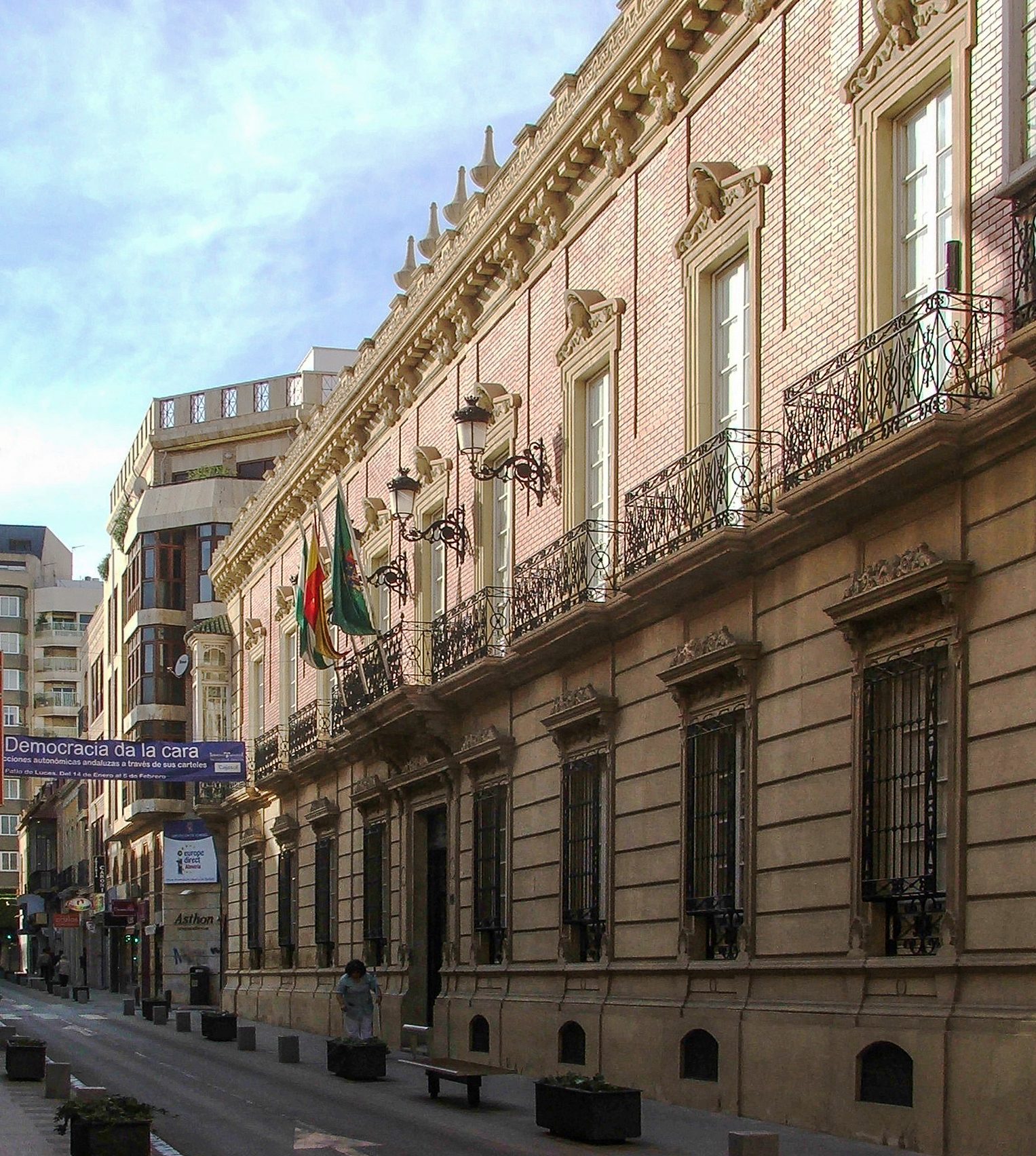
Diputación provincial de Almería

Almería es la capital de la provincia homónima y por tanto es ahí donde se ubican todos los entes administrativos de ámbito provincial, tanto dependientes del gobierno autonómico como estatal. El Gobierno de España dispone de la subdelegación del Gobierno en Almería, dependiente del delegado del Gobierno en la comunidad autónoma, con sede en Sevilla. La subdelegación coordina el funcionamiento de las instituciones estatales que hay en la provincia. Por parte de la Junta de Andalucía hay una delegación provincial de cada una de las consejerías de Gobierno, coordinadas por un delegado de Gobierno dependiente de la Consejería de Gobernación. Cabe mencionar asimismo la Diputación Provincial, dedicada principalmente al apoyo de la gobernabilidad de los municipios de la provincia. En el ámbito eclesial está la diócesis de Almería, sufragánea de la archidiócesis de Granada. La diócesis regenta un seminario diocesano. Además, y como consecuencia de su capitalidad, muchas organizaciones sociales, organismos públicos y empresas privadas tienen aquí ubicadas sus sedes provinciales.

### Gobierno municipal
La sede del Ayuntamiento de Almería se ubica en la plaza de la Constitución, y la corporación está formada por veintisiete concejales.
| Periodo   | Nombre                                                                                  | Partido                                  |
| --------- | --------------------------------------------------------------------------------------- | ---------------------------------------- |
| 1979-1983 | Santiago Martínez Cabrejas                                                              | Partido Socialista Obrero Español (PSOE) |
| 1983-1987 | Santiago Martínez Cabrejas                                                              | Partido Socialista Obrero Español (PSOE) |
| 1987-1991 | Santiago Martínez Cabrejas                                                              | Partido Socialista Obrero Español (PSOE) |
| 1991-1995 | Fernando Martínez López                                                                 | Partido Socialista Obrero Español (PSOE) |
| 1995-1999 | Juan Francisco Megino López                                                             | Partido Popular (PP)                     |
| 1999-2003 | Santiago Martínez Cabrejas                                                              | Partido Socialista Obrero Español (PSOE) |
| 2003-2007 | Luis Rogelio Rodríguez-Comendador                                                       | Partido Popular (PP)                     |
| 2007-2011 | Luis Rogelio Rodríguez-Comendador                                                       | Partido Popular (PP)                     |
| 2011-2015 | Luis Rogelio Rodríguez-Comendador                                                       | Partido Popular (PP)                     |
| 2015-2019 | Luis Rogelio Rodríguez-Comendador (2015) Ramón Fernández-Pacheco Monterreal (2015-2019) | Partido Popular (PP)                     |
| 2019-2023 | Ramón Fernández-Pacheco Monterreal(2019-2022) María del Mar Vázquez Agüero (2022-2023)  | Partido Popular (PP)                     |
| 2023-act. | María del Mar Vázquez Agüero                                                            | Partido Popular (PP)                     |

| Partido político                                 | 2023             | 2023             | 2023             | 2019   | 2019  | 2019       | 2015   | 2015  | 2015       | 2011   | 2011  | 2011       | 2007   | 2007  | 2007       |
| Partido político                                 | %                | Votos            | Concejales       | %      | Votos | Concejales | %      | Votos | Concejales | %      | Votos | Concejales | %      | Votos | Concejales |
| Partido Popular (PP)                             | 37 577           | 48,77            | 15               | 34 087 | 43,45 | 13         | 29 935 | 40,36 | 13         | 44 785 | 58,50 | 18         | 32 725 | 45,52 | 13         |
| Partido Socialista Obrero Español (PSOE)         | 18 156           | 23,56            | 7                | 23 588 | 30,07 | 9          | 20 027 | 27,00 | 9          | 17 474 | 22,82 | 7          | 26 465 | 36,81 | 11         |
| Vox                                              | 10 131           | 13,14            | 4                | 6095   | 7,77  | 2          | 302    | 0,41  | 0          | —      | —     | —          | —      | —     | —          |
| Con Andalucía-Izquierda Unida-Los Verdes (IU-LV) | 3996             | 5,25             | 1                | 3306   | 4,21  | 0          | 5180   | 6,98  | 2          | 6615   | 8,85  | 2          | 3756   | 5,22  | 1          |
| Ciudadanos (CS)                                  | 1286             | 1,66             | 0                | 6019   | 7,67  | 2          | 7422   | 10,01 | 3          | —      | —     | —          | —      | —     | —          |
| Podemos                                          | En Con Andalucía | En Con Andalucía | En Con Andalucía | 4152   | 5,29  | 1          | —      | —     | —          | —      | —     | —          | —      | —     | —          |
| Grupo Independiente por Almería (GIAL)           | —                | —                | —                | —      | —     | —          | —      | —     | —          | —      | —     | —          | 13 823 | 17,09 | 5          |

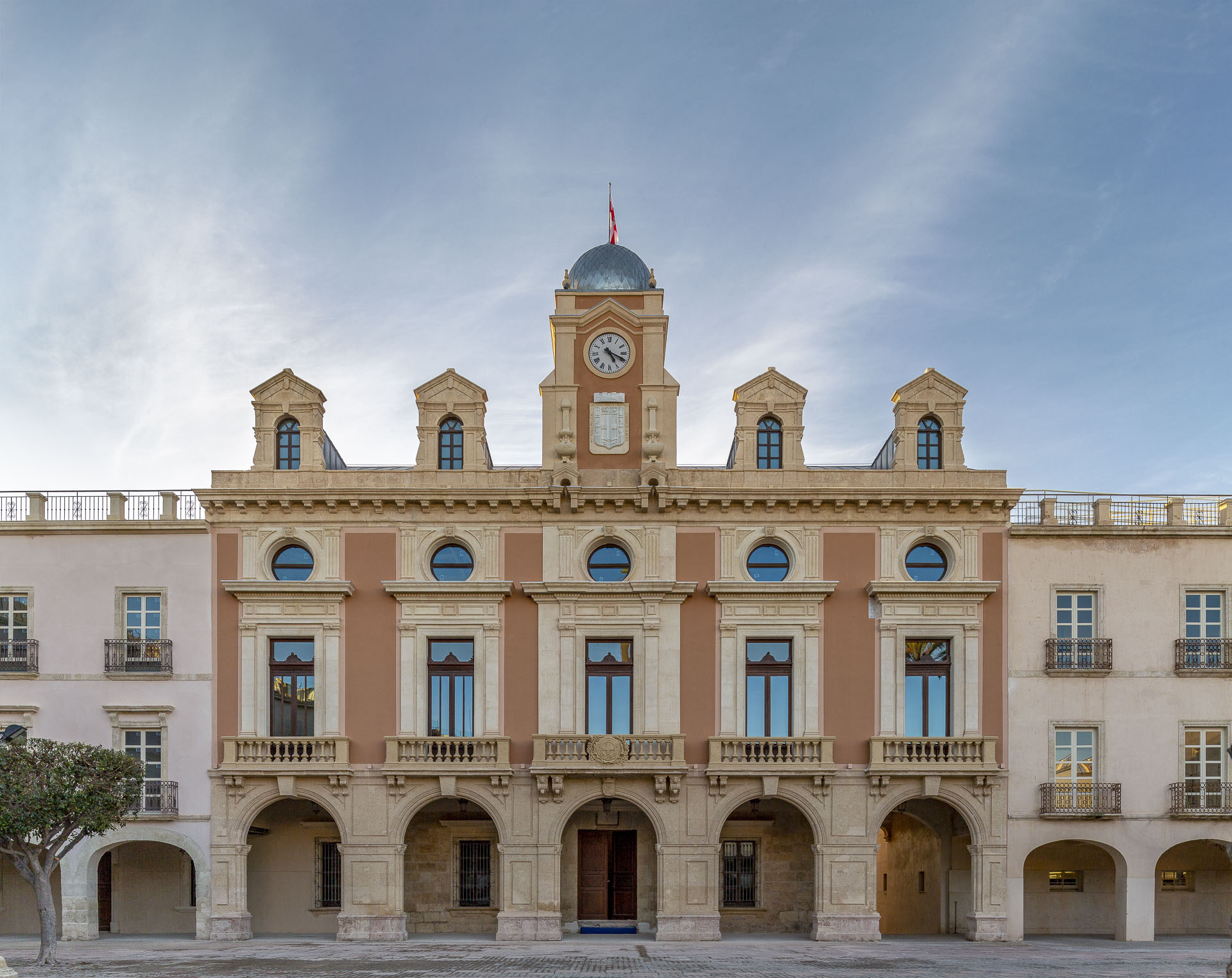
La casa consistorial, sede del Ayuntamiento de Almería

El pleno municipal constituye el órgano de máxima representación política de la ciudadanía en el gobierno municipal. Entre otras competencias, ejecuta la aprobación de las ordenanzas municipales, los presupuestos municipales, los planes de ordenación urbanística y el control y fiscalización de los órganos de gobierno. El pleno es convocado y presidido por el alcalde y está integrado por los veintisiete concejales del ayuntamiento. Las sesiones ordinarias se celebran dos veces al mes en el salón de plenos de la casa consistorial.
La gestión ejecutiva municipal está organizada en trece áreas de gobierno o concejalías, al frente de las cuales hay un concejal del equipo de gobierno. Cada área de gobierno tiene varias delegaciones en función de las competencias que se le asignan, que son variables de unos gobiernos municipales a otros. El actual gobierno municipal cuenta con las siguientes áreas de gobierno: Alcaldía, Atención Social, Cultura y Educación, Deportes, Empleo y Turismo, Hacienda, Mantenimiento y Medio Ambiente, Obras Públicas y Agricultura, Participación Ciudadana, Protección Ciudadana y Tráfico, Recursos Humanos, Servicios Urbanos y Urbanismo.

### Organización territorial
El ayuntamiento divide su término municipal en cuatro distritos que a su vez se componen de barrios:
| Distritos | Barrios | Mapa |
| --------- | --- | ---- |
| Poniente  | Casco histórico, Castell del Rey, Centro / Paseo, Cerro de San Cristóbal, La Chanca, Nicolás Salmerón, Pescadería-Isla de Alborán, Centro / Rambla, La Esperanza, Fuentecica-Quemadero, Plaza de Toros, Santa Rita, Altamira. |      |
| Levante   | La Almadraba de Monteleva, Cabo de Gata, Pujaire, Ruescas, El Alquián, La Cañada de San Urbano, Costacabana, Cuevas de los Medinas, Cuevas de los Úbedas, Retamar, El Toyo.                                                   |      |
| Norte     | Los Almendros, Los Ángeles, Barrio Alto, Cruz de Caravaca, Piedras Redondas, Barrio Araceli, San Félix, Villablanca, Barrio San Luis, Las Chocillas, El Puche, Torrecárdenas, Los Molinos.a                                   |      |
| Sur       | Ciudad Jardín, Cortijo Grande, Nueva Almería, El Zapillo, 500 Viviendas, Nueva Andalucía, Oliveros, El Diezmo, Los Molinos.a                                                                                                  |      |

Nota: aHay una parte del barrio de Los Molinos que pertenece al Distrito Norte y otra al sur

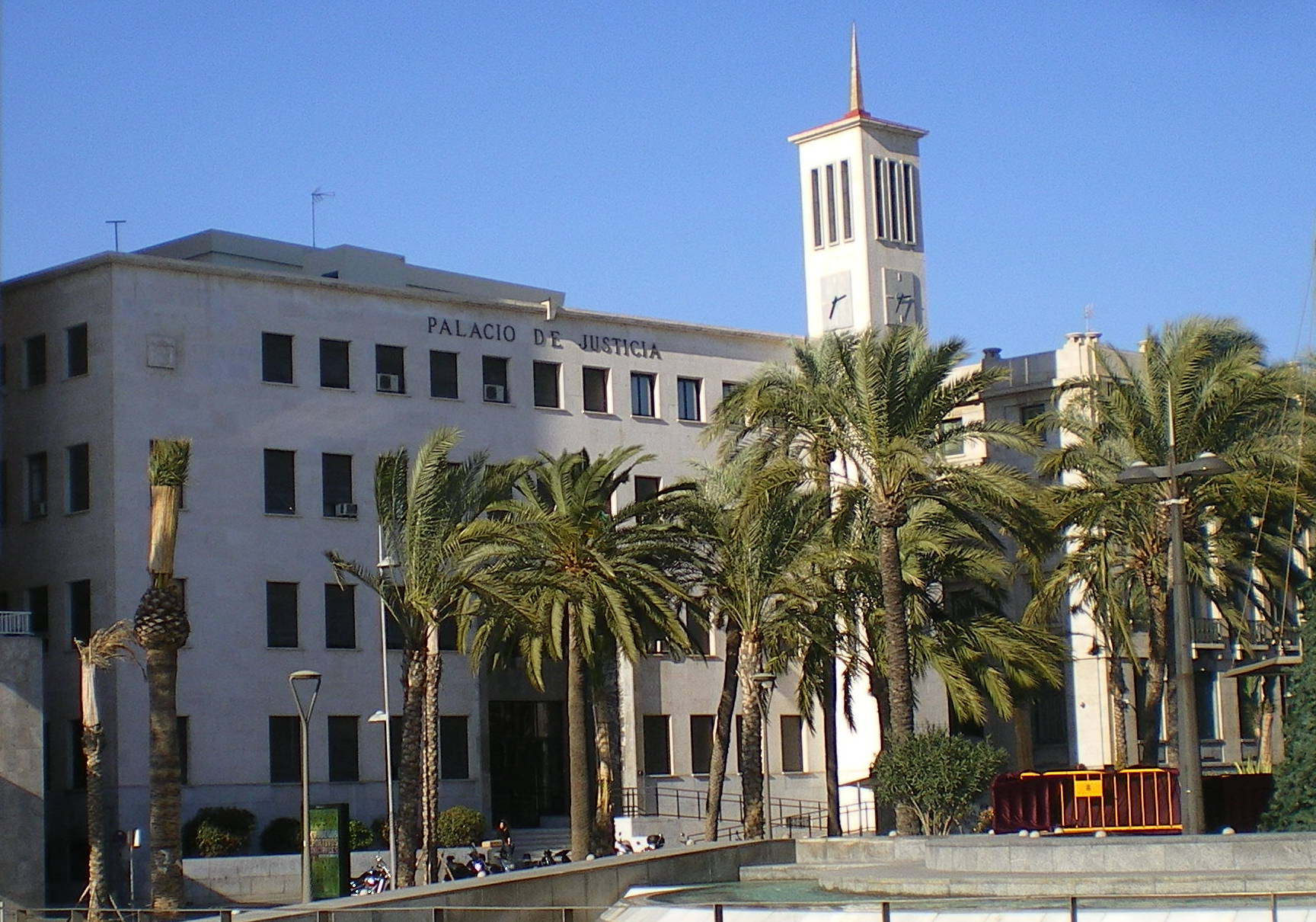
Palacio de Justicia

### Justicia
Almería es sede de la Audiencia Provincial y cabeza del partido judicial n.º 1 de la provincia, cuya demarcación comprende a la capital más otras 48 poblaciones del área metropolitana de Almería y las comarcas de Filabres-Tabernas y la Alpujarra Almeriense. La infraestructura judicial es la siguiente:
Dispone de un Palacio de Justicia, ubicado en la avenida Reina Regente, que acoge la Audiencia Provincial y la Fiscalía Provincial, y por otro lado la Ciudad de la Justicia, inaugurada en el año 2011 y situada en Carretera de Ronda 120, que alberga los juzgados de la capital.

## Servicios

### Bienestar social

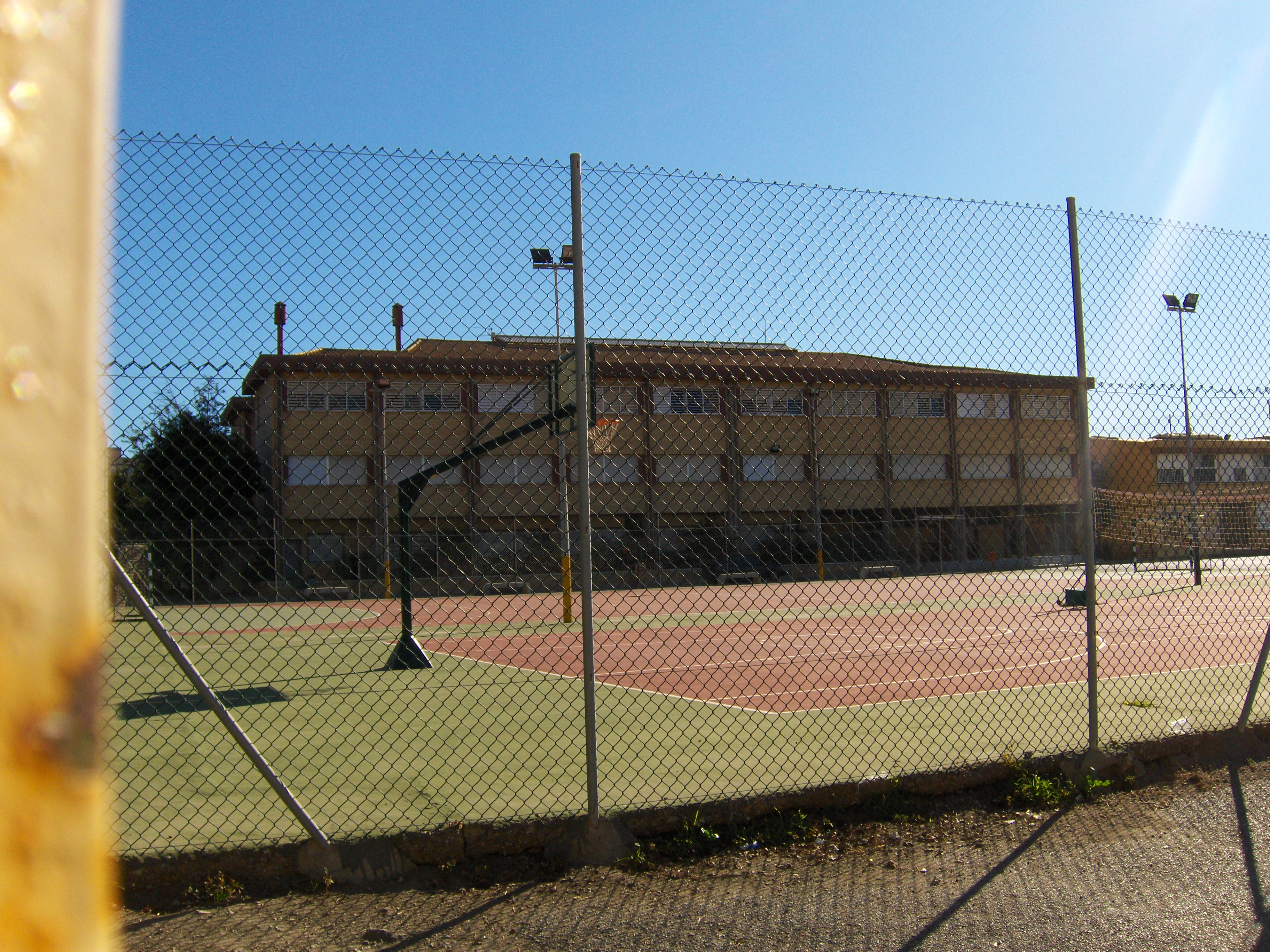
IES Maestro Padilla

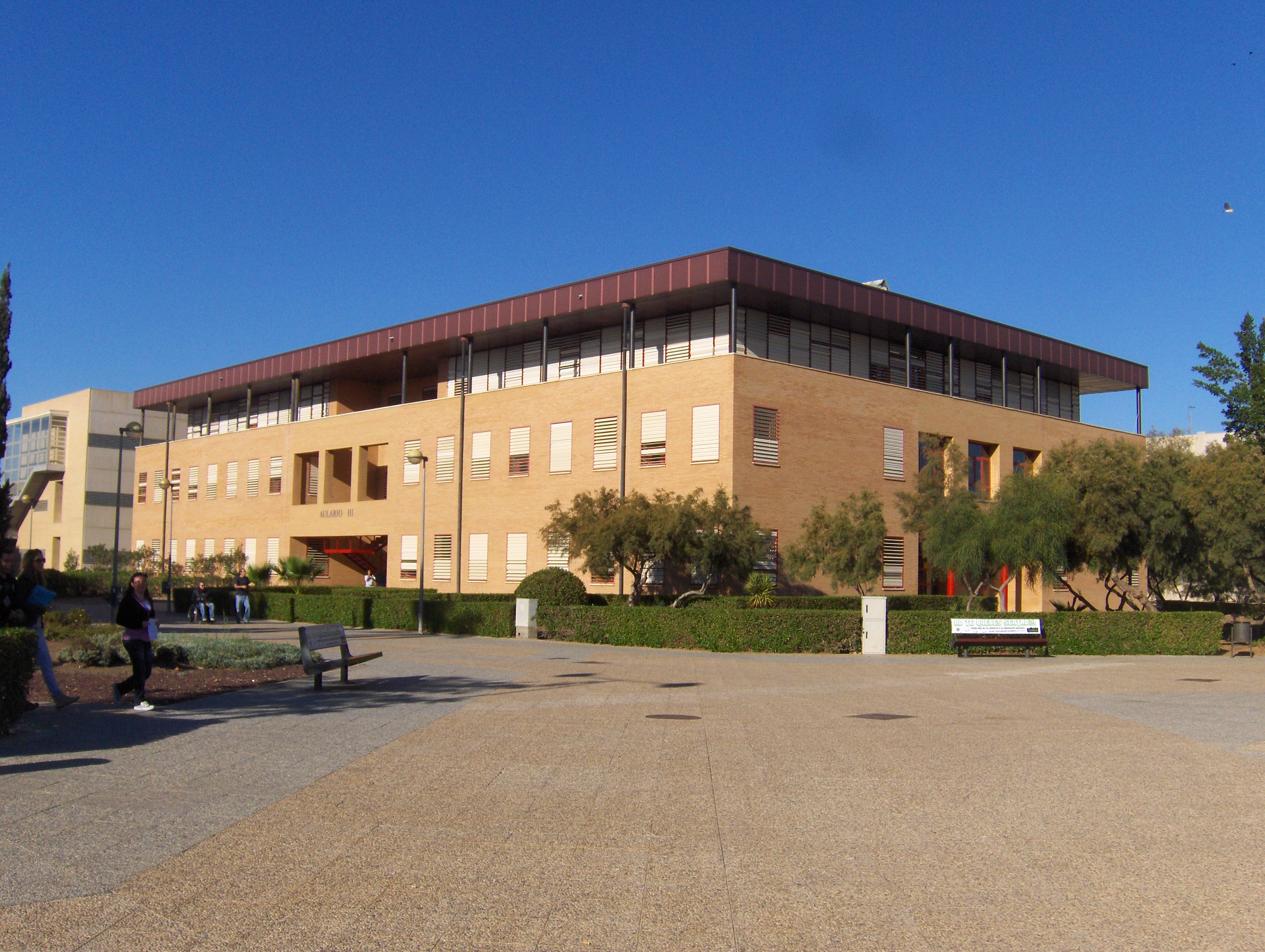
Universidad de Almería

#### Educación
La educación infantil, Primaria y Secundaria Obligatoria, así como el Bachillerato y la Formación Profesional, se imparten en una amplia red de centros públicos, privados y concertados que garantizan la escolarización de la totalidad de niños y jóvenes en esas etapas formativas.
Almería cuenta con un centro universitario, la Universidad de Almería (UAL). Fundada en 1993, en el curso 2009-2010 contaba con unos 12 300 alumnos y poco menos de 1000 docentes. Se encuentra a unos 4,5 km de la capital por la carretera A-3202, en La Cañada de San Urbano, a orillas del Mediterráneo. Existe comunicación por las líneas 11, 12 y 18 de autobús (Surbus) y existen planes para implantar una línea de tranvía. Dispone de seis facultades (Derecho, Psicología, Humanidades, Ciencias de la Educación, Ciencias Económicas y Empresariales y Ciencias Experimentales), dos escuelas universitarias (la Escuela Politécnica Superior y la Escuela Universitaria de Ciencias de la Salud), y un centro adscrito (la Escuela de Relaciones Laborales).

#### Sanidad
Gestión autonómica
Conforman el sistema sanitario de Almería las prestaciones públicas que gestiona el Servicio Andaluz de Salud (SAS), y las de la medicina privada, a través de consultas particulares o de las prestaciones mutuas privadas como Sanitas, Asisa, Adeslas o Caser. La Ley 2/1998 de Salud de Andalucía divide la atención sanitaria en primaria y especializada. Para la atención sanitaria primaria hay dispersos por la ciudad y núcleos urbanos un total de 12 centros de salud y 11 consultorios.

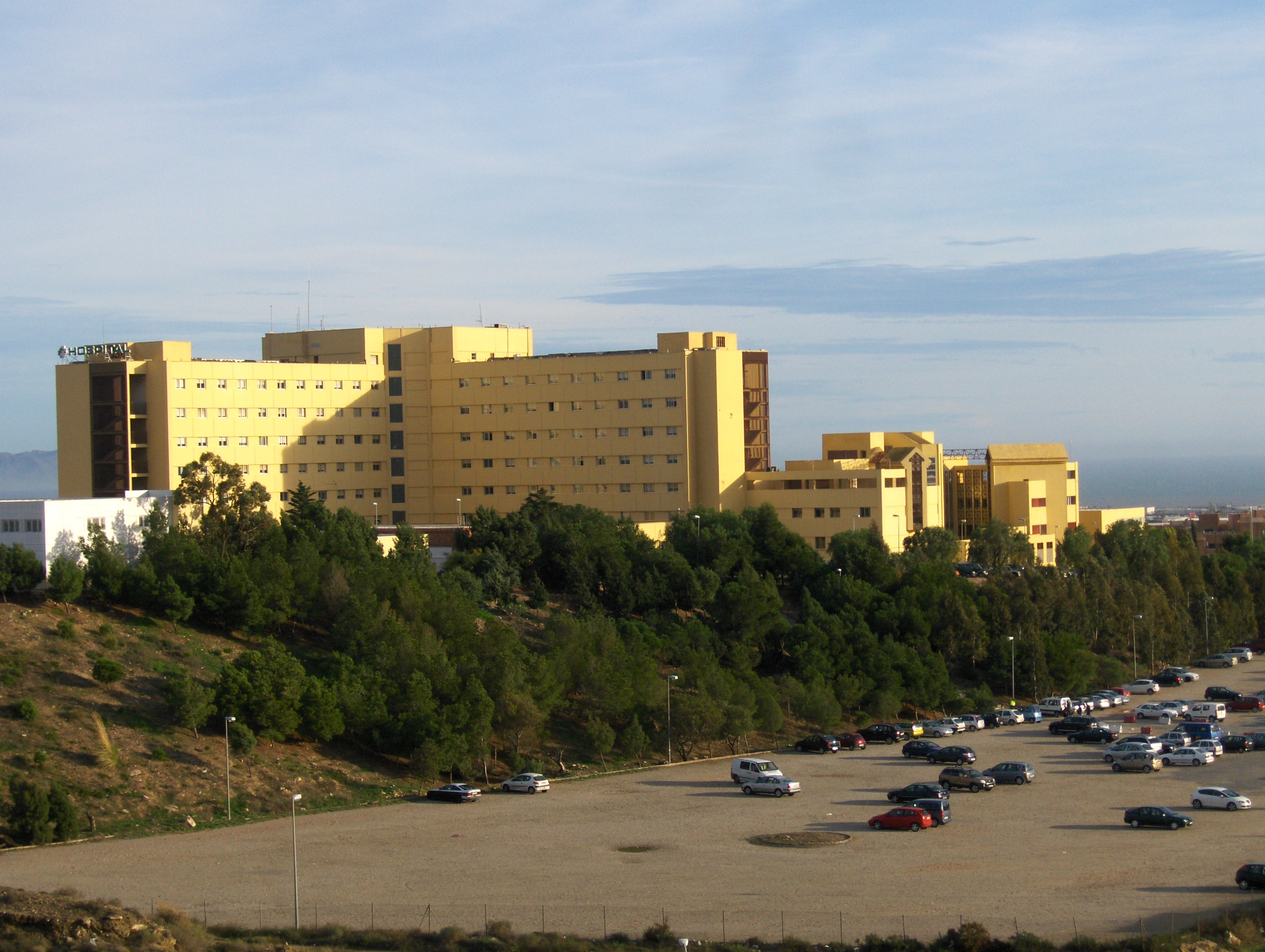
Hospital Torrecárdenas

La ciudad de Almería proporciona tres hospitales públicos: Torrecárdenas, inaugurado en 1983 como hospital de especialidades y hospital general de la comarca y que en 2008 disponía de 821 camas y atendía a una población de 336 000 habitantes y el hospital de alta resolución de El Toyo, que dispone de 44 camas. Hasta 1985, sus únicos hospitales públicos fueron el Hospital Provincial, cuyo origen está en el siglo XVI, y la Residencia Sanitaria Virgen del Mar, conocida popularmente como Bola Azul, inaugurada en 1950 y convertida en centro de especialidades en 2009.
En el ámbito privado cabe citar el Hospital HLA Mediterráneo, que dispone de 86 camas, ofrece asistencia a la totalidad de la provincia de Almería y el Hospital Vithas Virgen del Mar, que dispone de 80 camas, ambos están concertados para atender a pacientes de la Seguridad Social.
Gestión municipal
Desde el Negociado de Salud del ayuntamiento, la Brigada de Salud desarrolla las siguientes competencias:
- Desinsectación, desratización y desinfectación.
- Control y seguimiento de animales en colaboración con el Colegio de Veterinarios, a través del Centro Zoosanitario Municipal.
- Inspección de edificios, viviendas o solares insalubres.
- Control sanitario de playas y dotación de infraestructura que garantice la higiene y salubridad de las arenas y su entorno.
- Gestión del cementerio.
- Control sanitario del medio: contaminación, ruidos, abastecimiento y saneamiento de aguas, residuos sólidos urbanos.
- Control sanitario de la distribución y suministro de alimentos, bebidas y demás productos de consumo, así como de su transporte.
- Desarrollo de programas de promoción de la salud, educación sanitaria y protección de grupos sociales con riesgos específicos.
- Aplicación de la ordenanza que regula la ocupación de espacios públicos (publicada en el Boletín Oficial de la Provincia de Almería n.º 239, del 16 de diciembre de 2006)

#### Seguridad ciudadana

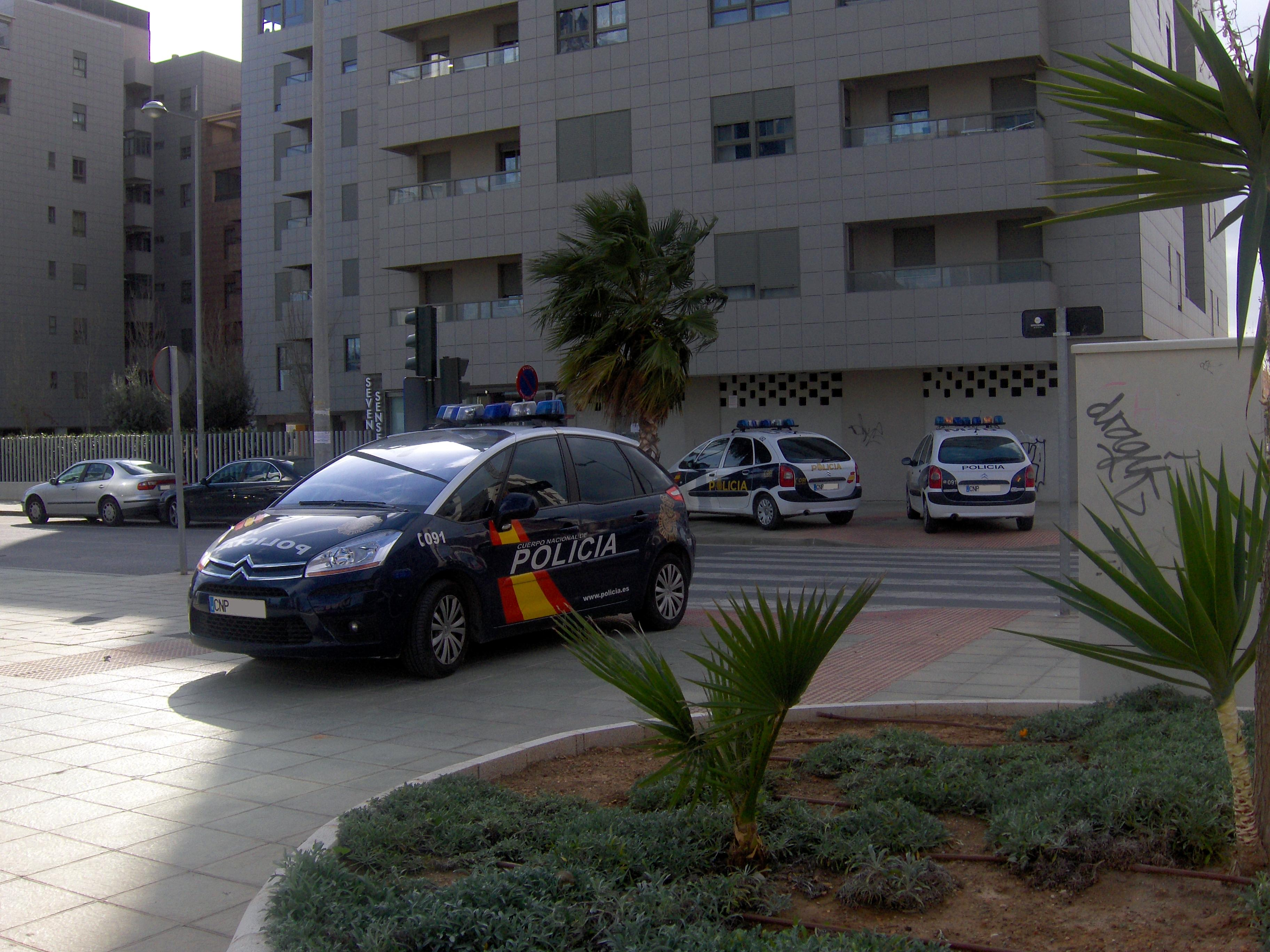
Vehículo del Cuerpo Nacional de Policía en Almería

Como en el resto de la UE, en Almería opera el sistema de Emergencias 112, que mediante ese número de teléfono gratuito atiende cualquier situación de urgencias en materia sanitaria, catástrofes, extinción de incendios, salvamento, seguridad ciudadana y protección civil. Los teleoperadores de 112 Andalucía atienden las llamadas de emergencia en español, inglés, francés, alemán y árabe.
La estrategia de seguridad ciudadana en eventos de masas, como la Feria de Almería, es planificada por el Centro de Coordinación Operativa del Ayuntamiento de Almería (CECOP), en el que participan la Policía Nacional, Policía Local, Protección Civil y bomberos. Además, colaboran en el mantenimiento de la seguridad ciudadana la Guardia Civil, la Cruz Roja y el servicio de emergencias sanitarias, 061.

#### Servicios sociales
El Ayuntamiento de Almería dispone de un Área de Servicios Sociales que presta ayuda y asesoramiento a los colectivos y personas más necesitadas y fomenta la igualdad entre ciudadanos y el desarrollo integral de estos. Se encarga también de paliar el déficit social de los colectivos más desfavorecidos, mejorar su integración social y calidad de vida, y prestar ayuda en situaciones de emergencia social. Dicha área dispone de varios centros sociales en la ciudad.

### Comunicaciones
Almería es una ciudad con amplia gama de conexiones de transporte destacando su puerto, que comunica ante todo con otros puertos de África, y su aeropuerto.
Transporte marítimo

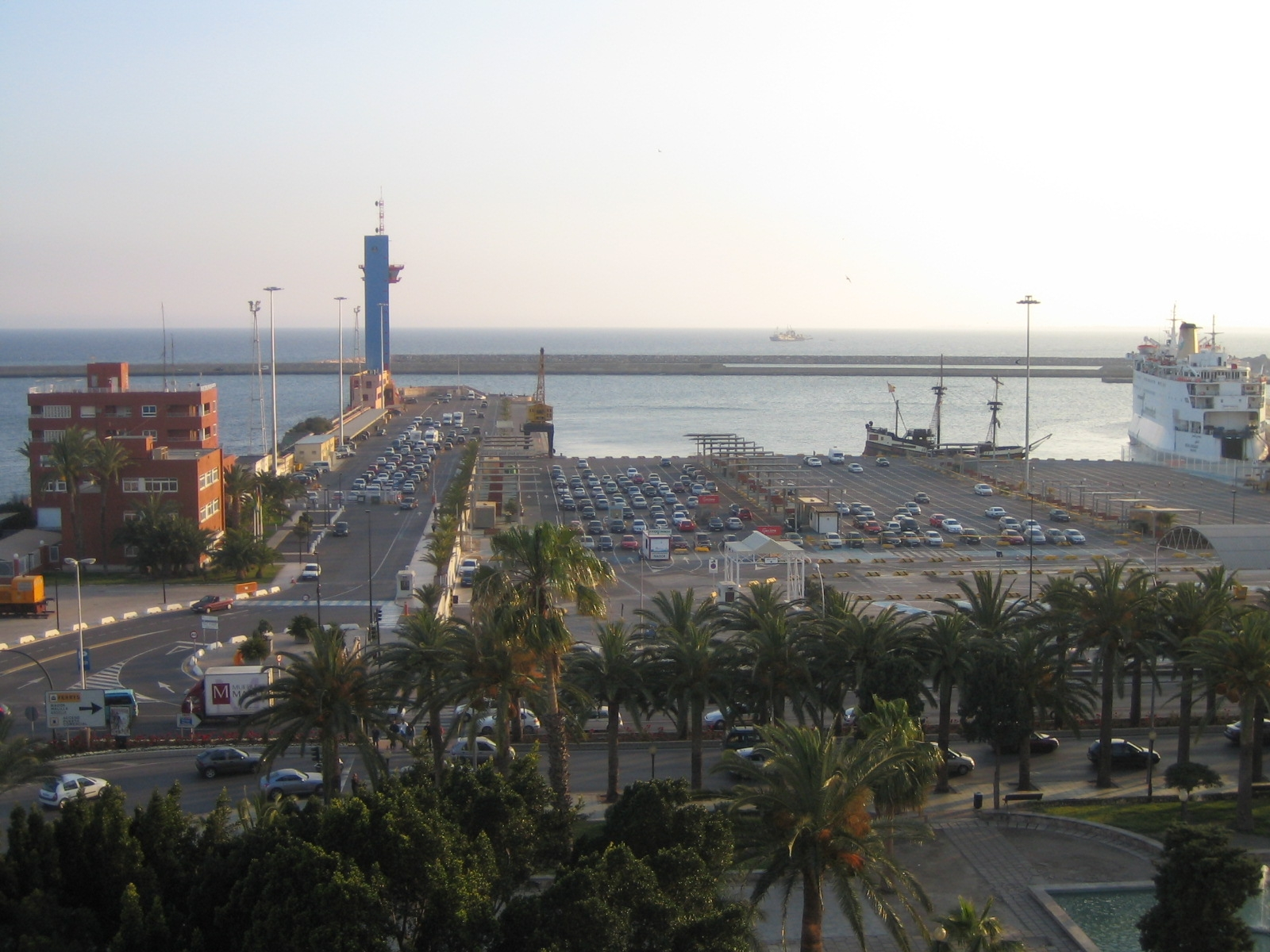
Puerto

En el emplazamiento del actual puerto existió desde la Antigüedad un fondeadero utilizado por fenicios, griegos, cartagineses y romanos, quienes lo bautizaron como Portus Magnus. Durante la ocupación musulmana, llegó a ser la ciudad portuaria más importante de Al-Ándalus, y sus atarazanas las más activas. El puerto nació en 1847 y en años sucesivos se fue ampliando con nuevos muelles para transformarlo en puerto de contenedores utilizable por las grandes navieras internacionales.
En su actividad comercial mantiene líneas regulares que transportaron a 1 102 532 pasajeros en 2008. Sus destinos son: Melilla (con Acciona-Trasmediterránea), Nador (en Marruecos, con Acciona-Trasmediterránea, Ferrimaroc, Comanav y Comarit), Orán (en Argelia, con Acciona-Trasmediterránea) y Ghazaouet (en Argelia, con Acciona-Trasmediterránea).
Es también escala de cruceros turísticos por el Mediterráneo (37 901 pasajeros en 2009) y posee asimismo muelles de carga (1 454 858 t en 2008), un importante puerto pesquero, y un puerto deportivo con 277 amarres para embarcaciones de recreo. No existen estadísticas oficiales más recientes.
Transporte aéreo

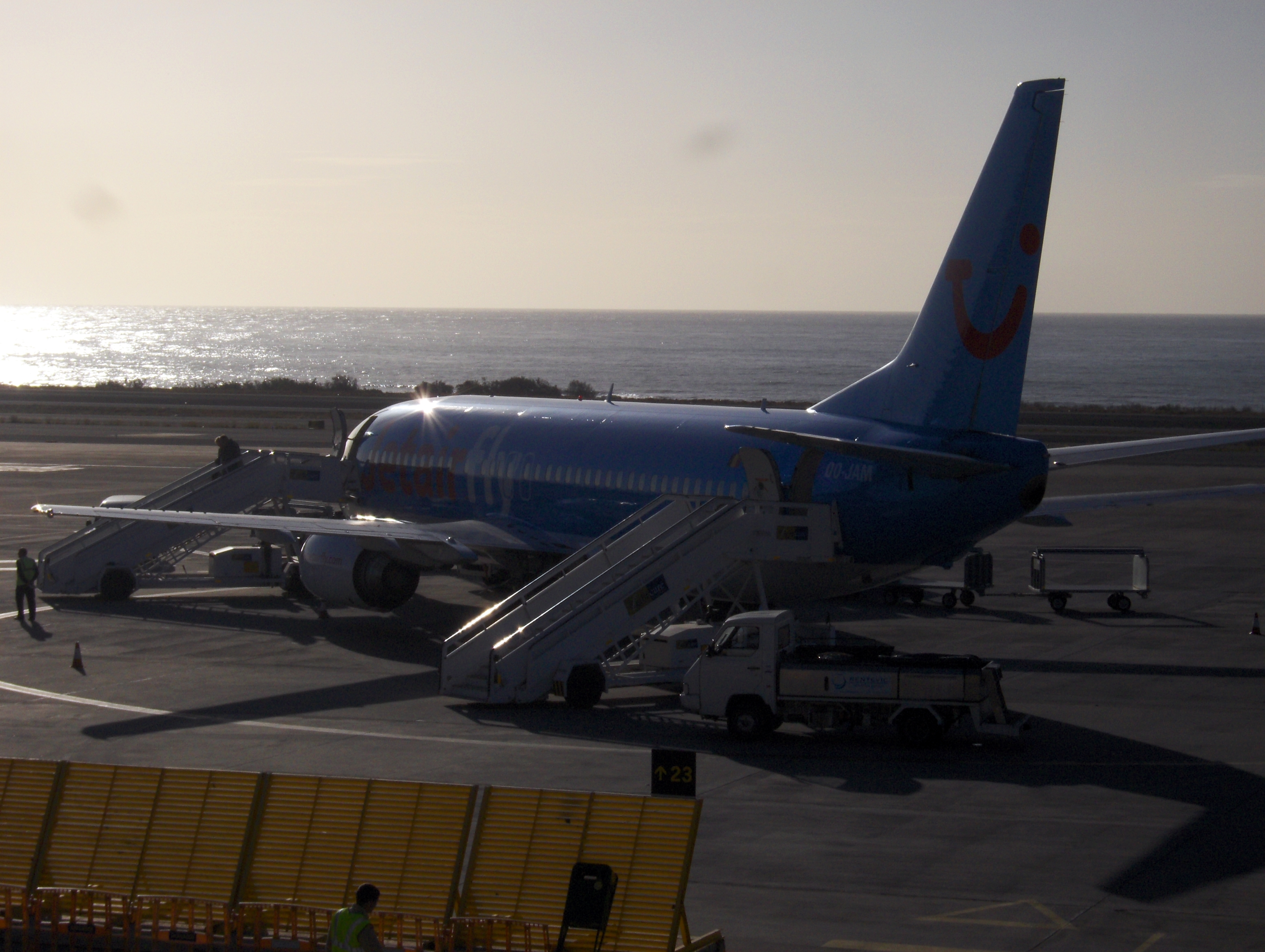
Aeropuerto de Almería

Creado en 1968 para satisfacer las demandas de la industria turística y cinematográfica, el aeropuerto de Almería (código IATA: LEI; código OACI: LEAM) es un importante motor económico de la capital y la provincia. Situado a 8 km al este de la capital, está comunicado con esta a través de la autovía AL-12, y con el resto de la provincia a través de la A-7-E-15.
Lo gestiona AENA y es el quinto en importancia de Andalucía, con un movimiento de 788 897 pasajeros y 16 112 operaciones de aeronaves durante el año 2010, a lo que debe sumarse 896 t de carga transportadas. Mantiene enlaces nacionales e internacionales, principalmente con Madrid, Barcelona, Sevilla, Palma de Mallorca, Melilla, Londres, Birmingham, Mánchester, Düsseldorf, Bruselas y otras ciudades de la Unión Europea. Operan desde el aeropuerto de Almería, entre otras, las siguientes compañías aéreas: Ándalus Líneas Aéreas, Air Nostrum-Iberia, Bmibaby, EasyJet, Transavia, Ryanair, Jetairfly, Luxair, Thomas Cook y Jet2.com.

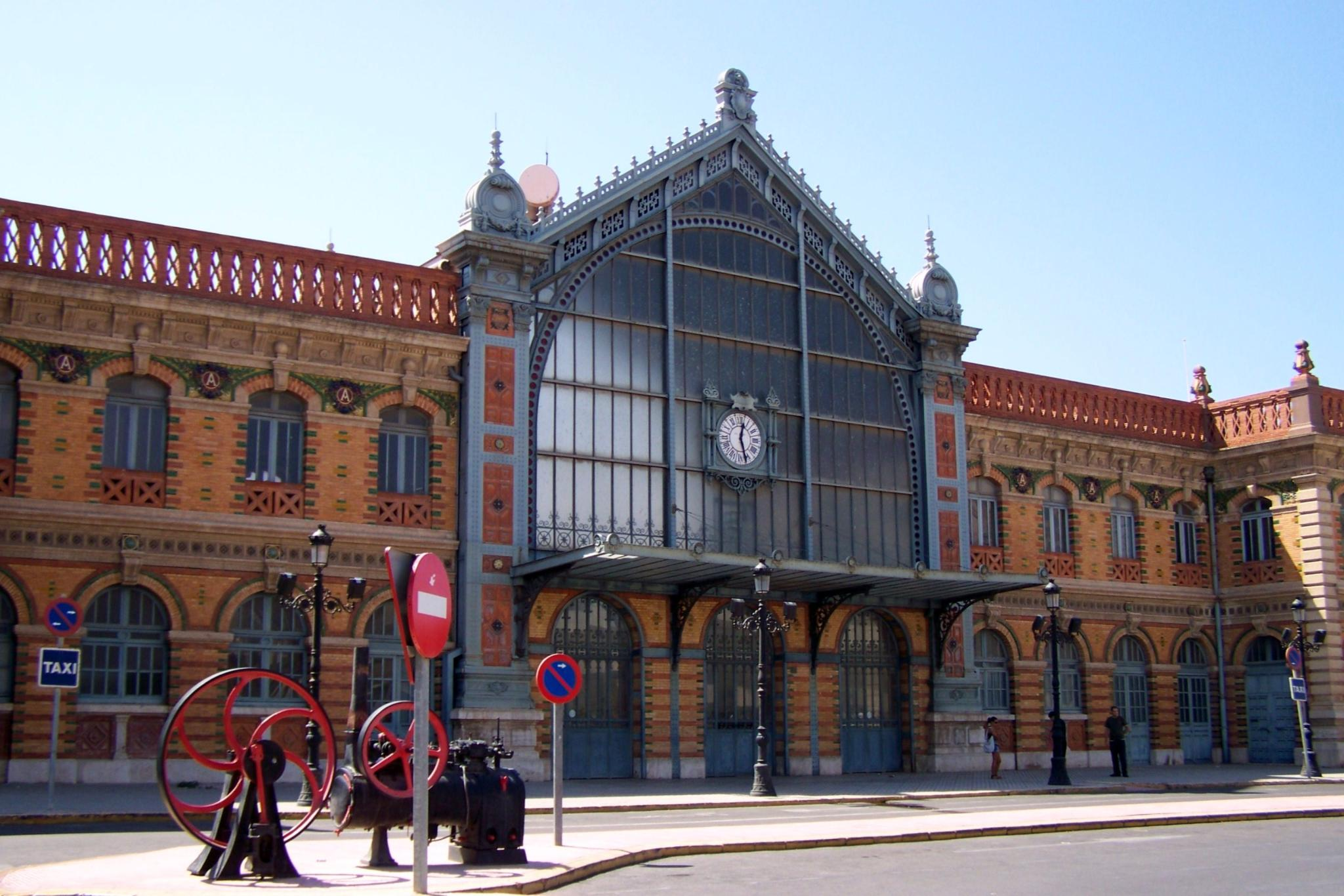
Panorámica de la antigua estación ferroviaria de Almería

Desde 2007 viene acometiéndose la ampliación de las terminales de llegadas y salidas, aparcamientos y dársenas de carga.
Ferrocarril y autobuses interurbanos
La antigua estación de ferrocarril, finalizada en 1893 y ejemplo de arquitectura del hierro y del cristal de la escuela de Gustave Eiffel, fue sustituida en 2005 por la actual Estación Intermodal de Almería. Gestionada por Adif y dotada de terminales para autobuses interurbanos y ferrocarril, ofrece conexiones con todos los municipios de la provincia y con el resto de España. Fue la primera estación intermodal de su tipo en el país.

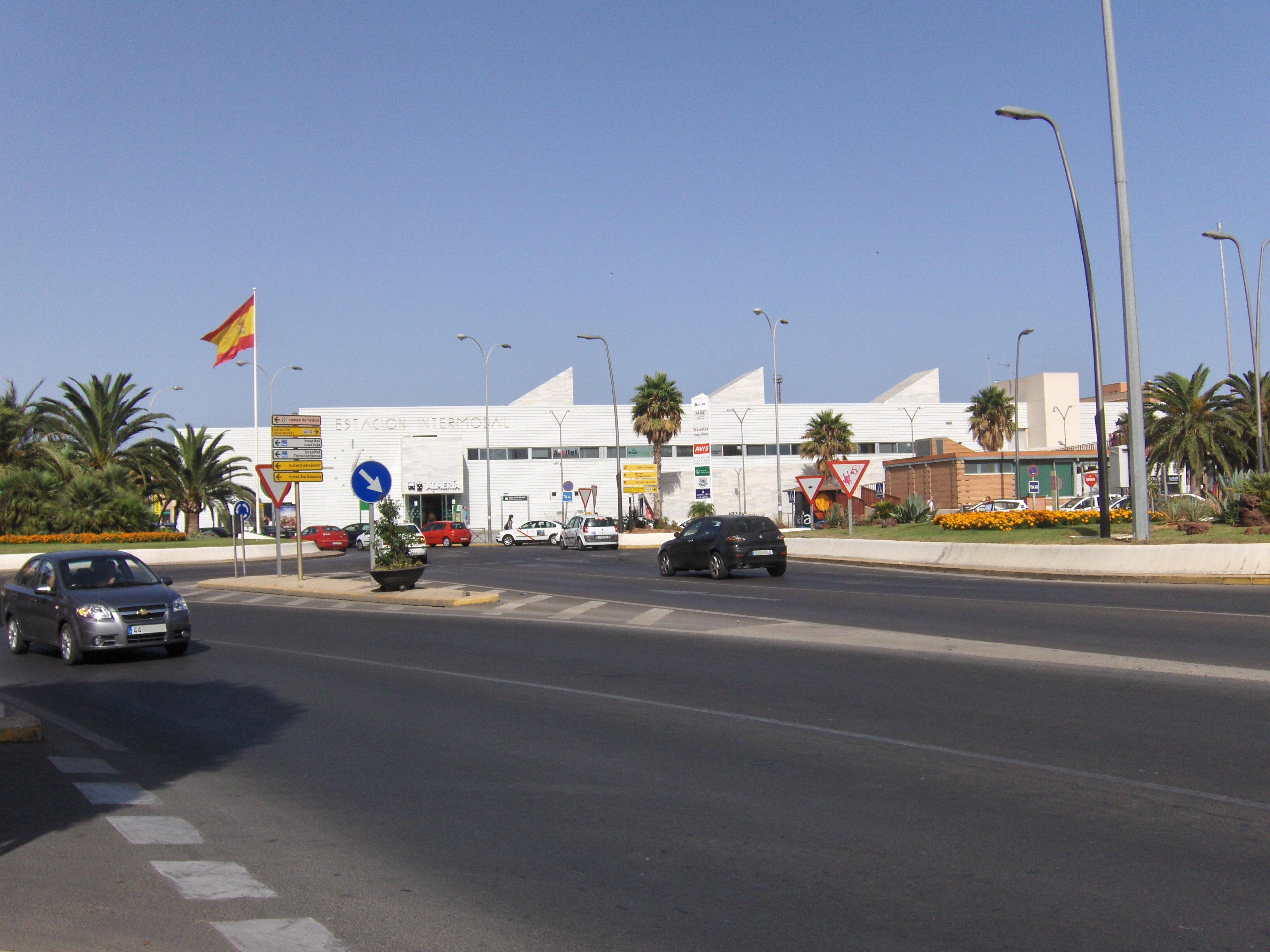
Panorámica de la Estación Intermodal de Almería

El tren une la ciudad directamente con Granada y Sevilla-Santa Justa (trenes R598 de Media Distancia) y, en largo recorrido, con Madrid-Chamartín (Talgo). Barcelona-Sants (Arco García Lorca) y otras ciudades de España son accesibles mediante trasbordo.
La llegada del AVE desde Murcia se prevé para 2012-2015, mientras que la conexión con Granada y el resto de Andalucía está aún en fase de estudio.
Asimismo, está pendiente la firma de un convenio entre Ayuntamiento de Almería, la Junta de Andalucía y el Ministerio de Fomento para el soterramiento del ferrocarril y la unión de la estación con el puerto, cuyo objetivo principal es terminar con la división entre barrios. Entre otras ideas, se propone crear una nueva estación de pasajeros y mercancías en el barrio de El Puche, donde también se alojaría la futura terminal del AVE.
Existe un servicio de autobuses interurbanos que conectan Almería con el resto de localidades de la provincia, de España (Granada, Jaén, Málaga, Sevilla, Madrid y Barcelona) y de Francia (Burdeos, Lyon, Marsella y Nantes).
Han existido propuestas para establecer un sistema de tranvía en la ciudad, tanto dentro de la urbe, como para áreas cercanas, especialmente con el Poniente, pero unca llegaron a hacerse realidad.
Bicicleta

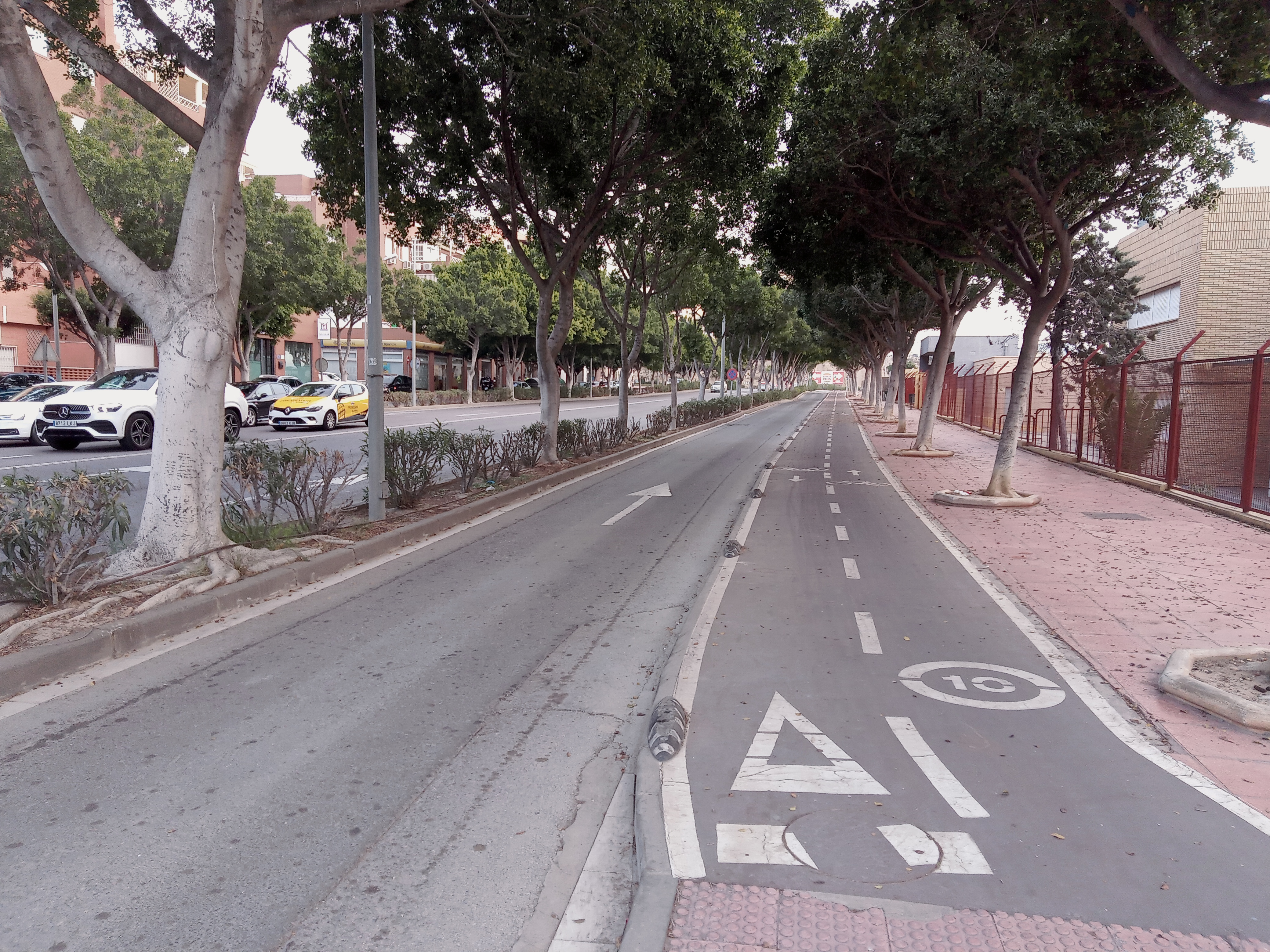
Carril bici en la calle Calamocha

La ciudad cuenta con más de 78 kilómetros de carril bici, que se encuentran interconectados entre sí. Asimismo, existe conexión directa con Huércal de Almería. Hay también más de 3 kilómetros de ciclocalles, que son calles donde la circulación a motor no puede superar los 30 kilómetros por hora y la bicicleta tiene la prioridad. Estas vías sirven a su vez para conectar mejor a otros carriles bici.
Red viaria
La red viaria conecta a Almería con el arco mediterráneo y el litoral e interior de Andalucía:
| Tipo       | Identificador             | Denominación                                                              | Itinerario | Mapa de accesos a la ciudad |
| ---------- | ------------------------- | ------------------------------------------------------------------------- | --- | --------------------------- |
| Autovías   |                           | Autovía del Mediterráneo                                                  | Le Perthus (Francia) - Gerona - Barcelona - Tarragona - Castellón de la Plana - Valencia - Elche - Murcia - Almería - Motril - Málaga - Algeciras |                             |
| Autovías   |                           | Autovía A-92                                                              | Sevilla - Antequera - Granada - Guadix - Almería                                                                                                  |                             |
| Autovías   |                           | Acceso este a Almería desde el aeropuerto                                 | Almería - Aeropuerto, N-344 |                             |
| Autovías   |                           | Acceso al puerto de Almería                                               | Almería - Puerto, E-15/A-7, N-340a |                             |
| Otras vías |                           |                                                                           | |                             |
|            | Carretera Nacional N-344  | Almería -Alcantarilla - Fuente la Higuera (provincia de Valencia) - A-35. | |                             |
|            | Carretera Nacional N-340a | Cádiz - Almería - Barcelona                                               | |                             |

Distancias

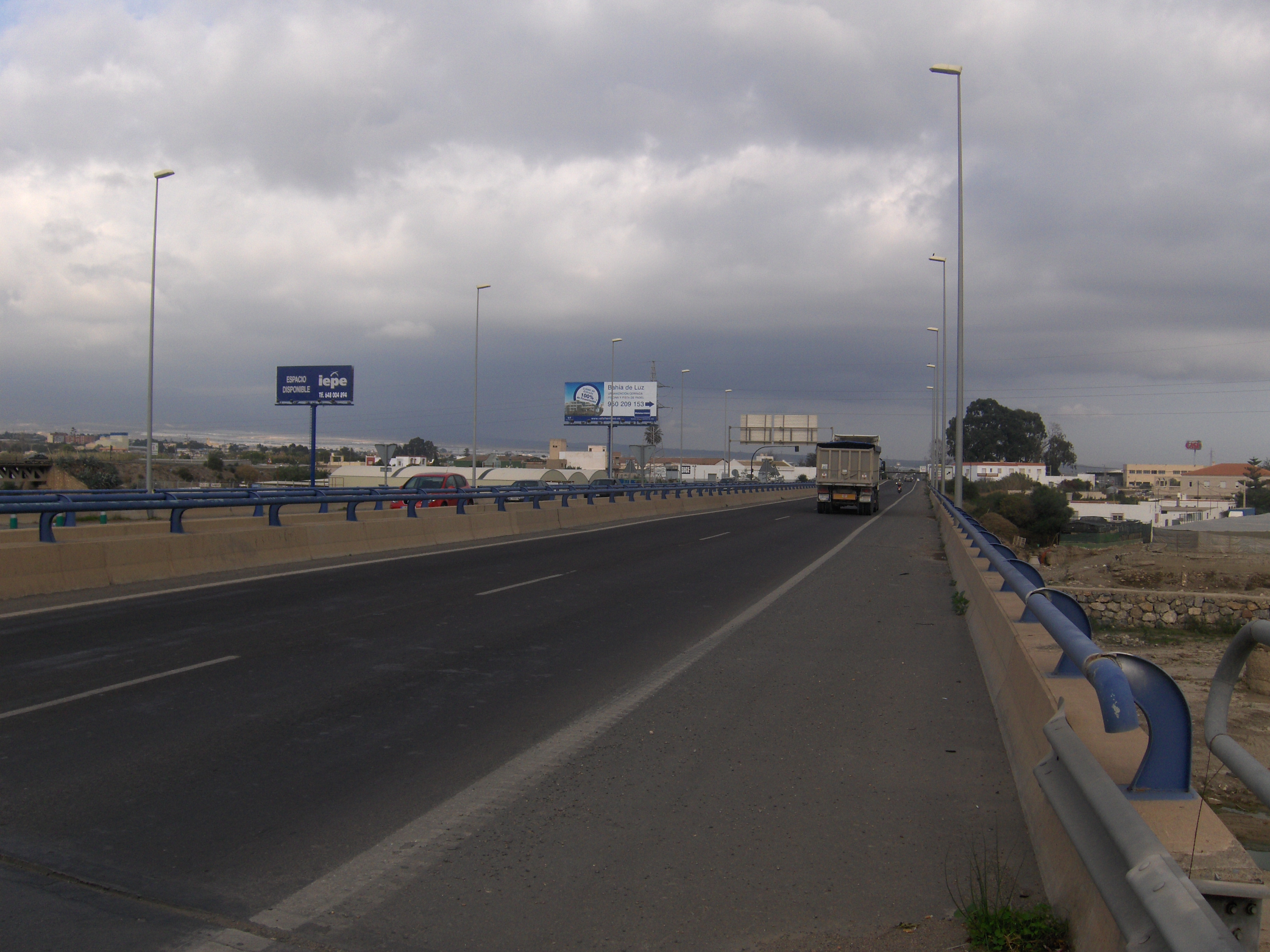
Comienzo de la Autovía de Acceso al Aeropuerto (AL-12)

La siguiente tabla muestra las distancias entre Almería, las localidades más importantes de la provincia, el resto de capitales de provincia andaluzas, algunas del resto de España y varias capitales europeas.
| Almería              | km | Andalucía | km  | España    | km  | Europa           | km   |
| -------------------- | -- | --------- | --- | --------- | --- | ---------------- | ---- |
| Adra                 | 55 | Cádiz     | 436 | Barcelona | 796 | Andorra la Vieja | 889  |
| Carboneras           | 67 | Córdoba   | 365 | Bilbao    | 942 | Berlín           | 2648 |
| Cuevas del Almanzora | 96 | Granada   | 165 | Cartagena | 190 | Bruselas         | 2125 |
| El Ejido             | 35 | Huelva    | 509 | Madrid    | 552 | Lisboa           | 860  |
| Garrucha             | 87 | Jaén      | 224 | Murcia    | 219 | París            | 1815 |
| Roquetas de Mar      | 21 | Málaga    | 200 | Valencia  | 432 | Roma             | 2143 |
| Vícar                | 21 | Sevilla   | 413 | Zaragoza  | 750 | Viena            | 2586 |

Regulación de tráfico urbano

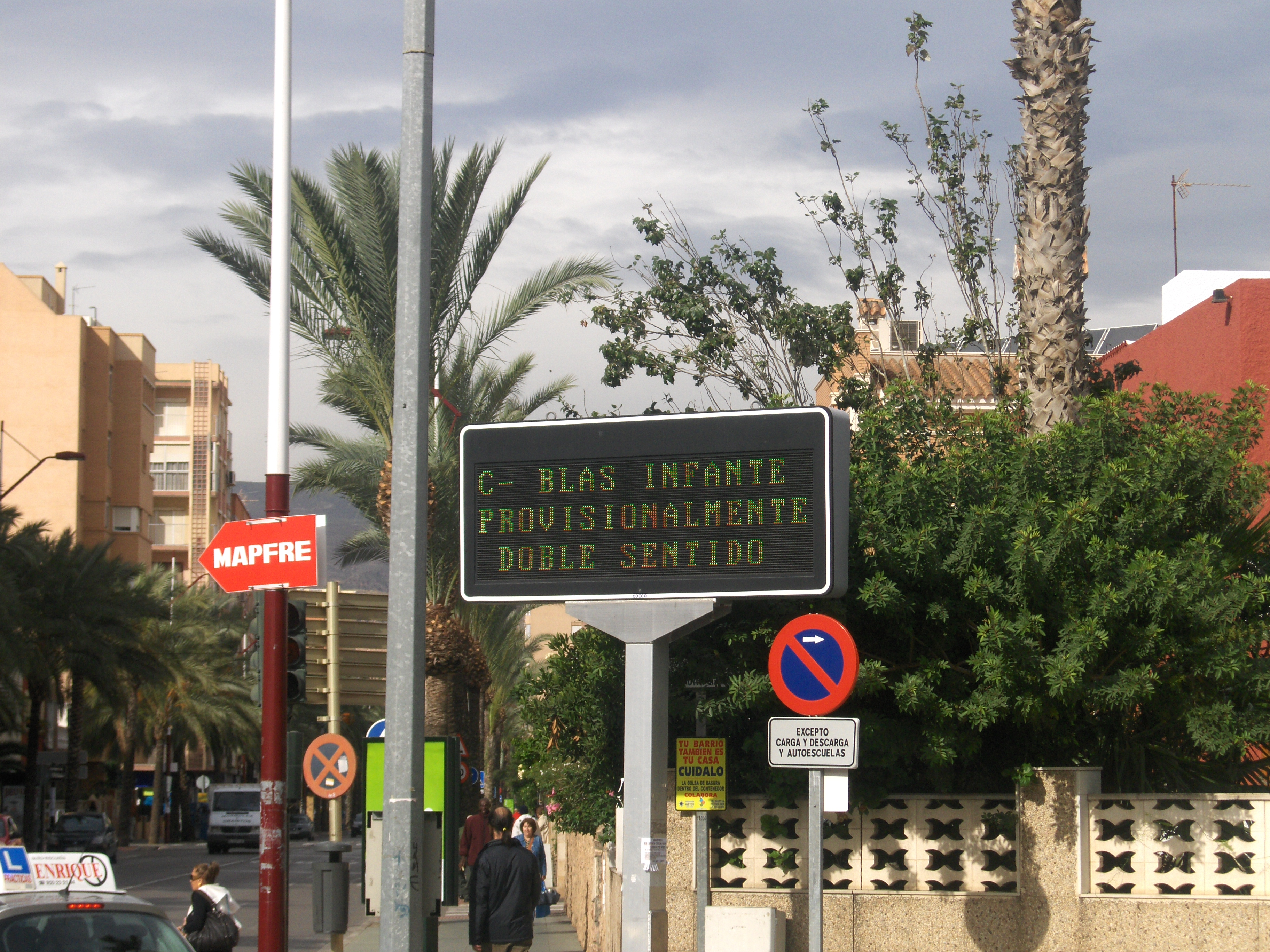
Panel de información en directo sobre el tráfico en una calle de Almería

El artículo 7.º de la Ley sobre Tráfico, Circulación y Seguridad Vial aprobado por RDL 339/1990 atribuye a los municipios competencias de inmovilización de vehículos, ordenación y control del tráfico y regulación de sus usos. Esta regulación se articula mediante ordenanza aprobada en sesión plenaria del 24 de enero de 1997. En ella se definen los usos que se pueden dar a las vías, las velocidades que pueden alcanzar los vehículos y los horarios y zonas establecidas para la carga y descarga de mercancías en su zona urbana.
El 1 de diciembre de 2009, el ayuntamiento decidió poner en marcha una campaña para prevenir los accidentes que se producen en las rotondas; según el consistorio local, una media de 117 al año.
Parque de vehículos de motor
La ciudad tenía en 2008 un parque automovilístico de 462 automóviles por cada 1000 habitantes, proporción ligeramente superior a la provincial, de 455 automóviles por cada 1000 habitantes. Existen además 17 722 vehículos entre camiones y furgonetas, cifra condicionada por el importante número de profesionales del transporte por carretera debido a la inexistencia de conexión ferroviaria con Levante.
Autobuses urbanos y taxis

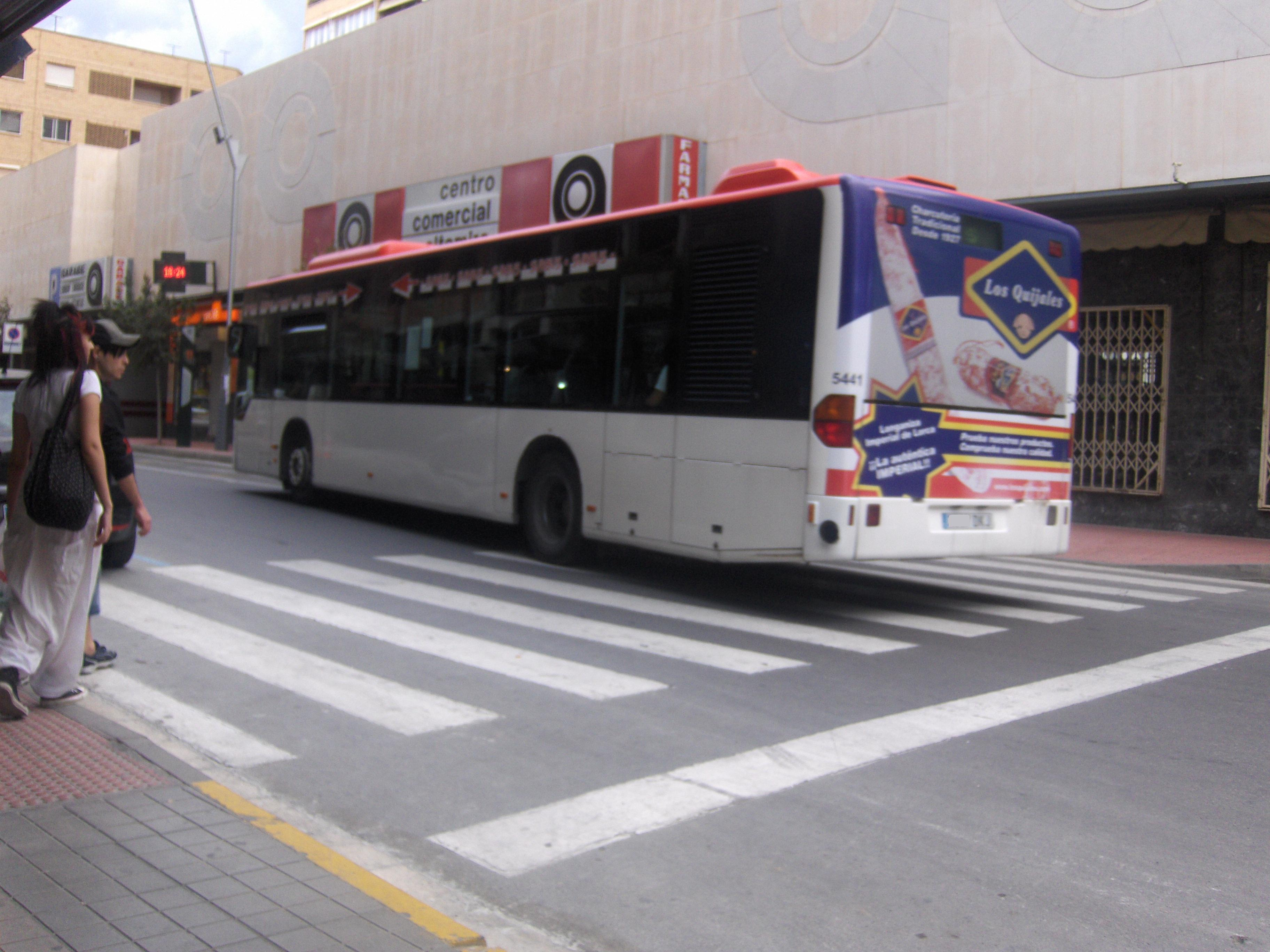
Autobús de SURBUS en la calle Gregorio Marañón, esquina con carretera de Ronda

Almería cuenta con una flota de autobuses urbanos gestionados por SURBUS. En octubre de 2007 quedó constituido el Consorcio de Transportes del área metropolitana de Almería, con el objetivo de coordinar autobuses urbanos e interurbanos.
| Tipo de vehículo      | Cantidad |
| --------------------- | -------- |
| Automóviles           | 86 801   |
| Camiones y furgonetas | 17 722   |
| Otros vehículos       | 32 897   |
| Total                 | 137 420  |

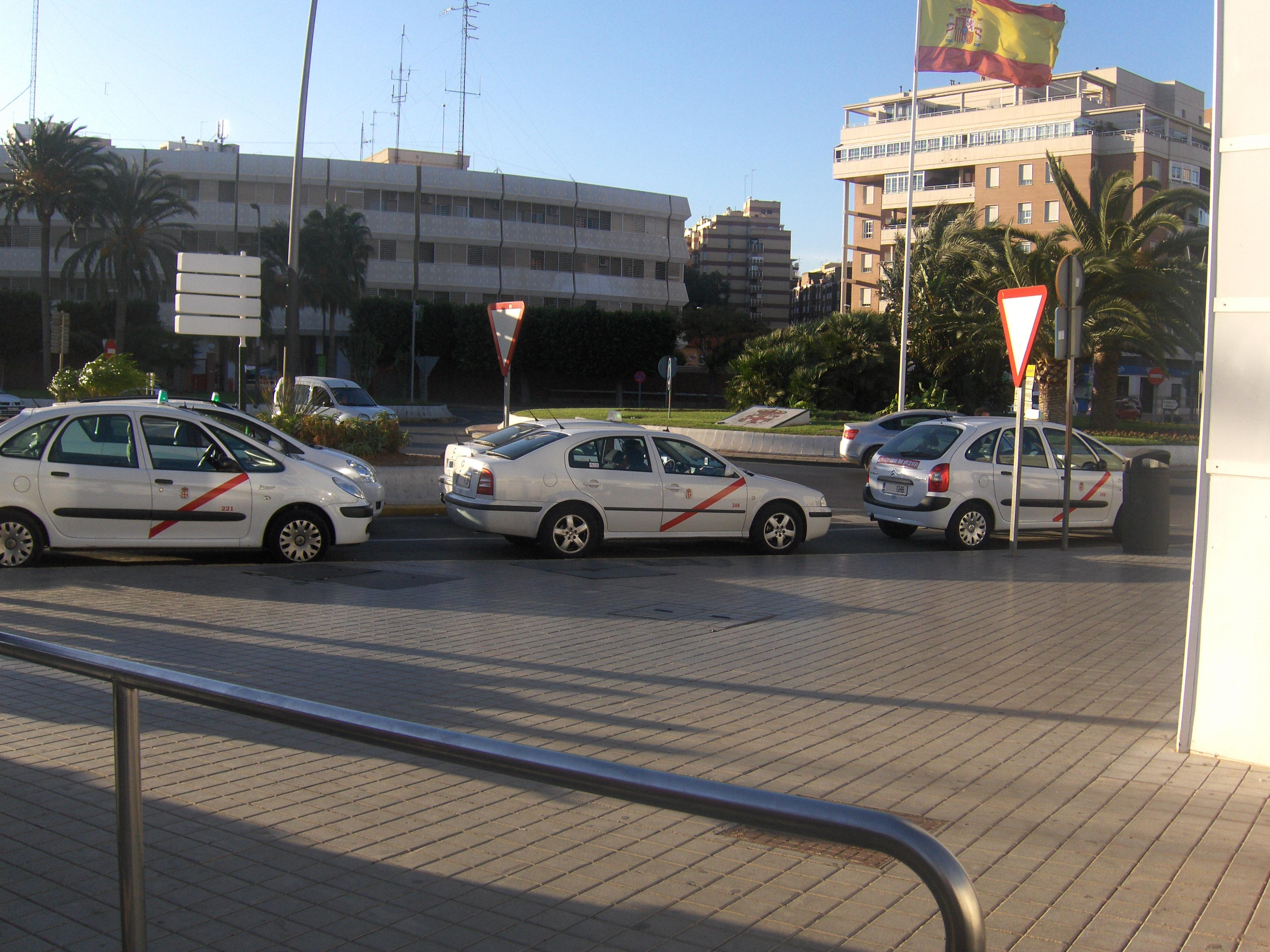
Taxi de Almería

Existen propuestas para la creación de líneas de tranvía y metro ligero como medio para comunicar los distintos barrios de la capital (líneas T o urbanas) y esta con poniente, levante y Bajo Andarax (líneas C o metropolitanas). Las últimas propuestas hablan de un metro ligero en superficie que circularía sobre raíles integrados en el pavimento.
Los taxis en Almería son de color blanco y portan una banda oblicua roja a un lado, junto al escudo de la ciudad. La capital cuenta con una gran flota de taxis, con paradas en diversos puntos de la ciudad. Pueden solicitarse taxis a través de varios teléfonos o por Internet. Las centralitas de taxi de mayor implantación son Radiotaxi y Teletaxi.

### Abastecimiento y servicios públicos
Electricidad

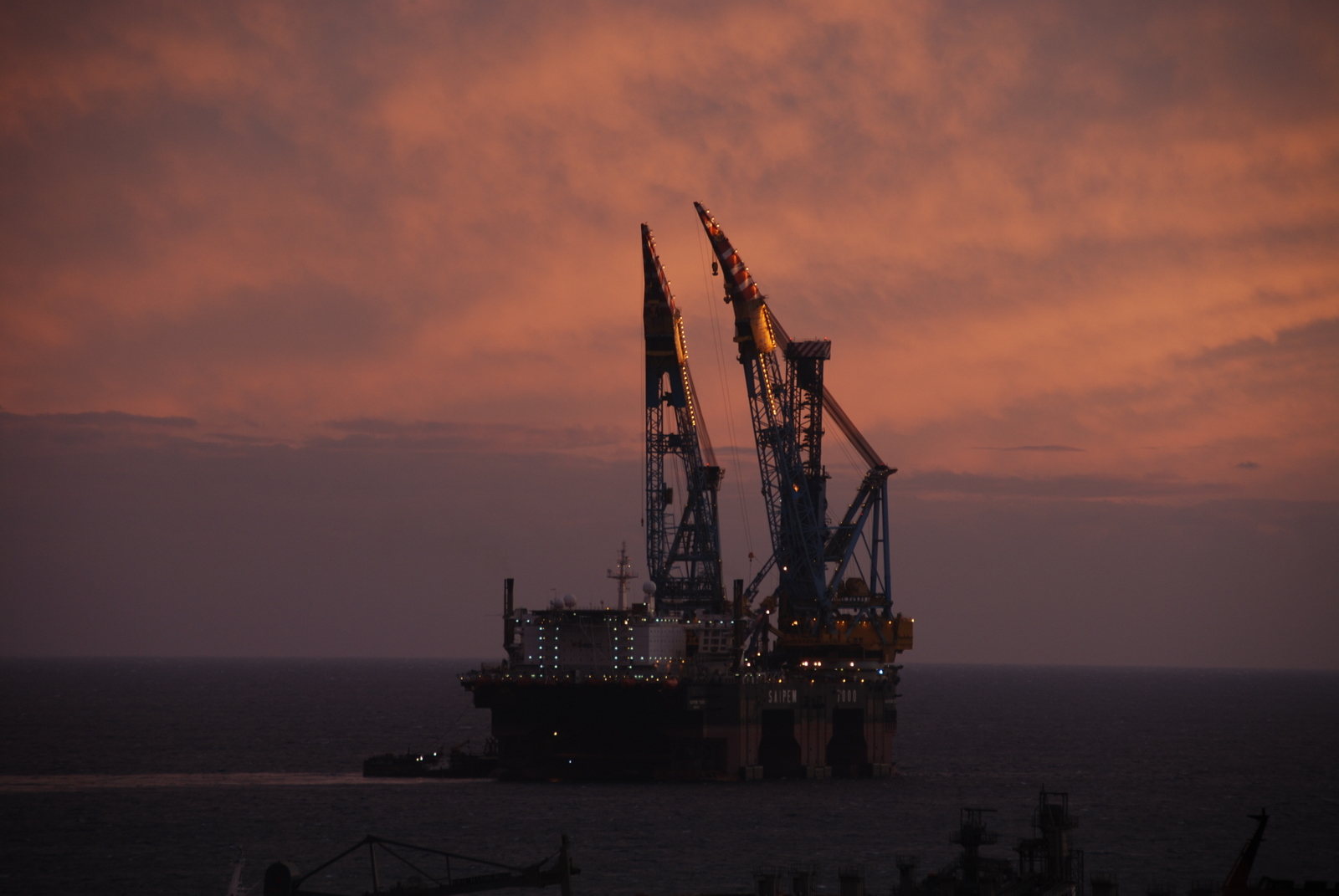
Saipem 7000, la segunda grúa marítima más grande del mundo, atracada en Almería durante la construcción del gasoducto entre Argelia y Europa

La electricidad consumida en el municipio de Almería procede principalmente de la central hidroeléctrica del Tajo de la Encantada, en la provincia de Málaga, a unos 270 km de la ciudad. La electricidad llega a través de un circuito simple a 220 kV, con una subestación de reducción en el vecino municipio Benahadux. Parte de la energía eléctrica se produce en el parque eólico de Enix, en el municipio homónimo, a unos 16 km de la capital.
Combustibles
El abastecimiento de los combustibles derivados del petróleo a la ciudad de Almería y sur de su provincia se realiza desde las instalaciones de almacenamiento de la Compañía Logística de Hidrocarburos (CLH) ubicados en el puerto de Motril. El transporte del combustible hasta las gasolineras del municipio se realiza mediante camiones cisterna, pues CLH tiene concertados servicios logísticos con la mayor parte de ellas. El abastecimiento de combustible para el aeropuerto de Almería es suministrado por CLH-Aviación operando desde los depósitos que posee en las propias instalaciones.
Gas natural
El 5 de marzo de 2011 se puso en funcionamiento en periodo de pruebas el gasoducto de 210 km. construido por la empresa Medgaz que permitirá importar gas natural desde la ciudad de Beni Saf, en Argelia. La terminal receptora se encuentra en la playa de El Perdigal, junto al aeropuerto y conecta con el gasoducto de conexión con Albacete.
Agua potable

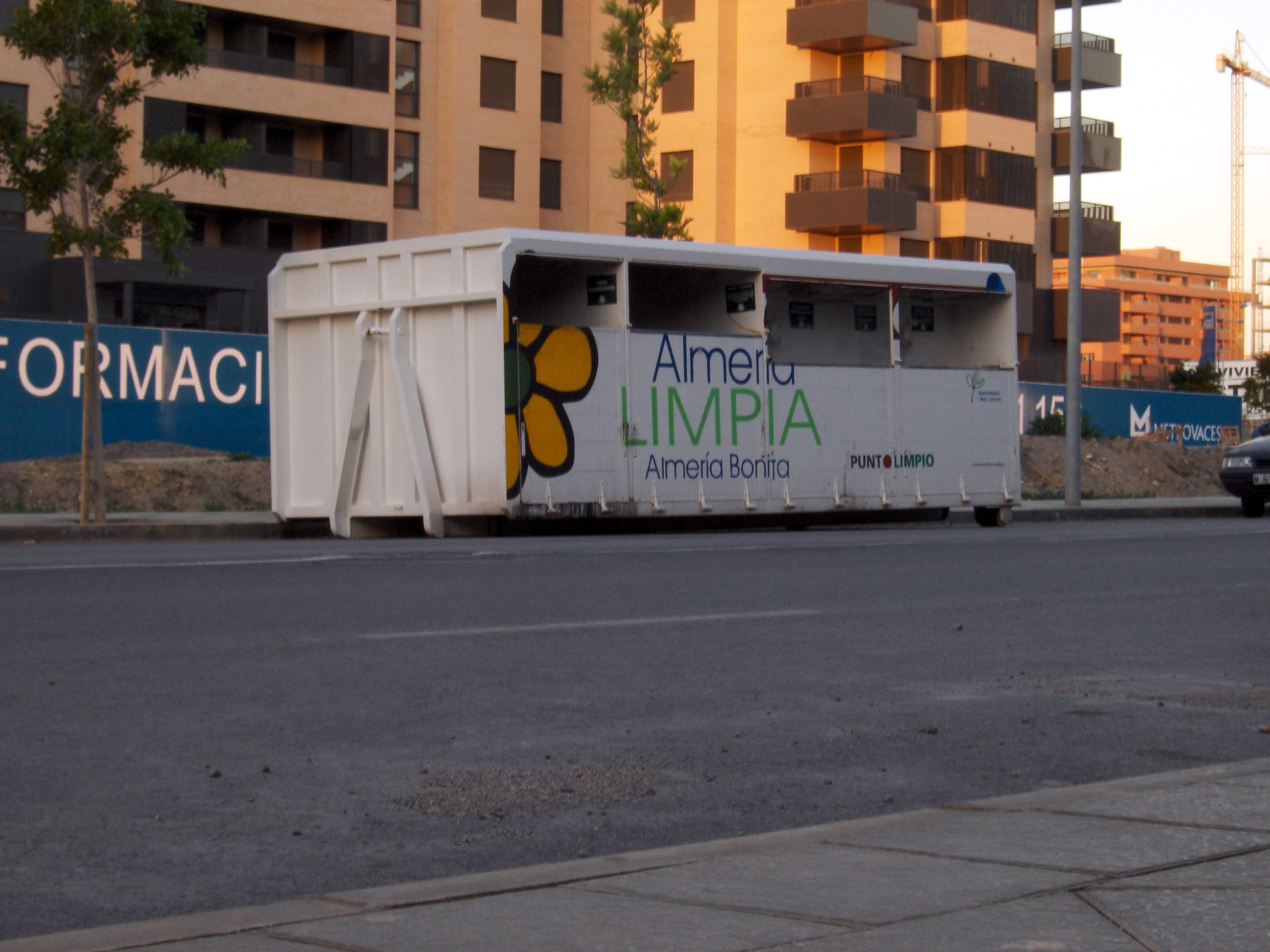
Existen contenedores de reciclaje por todo el municipio

El suministro de agua potable de la ciudad corre a cargo de la empresa Aqualia, subsidiaria del Grupo FCC. Se encarga del mantenimiento de la antigua EDAR de Costacabana desde 1981, pasando a controlar el Servicio Municipal de Aguas en 1993. El agua potable llega desde diferentes acuíferos del Campo de Dalías a través del denominado Canal de Aguadulce y, desde hace poco, desde la Planta Desaladora de Almería. Esta agua es almacenada primero en el llamado depósito de Membrana, en Aguadulce, y posteriormente en un total de 19 depósitos ubicados en zonas elevadas de todo el término municipal, a destacar los depósitos de Santa Isabel, que datan de 1888 y son periódicamente visitables, y los jardines de La Pipa, abiertos al público. Existen además cuatro estaciones depuradoras que reutilizan las aguas grises para el riego de jardines, campos de golf y cultivos, las estaciones de Retamar, Cabo de Gata, El Bobar y El Toyo. Posteriormente, esta es almacenada en diecinueve depósitos ubicados en diferentes puntos del municipio, aunque el mayor de todos ellos se localiza en la zona norte de la vecina Aguadulce.
Residuos y limpieza de vías públicas

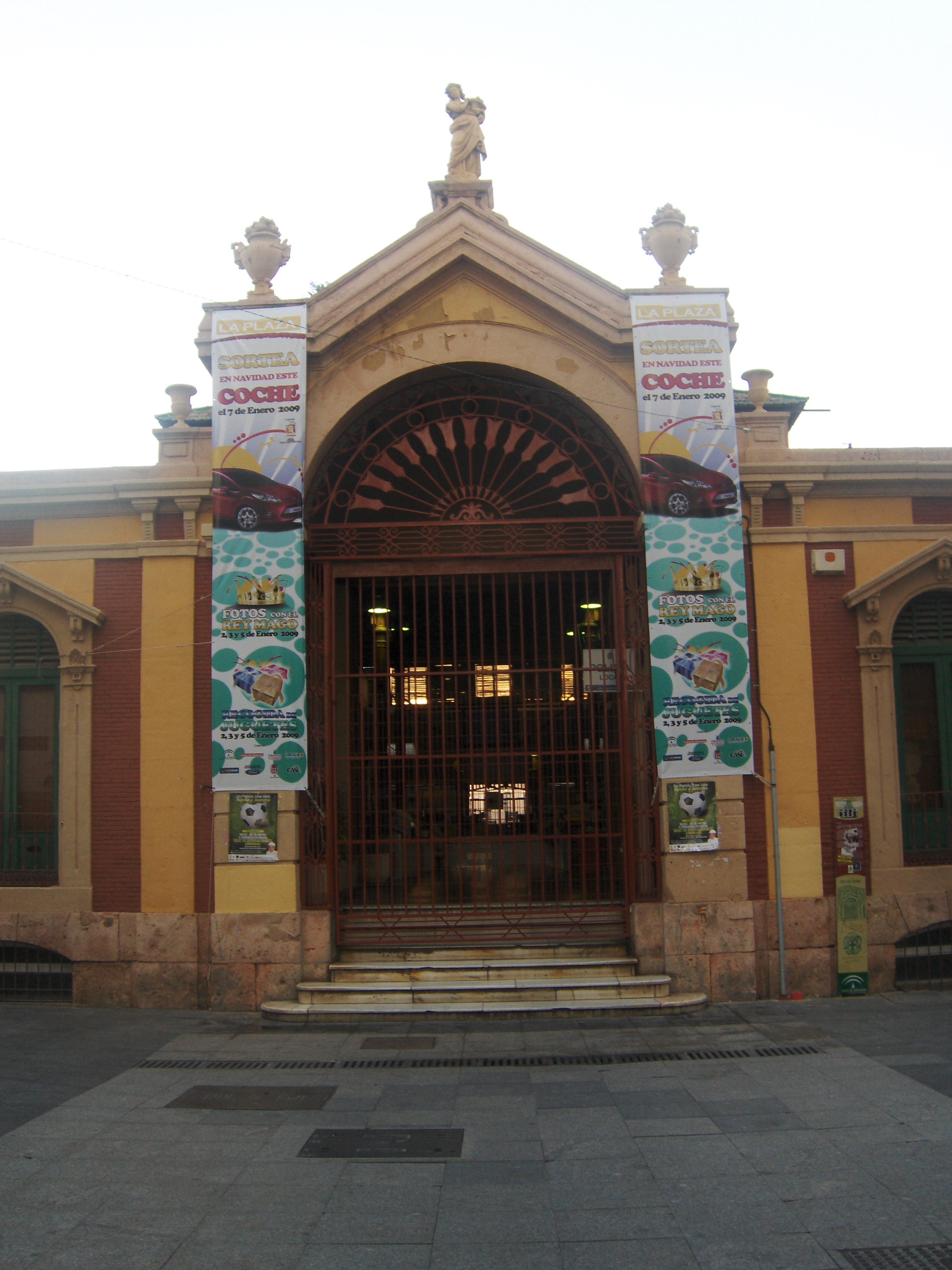
Mercado Central

Urbaser es la empresa contratada para gestionar los servicios medioambientales en la ciudad. Existe dentro del término municipal una planta de reciclaje, en la pedanía de Cuevas de los Medinas, y una superficie destinada a vertedero de unas 30 ha, que además cuenta con una planta de recuperación y compostaje con una capacidad de procesamiento de casi 155 000 toneladas anuales de residuos.
En la ciudad existen contenedores de residuos; reciclaje de vidrio; plástico y bricks; papeles y cartones; aceite usado y desde noviembre de 2021 contenedores de basura orgánica para ser utilizados para compostaje.

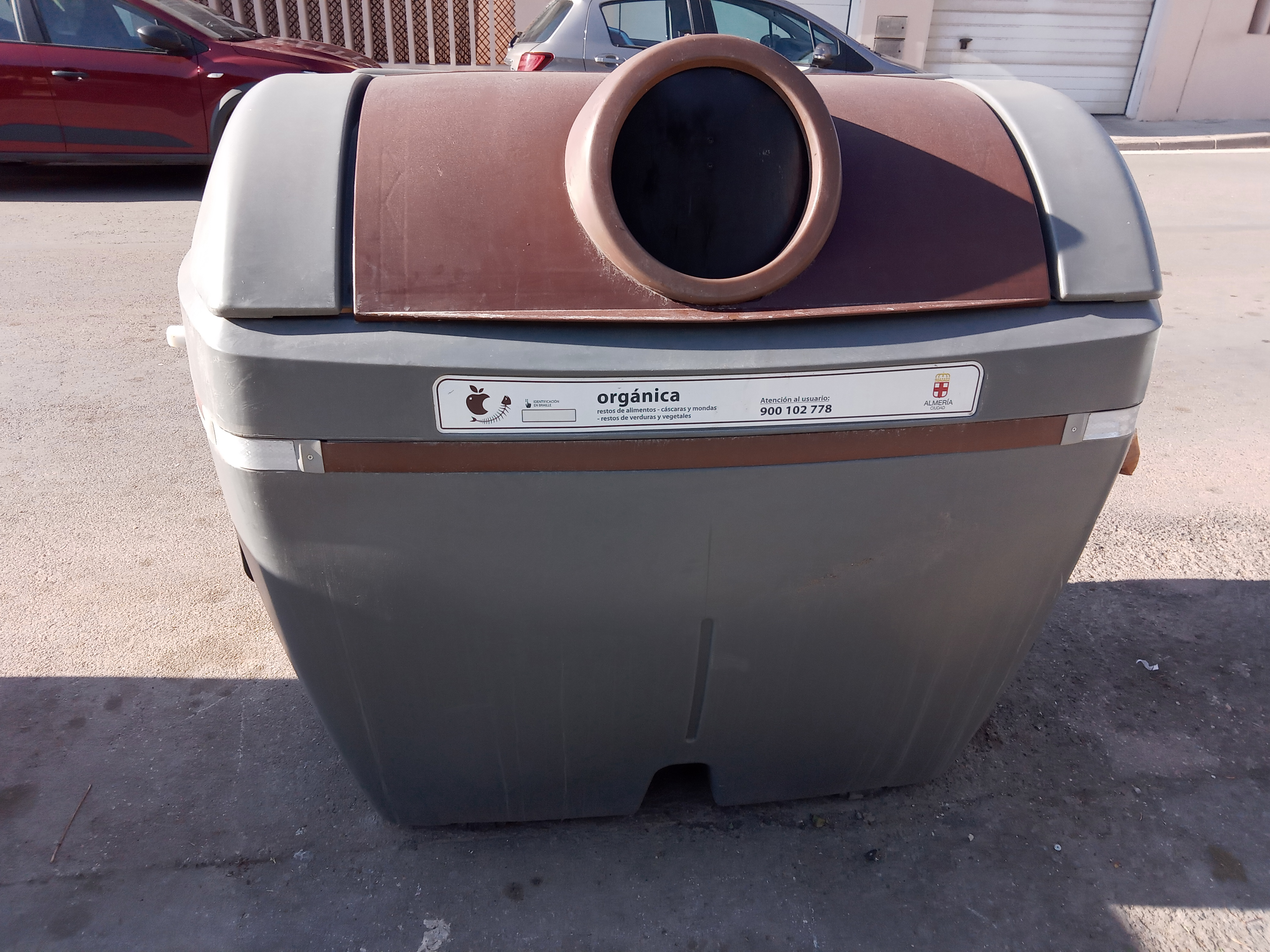
Contenedor para basura exclusivamente orgánica

También se ha aprobado la creación de unas instalaciones para el reprocesamiento de los residuos agrícolas y su transformación en biocombustibles, que posiblemente sea ubicada junto a las instalaciones existentes para residuos urbanos. Su construcción significaría una inversión de 90 millones de euros y la creación de 50 puestos de empleo.
Durante el año 2021 se recogieron casi 80 000 toneladas de residuos urbanos, 1600 toneladas más que en el año anterior. El contenedor de reciclaje de papel y cartón alcanzó las 2620 toneladas, creciendo también el reciclaje de plástico y bricks, a´si como del vidrio y aceite usado. Por otro lado, el reciclaje de residuos para compostaje se acercó a la tonelada.
En la urbanización del Toyo existe un Recogida neumática de basura desde el año 2005, con una longitud de 12 kilómetros. Abastece a las 4000 viviendas que integran la urbanización así como a los hoteles y al hospital ubicados en la misma. Dispone de 56 buzones en la calle donde se depositan los residuos.
Alimentos perecederos
Almería carece de una lonja central, de modo que los comercios minoristas se surten de diferentes lugares de pescado fresco en la lonja del puerto pesquero. y de carne y derivados, frutas y verduras a través de diversos mataderos y mayoristas.
La venta al por menor se realiza en varios mercados municipales de abastos repartidos por la ciudad (destacando por su volumen de comercio el Mercado Central, conocido popularmente como la Plaza), dos hipermercados, 119 supermercados franquiciados y gran número de comercios minoristas tradicionales.
Existen también siete mercadillos municipales semanales al aire libre en diferentes barrios de la ciudad donde puede adquirirse fruta, verdura, encurtidos, frutos secos, especias y salazones; además de ropa, calzado y otros objetos.

## Economía

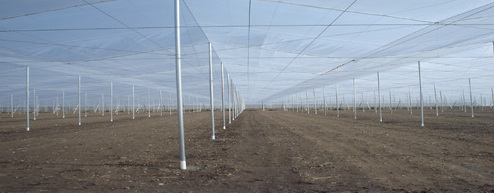
Invernadero almeriense

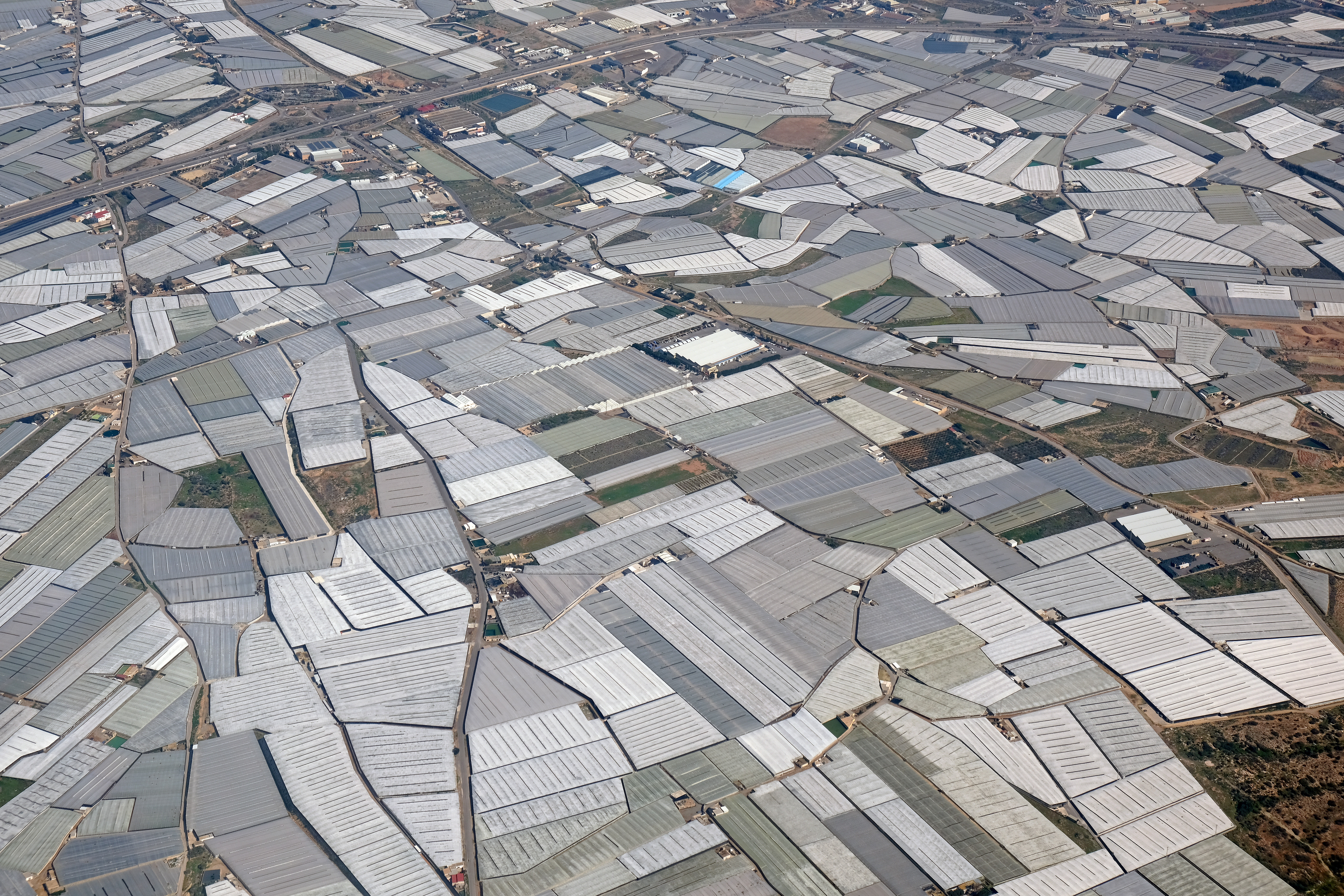
Vista aérea de invernaderos cercanos a El Ejido

En 2008 existían en el municipio un total de 14 690 empresas, de las que 12 978 tenían una plantilla de menos de 5 trabajadores, 1249 de entre 6 y 19 y 458 de más de 20. Es posible que debido a la actual crisis económica los datos correspondientes al momento actual (2010) sean sensiblemente inferiores, pues son muchas las empresas que están cesando sus actividades.
En el periodo comprendido entre 1996 y 2007, la tasa de paro registrada en Almería fue siempre inferior al 5 %, por lo que puede considerarse como pleno empleo. Sin embargo a raíz de la crisis económica mundial desatada en 2008, el número de parados no ha dejado de incrementarse: según el Servicio Andaluz de Empleo, el paro registrado en diciembre de 2009 ascendía a 20 392 personas (10 938 hombres y 9454 mujeres).
Según la base de datos del Instituto de Estadística de Andalucía, la renta disponible por habitante residente en Almería osciló en el año 2003 entre 10 200 € y 11 300 €.
Agricultura
En el sector agrícola, la provincia de Almería se ha convertido en una de las zonas más importantes de explotación agraria de toda Europa, con miles de hectáreas de cultivo bajo plástico en la costa del Poniente, Campo de Dalías y Campo de Níjar. En el término municipal de la capital, los invernaderos se extienden principalmente por la Vega de Allá, a levante del río Andarax, y los llanos de La Cañada y El Alquián. En la capital, además, han situado sus laboratorios de semillas e industrias auxiliares de la agricultura las multinacionales más importantes del sector. El cultivo de regadío más extendido en el municipio es el tomate, descollando entre los leñosos el olivo para aceituna de mesa.
| Cultivos herbáceos    | Superficie                            | 2651 ha                    |
| --------------------- | ------------------------------------- | -------------------------- |
| Cultivos herbáceos    | Principal cultivo herbáceo de regadío | Tomate                     |
| Cultivos herbáceos    | Superficie cultivada de tomate        | 2023 ha                    |
| Cultivos herbáceos    | Principal cultivo herbáceo de secano  | -                          |
| Cultivos herbáceos    | Superficie cultivada                  | 0                          |
| Cultivos leñosos      | Superficie                            | 80 ha                      |
| Cultivos leñosos      | Principal cultivo leñoso de regadío   | Olivar de aceituna de mesa |
| Cultivos leñosos      | Superficie de olivar de regadío       | 61 ha                      |
| Cultivos leñosos      | Principal cultivo leñoso de secano    | Olivar de aceituna de mesa |
| Cultivos leñosos      | Superficie de olivar de secano        | 6 ha                       |
| Tractores registrados | Tractores registrados                 | 466                        |

Industria

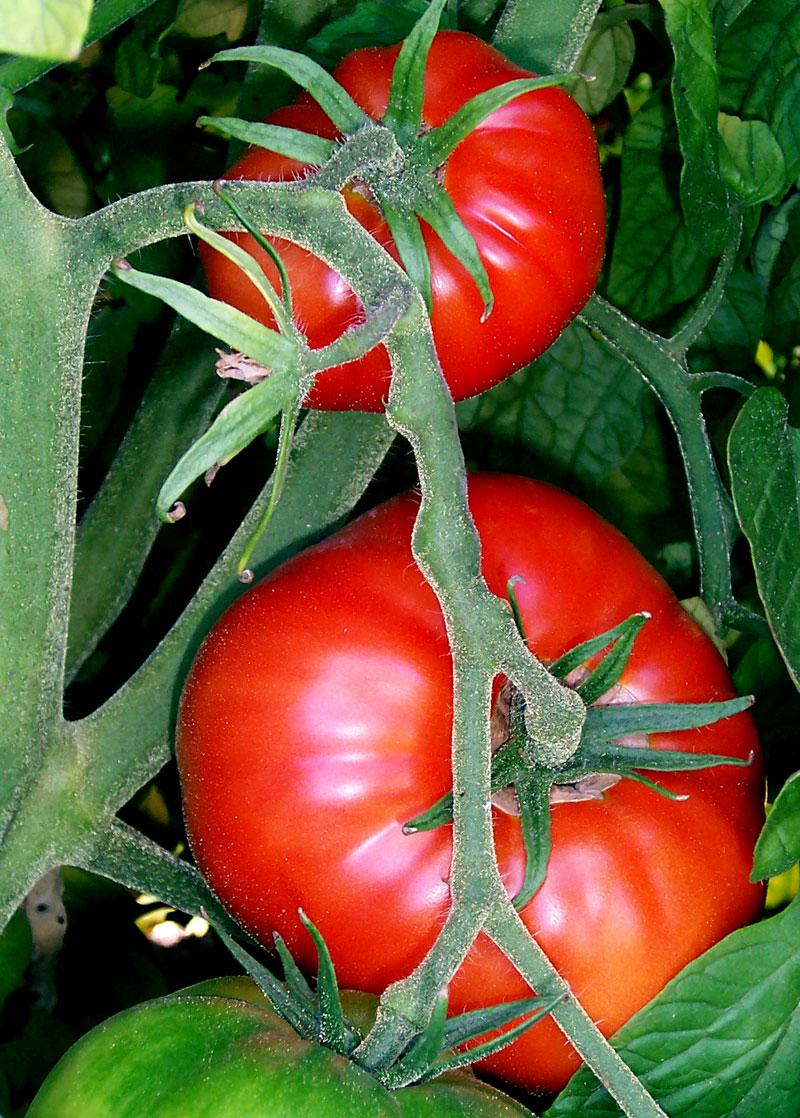
Tomatera, planta de cultivo intensivo en invernaderos almerienses

Almería cuenta con 493 empresas del sector industrial, de las cuales 143 son industrias metalúrgicas y 316 de otras industrias manufactureras. La mayoría se ubican en los diversos polígonos industriales de la capital, entre los que destacan el de Los Callejones, el de El Puche, el de La Celulosa, el de San Carlos o el de San Rafael.
| Sector industrial             | Empresas |
| ----------------------------- | -------- |
| Energía y agua                | 6        |
| Extracción minería y químicas | 28       |
| Industria metalúrgica         | 143      |
| Industria manufacturera       | 316      |
| Total                         | 493      |

Comercio

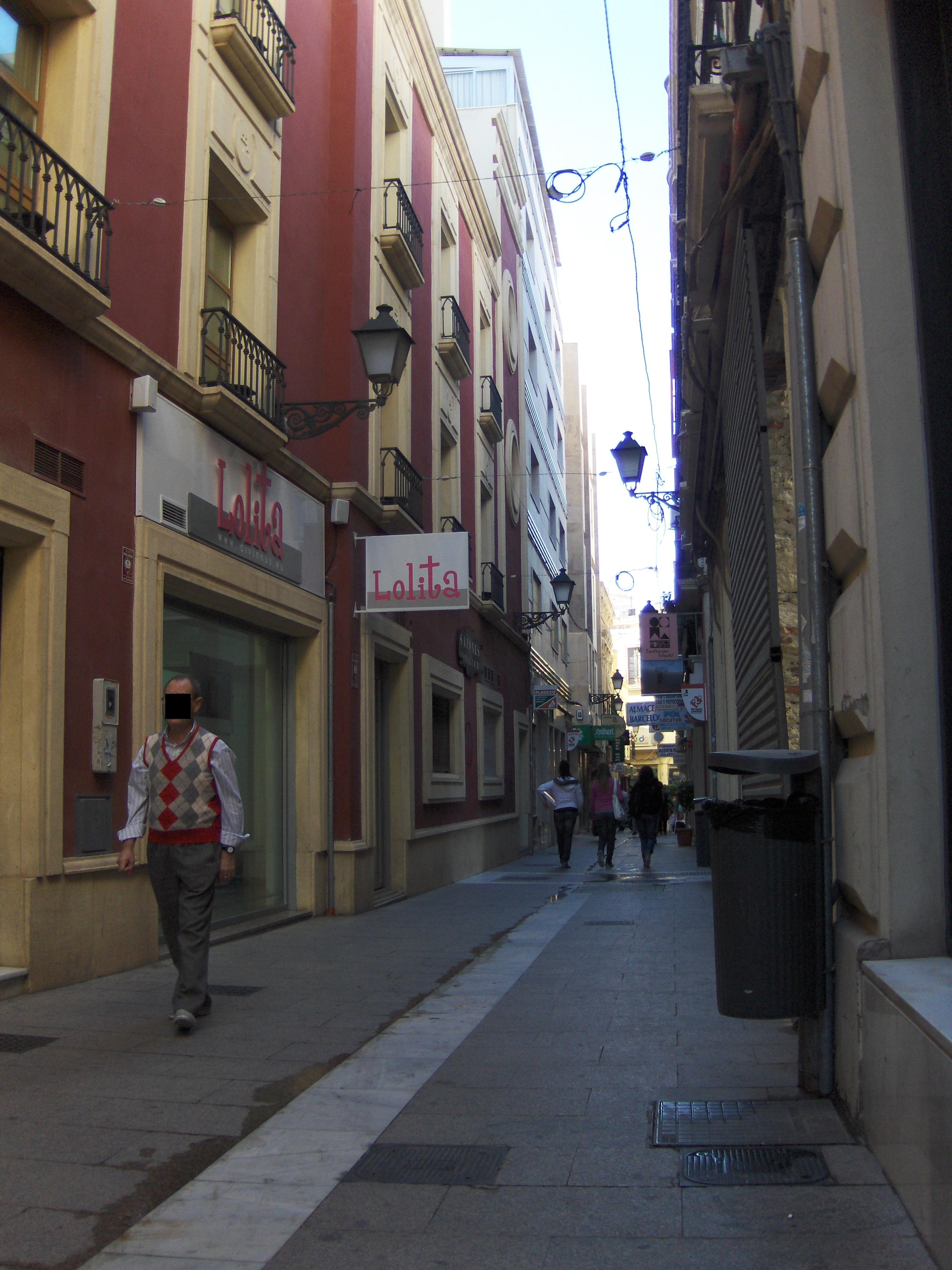
Calle de las Tiendas

Su principal zona comercial es el centro urbano, especialmente el paseo de Almería, la Puerta de Purchena y la rambla del Obispo Orberá, más la tradicional calle de las Tiendas, que mantiene fisonomía de zoco árabe. Además, cuenta con dos centros comerciales ubicados en el entorno de la avenida del Mediterráneo. Existen planes para la construcción de otros dos centros comerciales: uno en las inmediaciones del hospital Torrecárdenas y otro en la zona alta de la Rambla de Belén.
| Sector comercial                                                                     | Empresas |
| ------------------------------------------------------------------------------------ | -------- |
| Oficinas bancarias. Bancos (50), Cajas de ahorros (104) Cooperativas de crédito (58) | 212      |
| Empresas comerciales mayoristas                                                      | 556      |
| Empresas comerciales minoristas                                                      | 4316     |
| Hipermercados                                                                        | 3        |
| Supermercados                                                                        | 119      |
| Bares y restaurantes                                                                 | 427      |

Banca
Entre las entidades financieras nacidas en ella destaca Cajamar, convertida hoy en primera caja rural española y principal entidad nacional de crédito y ahorro de naturaleza cooperativa. Sus inicios se encuentran en la antigua Caja Rural Provincial de Almería conocida posteriormente como Caja Rural de Almería que cambió su denominación tras la fusión de esta con la Caja Rural de Málaga en 2000, manteniendo su domicilio social y su sede central nacional en Almería. En 2007 también se integró en ella Caja Rural del Duero. Mantiene asimismo una importante presencia de sucursales de Unicaja en la ciudad, la primera entidad financiera andaluza constituida en 1991 por la fusión de 5 cajas de ahorros, entre las que se encontraba la antigua Cajalmería.
Turismo

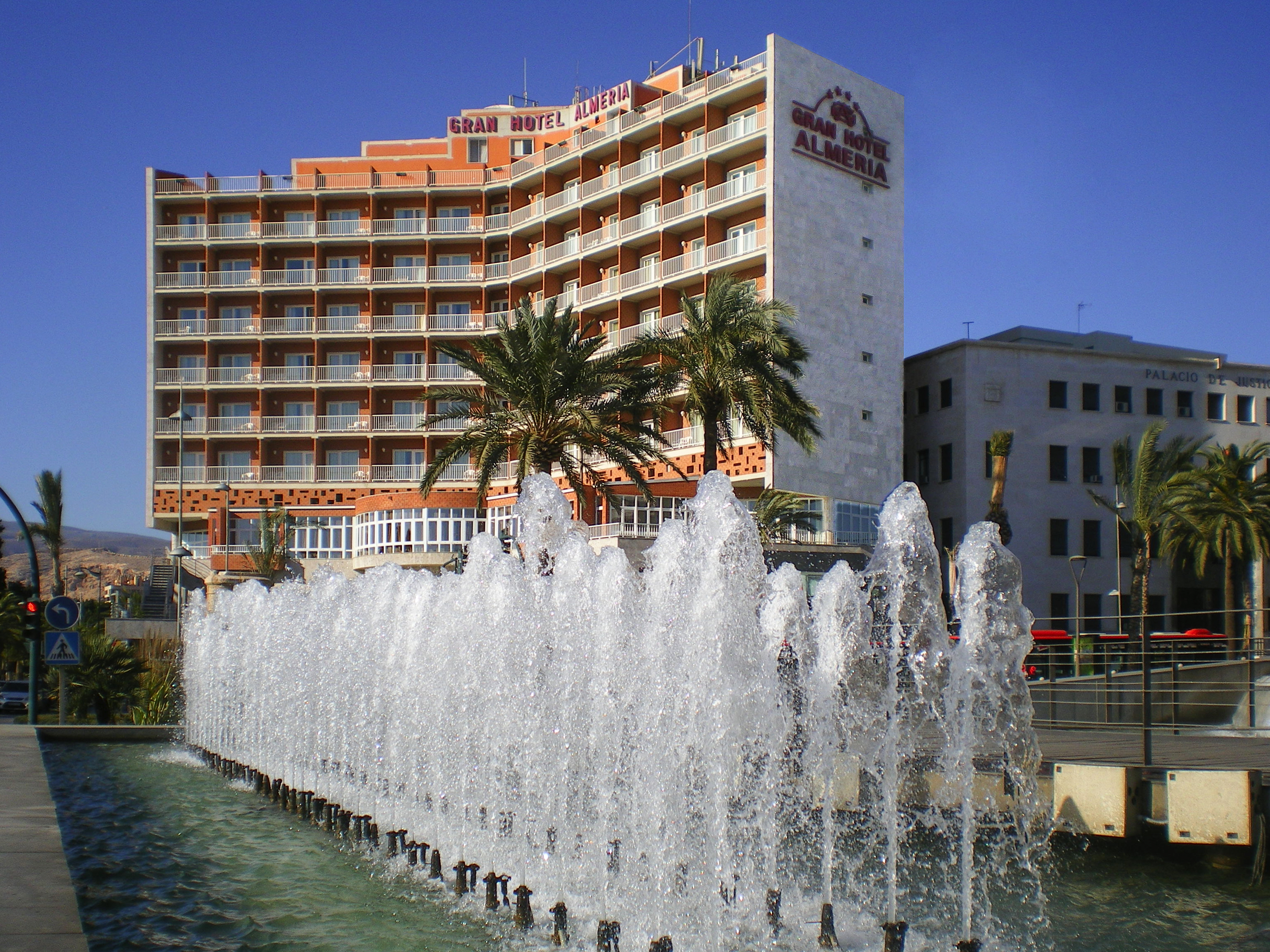
Gran Hotel Almería

Su cálido clima y la disponibilidad de 4945 plazas hoteleras la convierte en un destino turístico demandado durante todo el año. El visitante es atraído principalmente por sus playas, por el patrimonio cultural e histórico-artístico, los parajes naturales próximos a la ciudad y las variadas actividades deportivas que se celebran en la provincia. La mayor parte de la oferta hotelera corresponde a hoteles de 4 estrellas, de los que existen 13. A ellos deben sumarse tres hoteles de 3 estrellas, ocho de 2 estrellas y uno de 1 estrella, además de diversos hostales, campings y pensiones.
Sector cuaternario
En Almería no se asientan muchas empresas que destaquen por su inversión en I+D+i, pero el Parque Científico-Tecnológico de Almería pretende corregir la situación. Su construcción fue finalizada en 2018 y se calcula que mueva un capital de 1000 millones de euros y cree 12 500 puestos de trabajo.

## Monumentos y lugares de interés

### Arquitectura civil y militar

#### Edad Media y Moderna
La Alcazaba

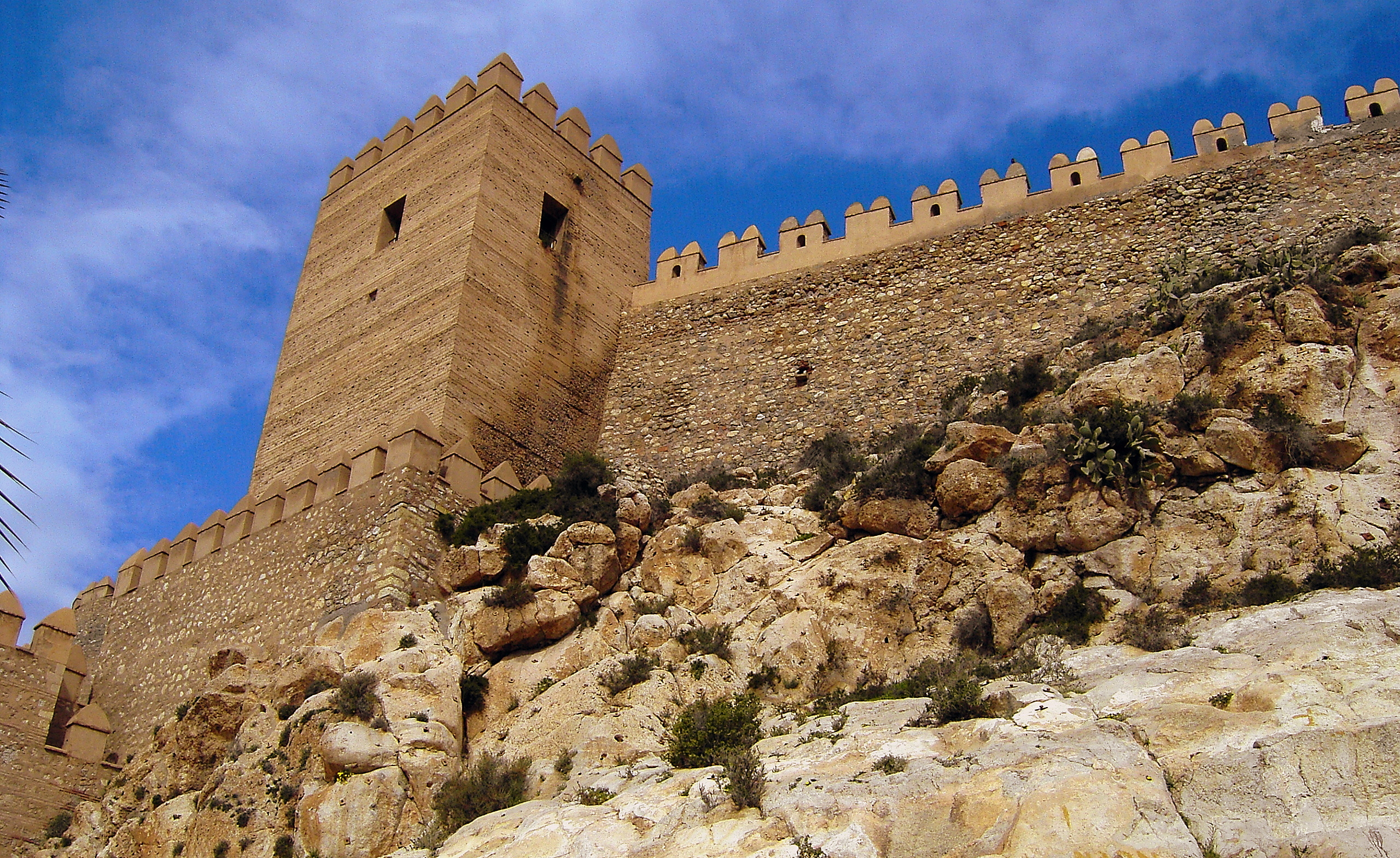
Alcazaba de Almería

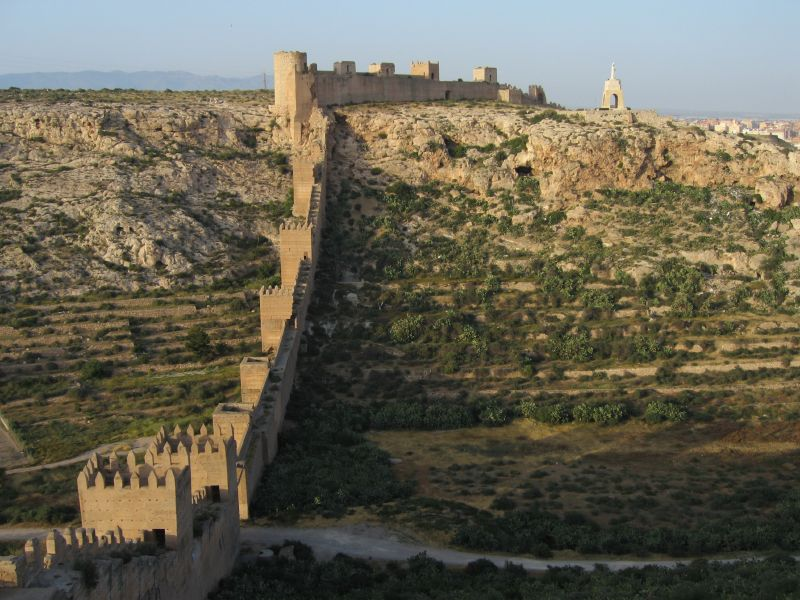
Muralla de Jairán

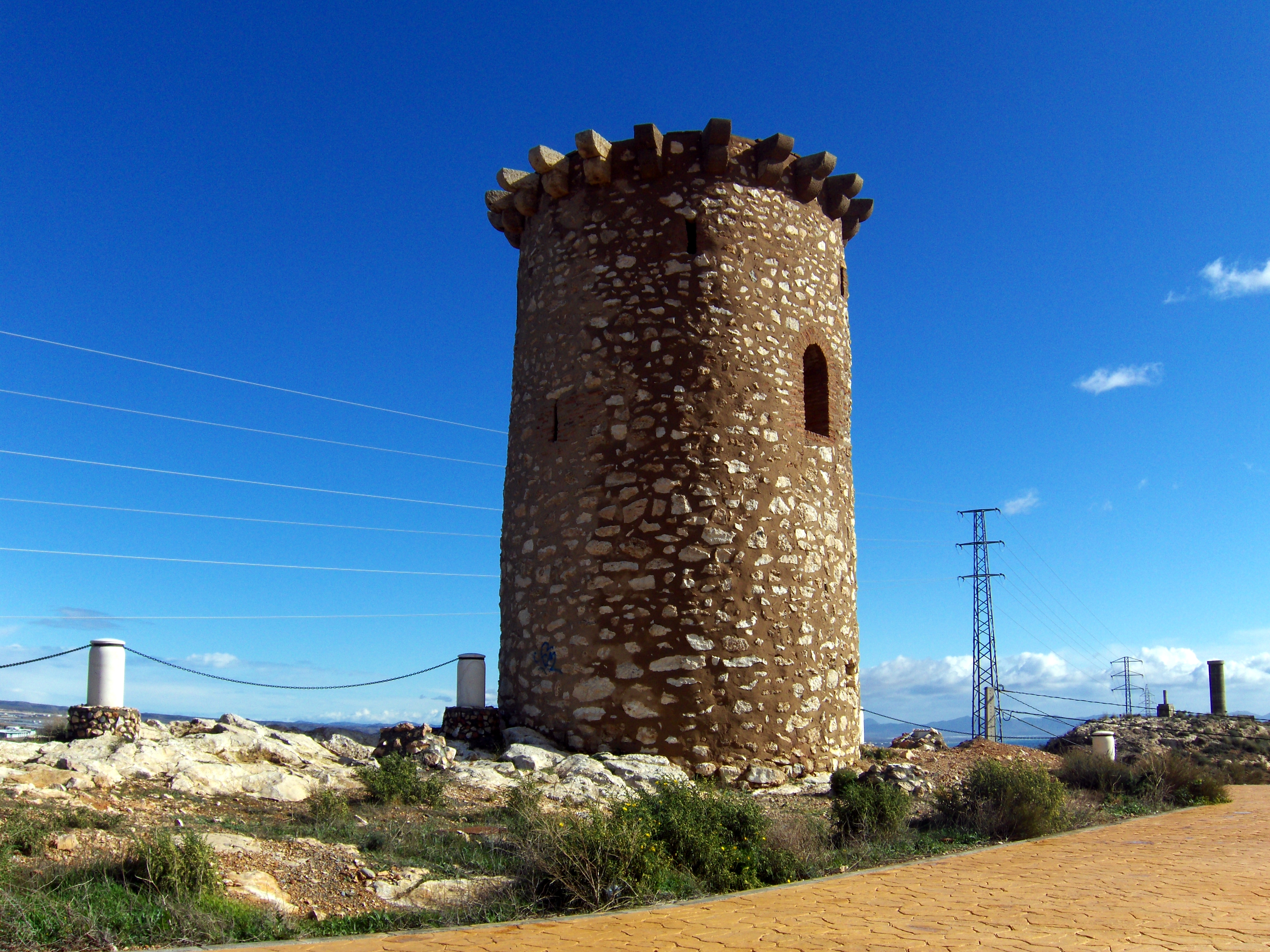
Torre Cárdenas

La construcción de la antigua fortaleza árabe, sede del gobierno de la taifa almeriense, comenzó en 955 por orden de Abderramán III siendo terminada en el siglo XI bajo el mandato de Hayrán. La integran tres recintos: el primero era campamento militar y refugio para la población en caso de asedio; el segundo alojaba el palacio de Almotacín, residencia de gobernantes, guardia y servidores. Estaba dotado de mezquita, baños, aljibes, y comercios, pero debido a los terremotos que lo asolaron durante la Edad Moderna apenas quedan restos en pie, aunque sí un importante yacimiento arqueológico. El tercero consiste en un castillo cristiano construido por orden de los Reyes Católicos en la parte más occidental y elevada, adaptándolo a la artillería moderna tras su conquista en 1489.
Las murallas califal, de Jairán y del cerro de San Cristóbal
Junto a la Alcazaba se levanta la muralla de Jairán, que desciende hacia el norte a través del barranco de La Hoya, para ascender después hasta el cerro de San Cristóbal, donde existen restos de la primera fortificación cristiana construida durante el asedio de 1147, además del monumento al Sagrado Corazón tallado en mármol de Macael en 1930. Este conjunto incluye lienzos aislados de la muralla califal, levantada durante el siglo XI, que cerraba el barrio de la Almedina. Junto a uno de ellos se ha abierto el centro de interpretación de la Puerta de Almería, donde puede contemplarse la muralla junto a una fábrica de salazones romana.
Los aljibes de Jairán
De su época musulmana cabe asimismo destacar los aljibes árabes de Jairán, construidos por mandato de ese rey durante la taifa del siglo XI para el abastecimiento de agua. Están divididos en tres naves de ladrillo abovedadas y son sede desde hace décadas de la Peña Flamenca El Taranto.
Edificios de la Edad Moderna
El edificio civil más antiguo de Almería es el antiguo Hospital de Santa María Magdalena de mediados del siglo XVI, actual sede del Museo del Realismo Español Contemporáneo, que posee un vistoso patio, una capilla y una portada principal de transición entre el estilo barroco y neoclásico del siglo XVIII. Otro edificio destacable de esta época es la actual Escuela de Artes Aplicadas, antiguo claustro del convento de Santo Domingo, levantado en el siglo XVI y muy reformado durante el XVIII.
Cabe citar la muestra de edificaciones militares cristianas levantadas entre los siglos XVI y XVIII, siendo la principal el Cuartel de la Misericordia, del XVIII. Ubicado sobre el patio de abluciones de la primitiva mezquita, cuenta con patio jalonado de arcos, así como naranjos y fachada barroquizante. Son, por otra parte, numerosas las atalayas levantadas en esta época para la defensa del litoral: la torre de La Mona, en La Garrofa, el castillo de San Telmo, Torrecárdenas, la atalaya de El Perdigal, las Casas Fuertes de El Alquián, Torregarcía y el torreón de San Miguel de Cabo de Gata, construido en 1756 por orden de Fernando VI y futuro museo de la pesca.
Por último, entre los edificios palaciegos que la pequeña nobleza almeriense levanta durante la Edad Moderna, son destacables la Casa de los Puche o el Palacio de los vizcondes del Castillo de Almansa, del siglo XVIII.

#### SiglosXIX-XX: eclecticismo, historicismo y arquitectura industrial

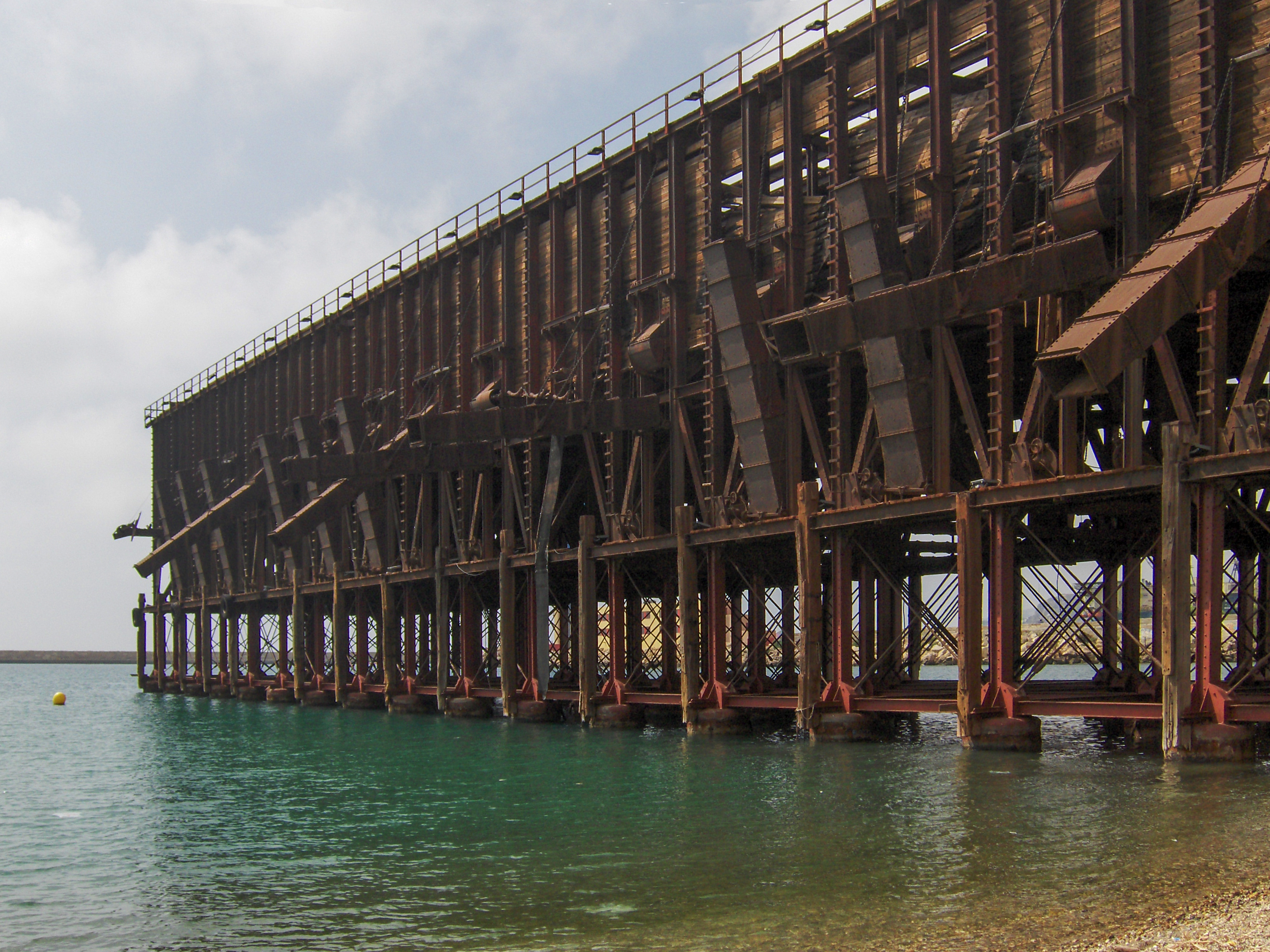
Cable Inglés, cargadero de mineral de estilo ecléctico en construido 1904

Entre finales del siglo XIX y principios del XX se levantaron diversas infraestructuras, edificios públicos y privados de corte ecléctico e historicista, coincidiendo con la expansión urbana motivada por el derribo de las murallas árabes en 1855 y el auge económico de la minería y la exportación de la uva. Entre ellos destacan la plaza de toros (1888), el Círculo Mercantil (1898), el edificio del ayuntamiento o los teatros Cervantes y Apolo.
La arquitectura del hierro queda representada en la estación de ferrocarril, en 1893, el Mercado Central, en 1893, o el Cable Inglés, en 1904, icónico cargadero de mineral de la escuela de Eiffel. Son característicos también de esta época ejemplos de arquitectura industrial como la puerta de El Ingenio, el Cable Francés, la torre de los Perdigones o los restos de la fundición Heredia, en La Chanca.
Finalmente, son de destacar los palacetes levantados al calor del mencionado auge decimonónico, como el Palacio de los Marqueses de Cabra (1840), el Palacio de los Marqueses de Torrealta (1847), o el de la Diputación Provincial (1884). Posteriormente, se construyeron viviendas burguesas como el Casino Cultural (1888), la Casa de las Mariposas (1907) o El Preventorio, chalet de estilo neomudéjar construido en 1927.

#### SigloXX: el Movimiento Moderno
A Guillermo Langle, gran representante de esta corriente en la ciudad, se deben obras racionalistas como la antigua estación de autobuses, la Casa Sindical, el edificio de la Asistencia Social, la Casa de Socorro de la Cruz Roja o el barrio de Ciudad Jardín.

#### Guerra Civil
Durante los años que duró la guerra civil española, se construyeron una serie de búnkeres a lo largo de la costa del municipio, al igual que por toda la provincia. Asimismo, una vez terminado el conflicto bélico, el gobierno franquista construyó otros edificios fortificados en defensa de una posible invasión aliada durante la Segunda Guerra Mundial.

### Arquitectura religiosa

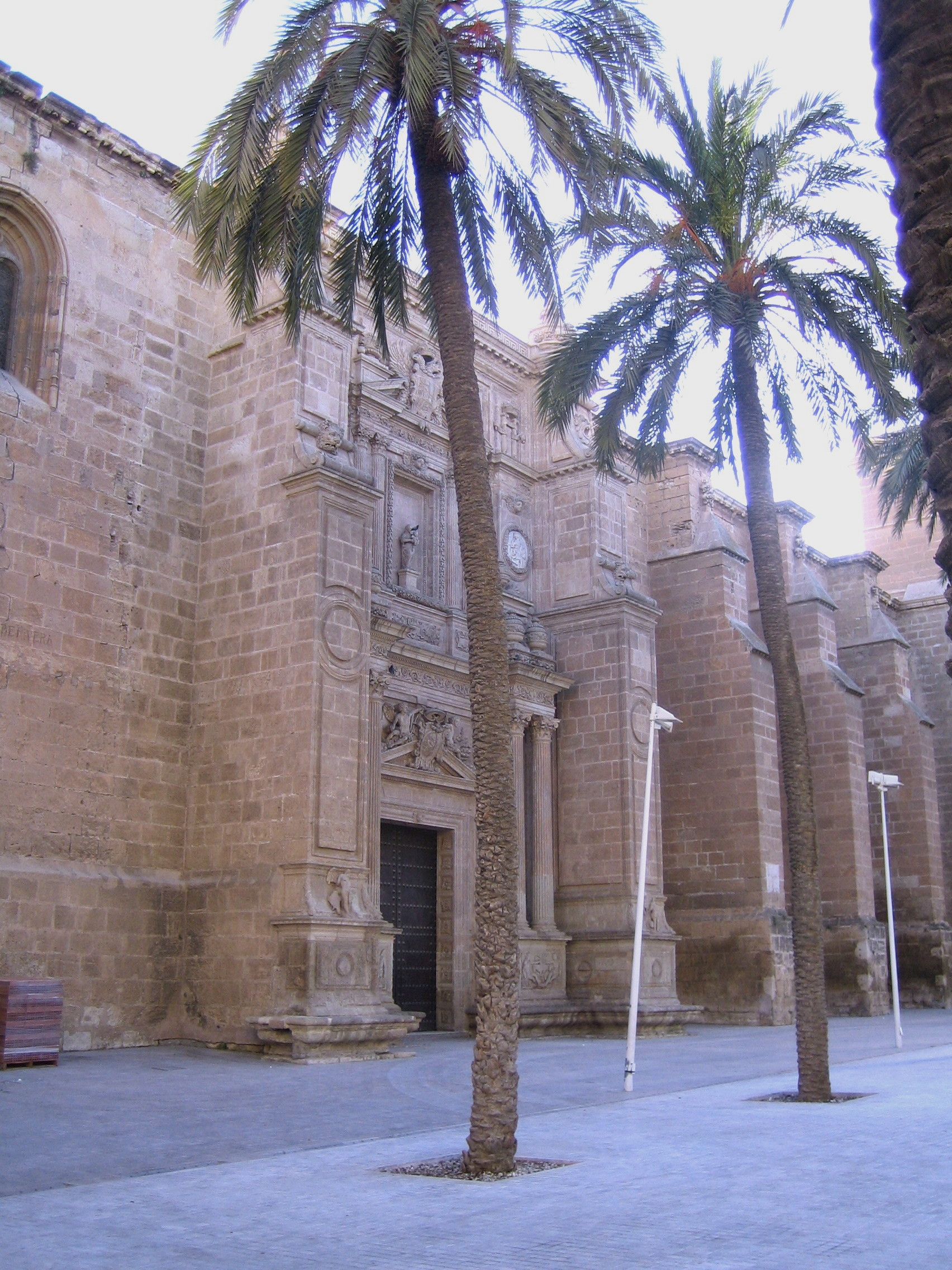
Fachada de la catedral

Catedral de la Encarnación de Almería
Tras quedar el templo primitivo dañado por un terremoto en 1522, el obispo Fray Diego Fernández de Villalán ordenó su construcción cuatro años después, pero no fue completada hasta el siglo XVIII. Presenta planta de salón de estilo gótico tardío con tres naves de cubierta plana y elementos defensivos que la hacen una de las pocas catedrales-fortaleza de Europa. Tres capillas, en la cabecera y girola, conforman una planta de forma rectangular. En el transepto y sobre el crucero se sitúa la linterna renacentista, obra de Juan de Orea, autor también de la sacristía y del patio de armas, convertido en claustro neoclásico por Ventura Rodríguez durante el siglo XVIII. El templo cuenta con una torre del homenaje del siglo XVII en el ángulo noroeste y dos portadas renacentistas: la principal y la de los Perdones, construidas entre 1550 y 1573 por Juan de Orea. También destacan la sacristía, renacentista, el trascoro, el altar mayor y las capillas de San Indalecio y del Cristo de la Escucha, que alberga el sepulcro del fundador.
Otras iglesias y conventos

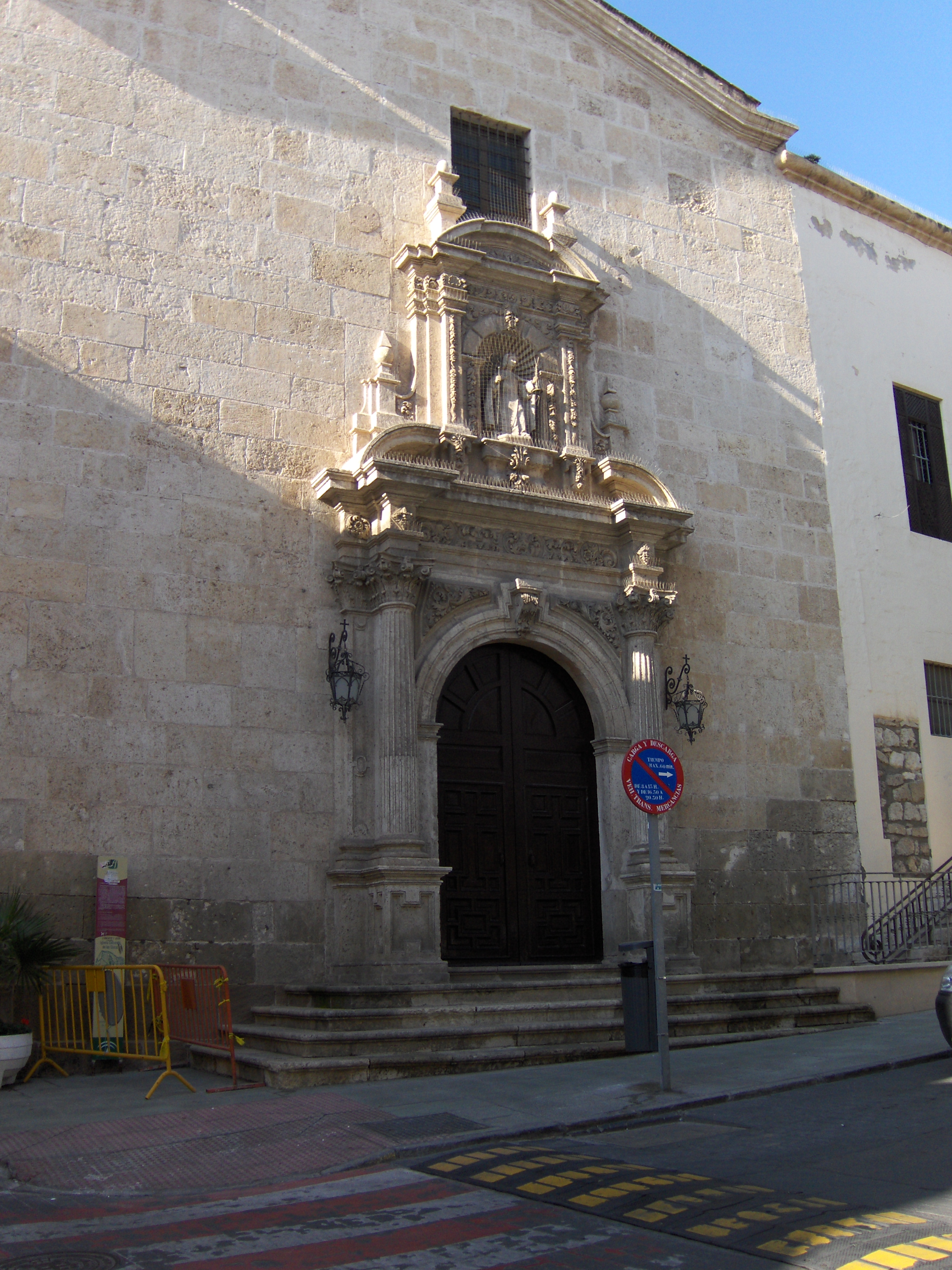
Convento de Santa Clara

Quizá la más interesante sea la de San Juan Evangelista, construida a principios del siglo XVII por orden de Fray Juan de Portocarrero sobre la antigua mezquita mayor, pues conserva los restos de la quibla y el mihrab de esta, con decoración almohade del siglo XII. La basílica de Santo Domingo y santuario de la Virgen del Mar, del siglo XVIII, fue fundada por los dominicos en el XV como convento y tiene especial significación, pues alberga la imagen de la Virgen del Mar, patrona de Almería, talla gótica policromada. La decoración barroca actual es obra de Jesús de Perceval, creador asimismo del camarín de la imagen.
Una de las más antiguas de la ciudad es la iglesia de Santiago, mandada por los Reyes Católicos a principios del siglo XVI y diseñada por Juan de Orea, que cuenta con portada renacentista y un relieve de Santiago Matamoros, bóveda de madera mudéjar y una capilla a Santa Lucía.
La ciudad conventual da sus primeros pasos con el convento de las Puras y el de las Claras. El primero fue fundado en 1515 por Gutierre de Cárdenas; destacan en él la portada y torre mudéjar. La iglesia, de una sola nave, conserva altar mayor y decoración barroca del XVIII. El de las Claras fue fundado en 1590, finalizando las obras en 1756. Durante la Guerra Civil sufrió un incendio del cual se salvó solo la iglesia.
Cabe destacar, por fin, otras iglesias como la de San Sebastián o la de San Pedro, neoclásica de finales del XVIII, que se levantó en el solar del antiguo convento de San Francisco.

### Lugares de interés
Parques y jardines

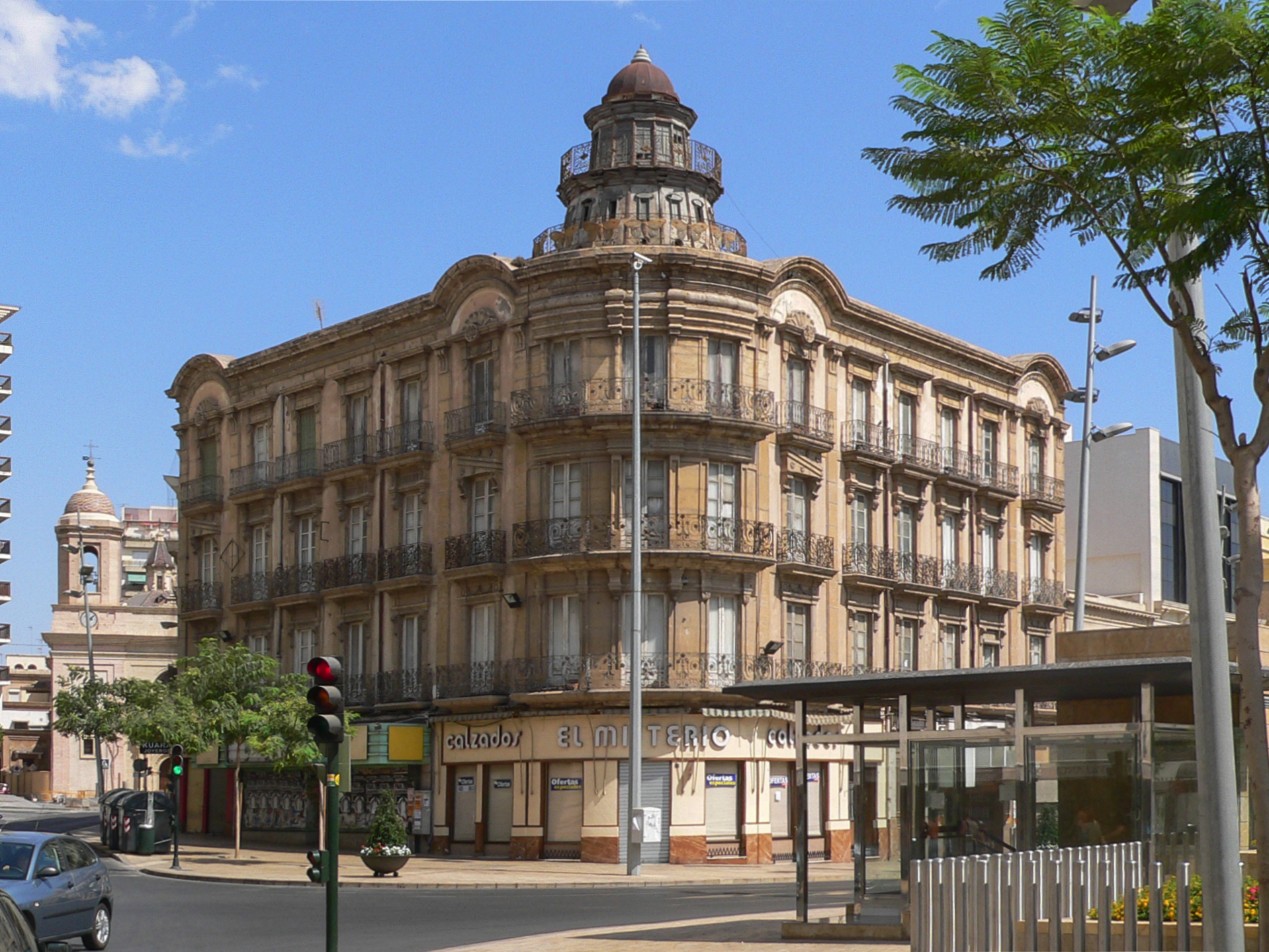
La Casa de las Mariposas, situada en la Puerta de Purchena

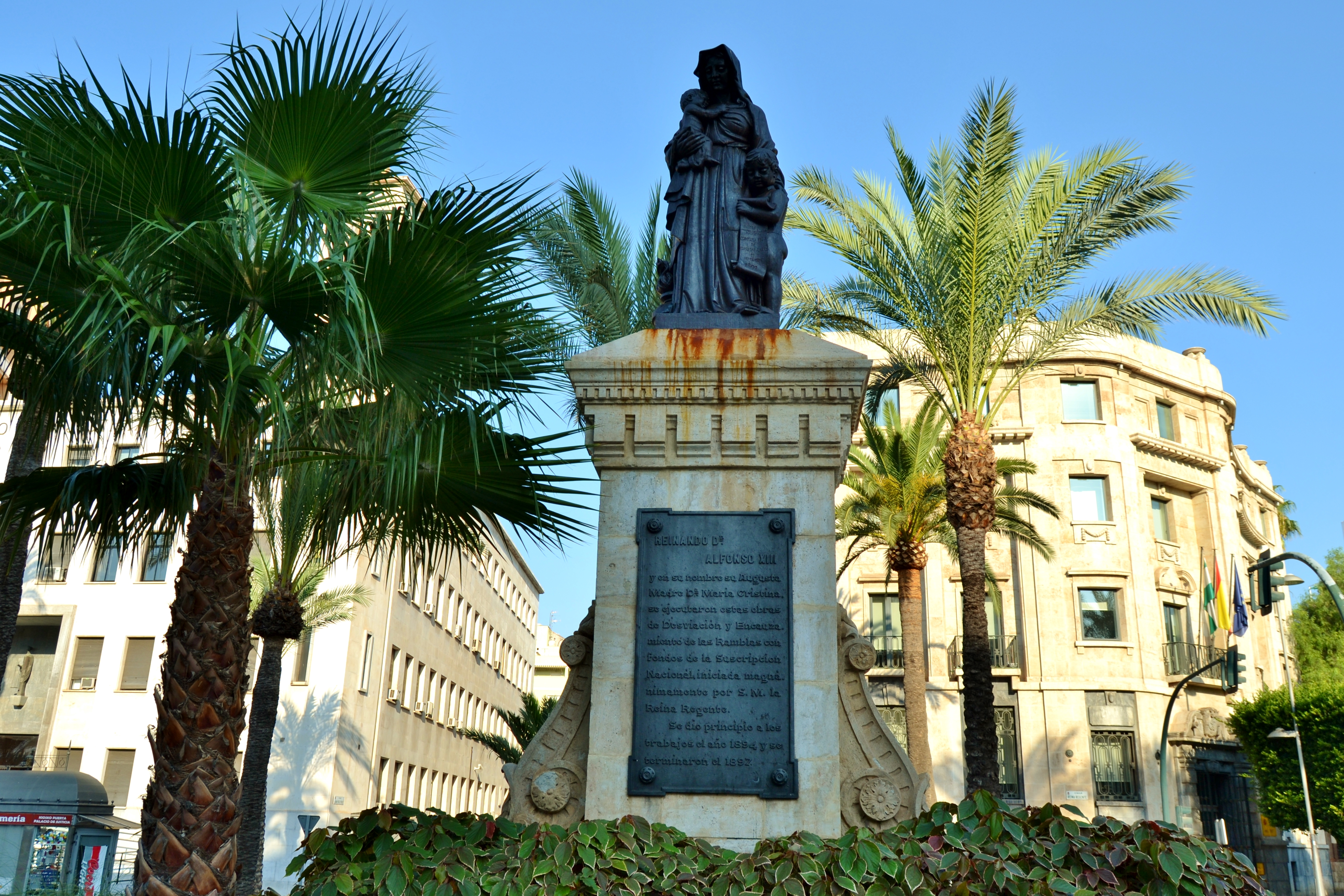
Estatua de la Caridad ubicada en la Rambla de Belén antes de su restauración

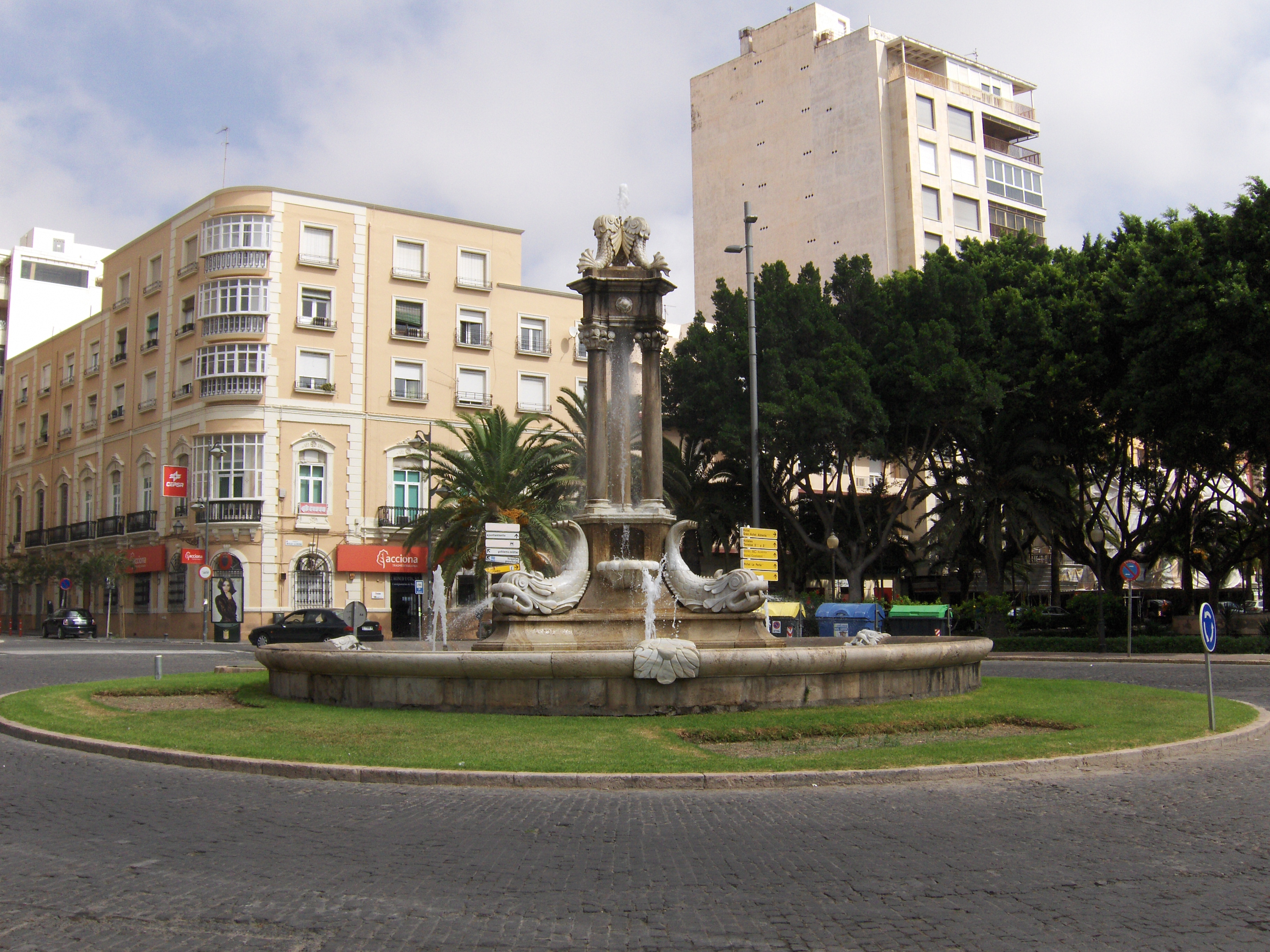
Fuente de los peces situada en el parque Nicolás Salmerón

Monumento a los mártires de la libertad, plaza de la Constitución

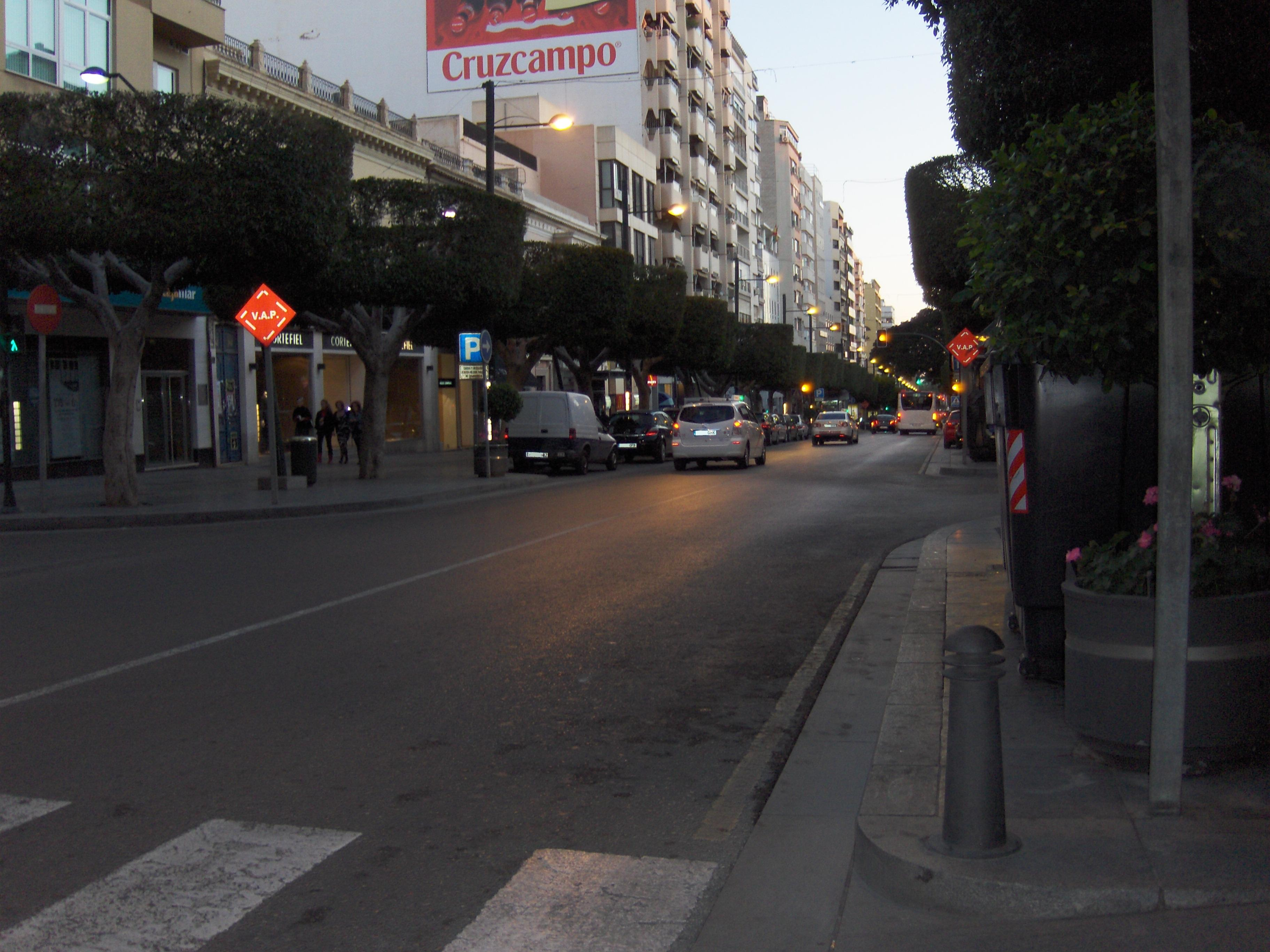
Paseo de Almería

- Parque Nicolás Salmerón, se encuentra entre el puerto y la ciudad y dividido en dos zonas: el parque Viejo, obra de José Mª de Acosta y poblado de árboles centenarios, que se extiende desde la rambla de La Chanca hasta la Fuente de los Peces, obra de Jesús de Perceval; y el parque Nuevo desde la Fuente de los Peces hasta la avenida de la Reina Regente, diseño de Guillermo Langle y adornado con estanques y fuentes.[219]

- Parque de las Almadrabillas, situado en la desembocadura de la Rambla de Belén. Rodea el Cable Inglés y el Monumento a los Almerienses Víctimas del Holocausto, formado por 170 columnas de cemento, una por víctima.[220]

- Parque del Andarax.
- Parque de las Familias.

Calles y plazas
- Puerta de Purchena, la antigua puerta de Pechina, cuyo nombre se vio alterado tras la conquista cristiana. Su urbanismo es propio de la arquitectura burguesa del siglo XIX, representada en edificaciones como la Casa de las Mariposas.[221]

- El paseo de Almería, con amplia variedad de cafés y restaurantes, es el centro de su actividad comercial y bancaria así como también el de la provincia. Surgió tras el derribo de la muralla en 1855, contando con varios ejemplos de arquitectura burguesa, como el Círculo Mercantil (1888).[221] En ella, se encuentra también la estatua del afamado Beatle John Lennon, levantada en recuerdo de su estancia en el lugar.[222]

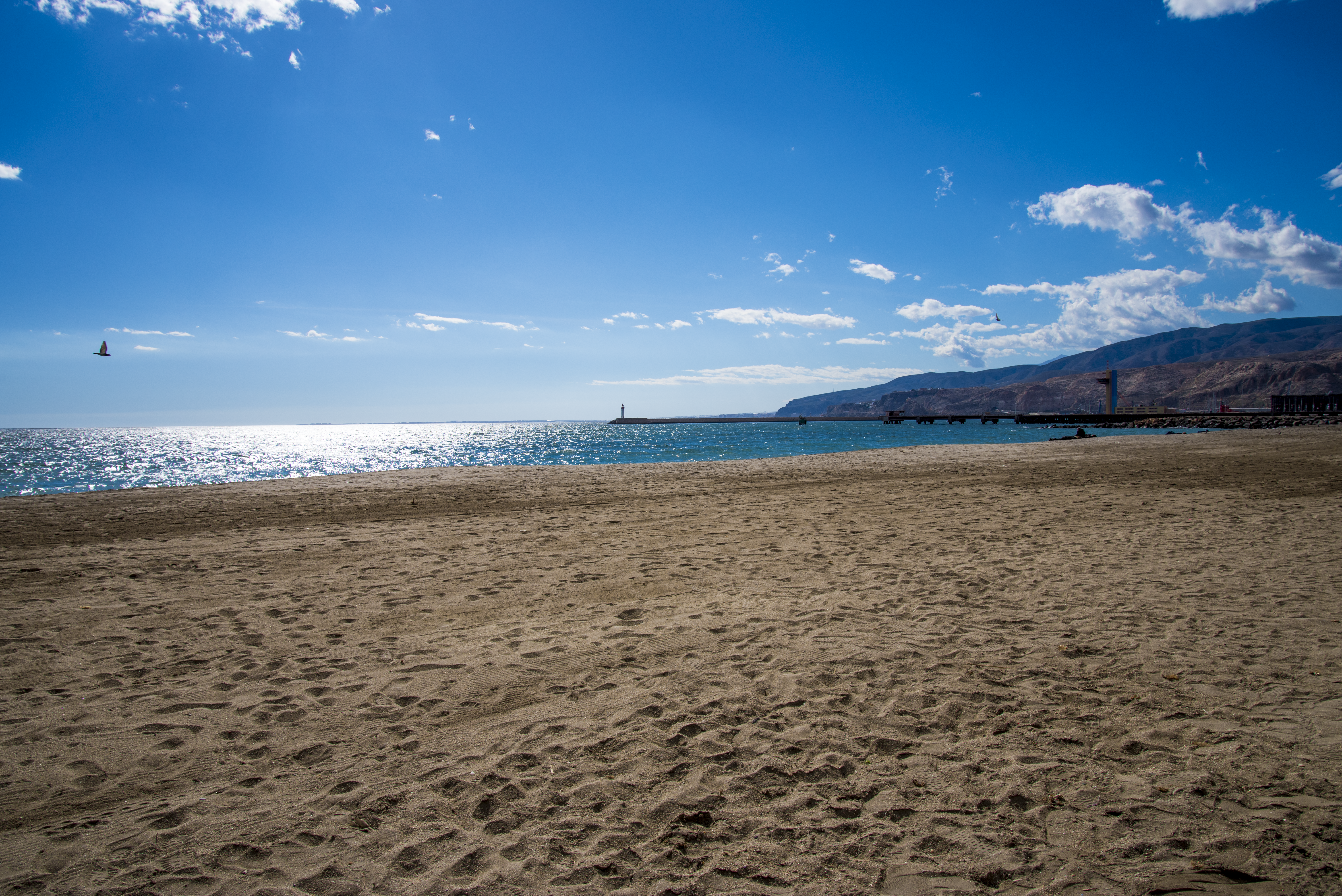
Playa de El Zapillo

- Rambla de Belén, por la que discurrió el cauce homónimo; en 1996 fue embovedada, convirtiéndose en una importante zona comercial y de ocio que atraviesa la ciudad de norte a sur. En ella se levantan diversas esculturas, que se sumaron a la estatua de la Caridad, monumento levantado a finales del siglo XIX en homenaje a las víctimas de las inundaciones de 1891.[223]

- La plaza de la Constitución, conocida también como plaza Vieja, fue zoco musulmán, consolidándose su carácter de plaza en el siglo XIX. En ella se encuentra la sede del ayuntamiento de la ciudad, diseñado a finales de dicho siglo por el arquitecto almeriense Trinidad Cuartara.[224] Se levanta asimismo en la plaza el Monumento a los Mártires de la Libertad, apodado el Pingurucho, que conmemora el levantamiento de los Coloraos contra el absolutismo de Fernando VII. El original se comenzó a construir en 1868 y estaba situado en la Puerta de Purchena. Derribado por el franquismo en 1943, fue reconstruido en 1988.[77]

- En el centro histórico, declarado Bien de Interés Cultural,[225] destacan calles como las de la Almedina, Real, de las Tiendas y de la Reina, y la plaza Bendicho, uno de los lugares preferidos por la aristocracia de los siglos XVI y XVI. En ella se encuentran la Casa de los Puche y la de la Música, de los siglos XVIII y XIX, actual Patronato Provincial de Turismo.[210]

## Cultura

### Arquitectura

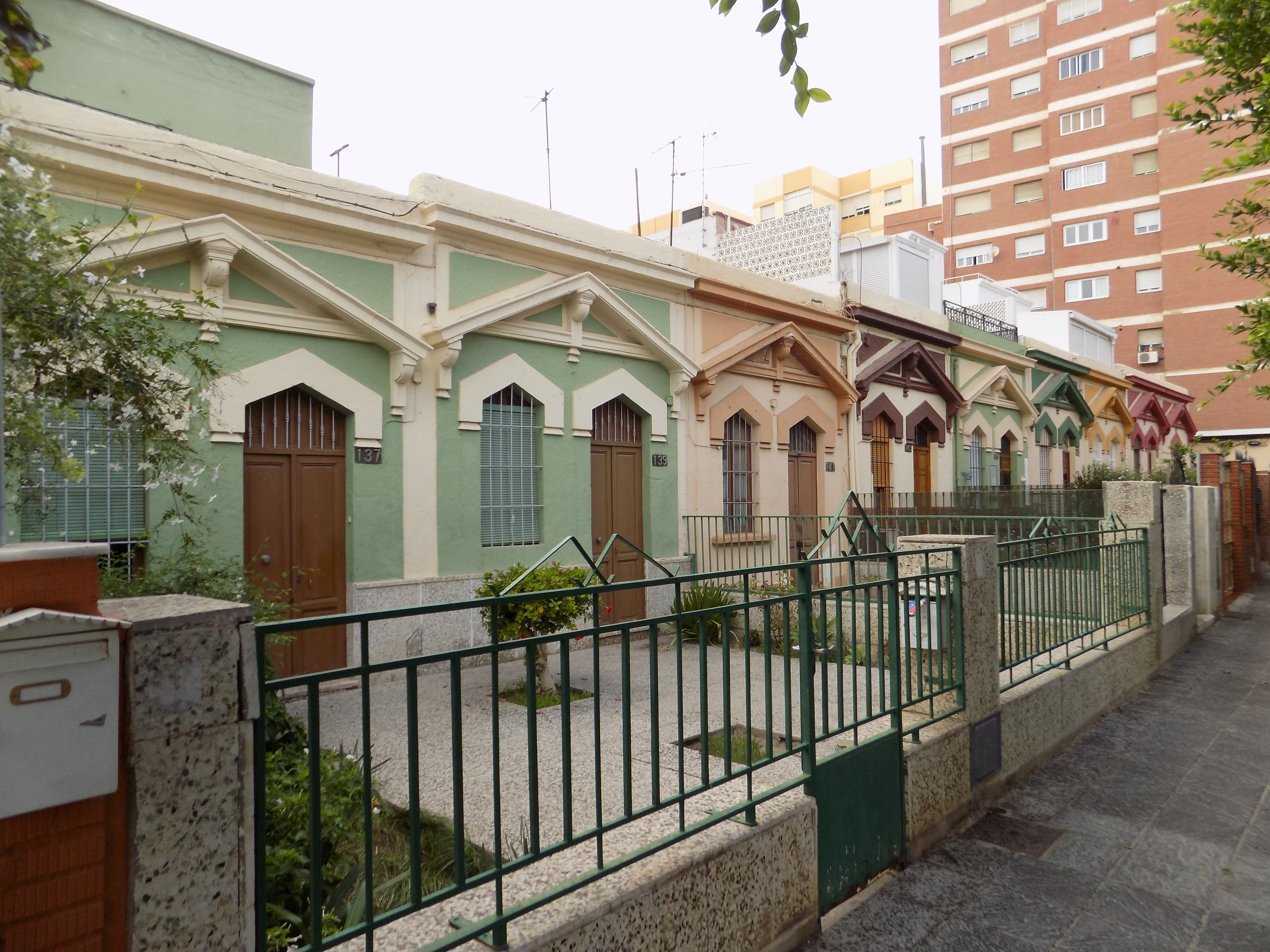
Arquitectura de puerta y ventana

Los primeros ensanches de la ciudad constan de una gran cantidad de ejemplos de arquitectura de puerta y ventana, desarrollada desde finales del siglo XIX por el arquitecto local Guillermo Langle y que se desarrolló exclusivamente en esta ciudad para solventar el problema de la falta de terrenos edificables.

### Museos

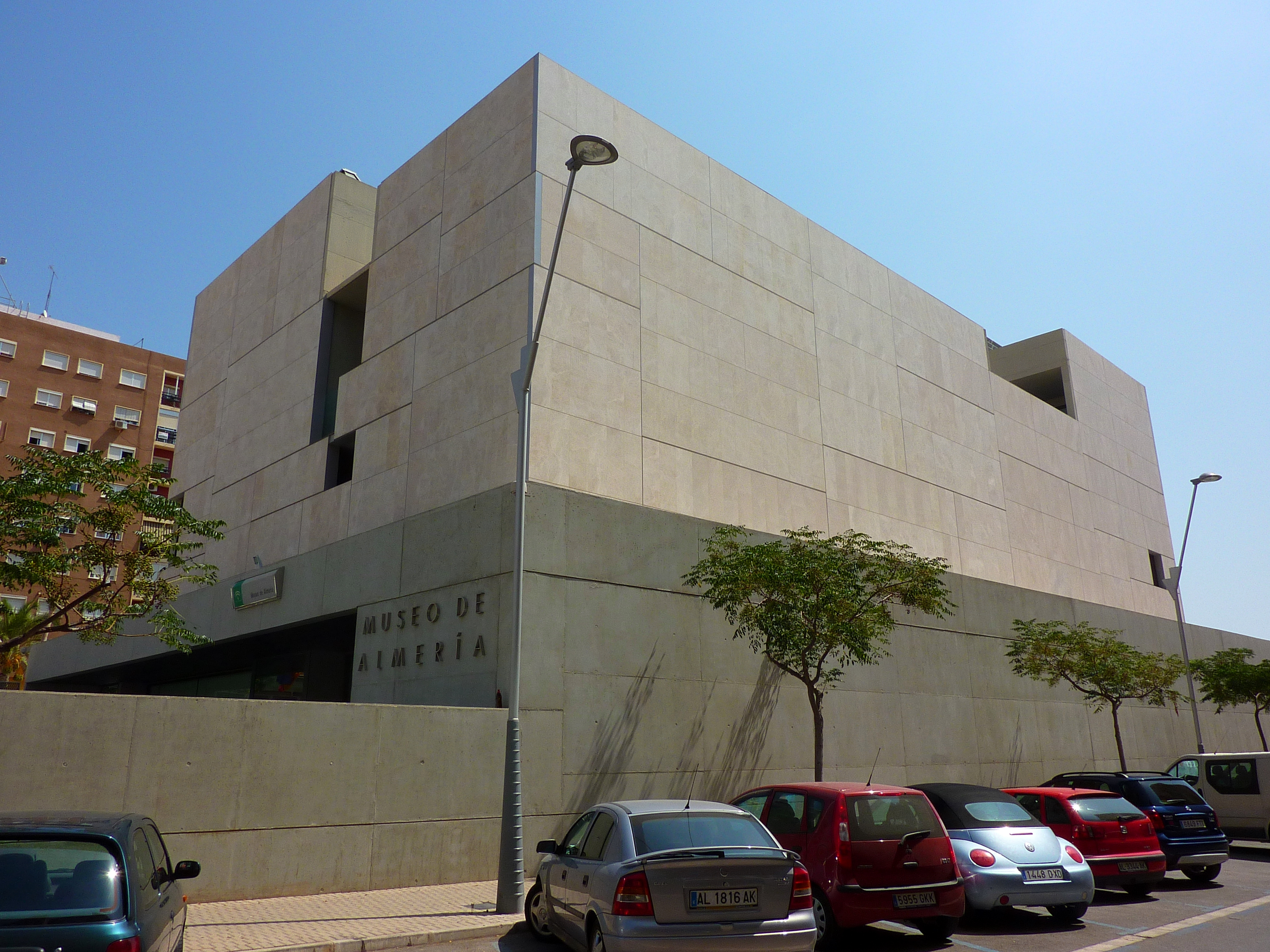
Museo de Almería

Almería posee una propuesta museística variada y de calidad, donde se exponen colecciones de interés artístico, etnológico y cultural:
- El Museo del Realismo Español Contemporáneo (MUREC) fue inaugurado en 2024 en el antiguo hospital de Santa María Magdalena y muestra una colección de arte realista del último siglo en la que destacan autores como Joaquín Sorolla, Ignacio Zuloaga, Julio Romero de Torres y Antonio López.[226]
- El edificio del Museo de Almería, inaugurado en 2006, es obra de Ángela García de Paredes e Ignacio García Pedrosa. Alberga fondos arqueológicos hallados en la provincia desde la Prehistoria hasta la época musulmana, la mayoría correspondientes a excavaciones realizadas por el arqueólogo hispano-belga Luis Siret. Son especialmente relevantes los de las culturas de Los Millares y El Argar, dos de las más importantes de la España prerromana. También sobresale la colección de maqabriyyas, lápidas funerarias musulmanas de las que Almería fue uno de los centros de producción más destacados.[227]

- El Centro Andaluz de la Fotografía, creado en 1992, se ubica en el edificio del Liceo. Ofrece exposiciones, talleres, edición de catálogos fotográficos, investigación, divulgación y recuperación del patrimonio gráfico andaluz, producción propia y colaboración con instituciones y colectivos relacionados con la fotografía.[228]

- El Museo de Arte de Almería, dividido entre el espacio 2, ubicado en El Preventorio, chalet neomudéjar firmado por Guillermo Langle en 1927, y que alberga exposiciones temporales de arte contemporáneo; y el Museo de Arte doña Pakyta, abierto e integrado en la institución en 2015, ubicado en la casa Montoya.[229]

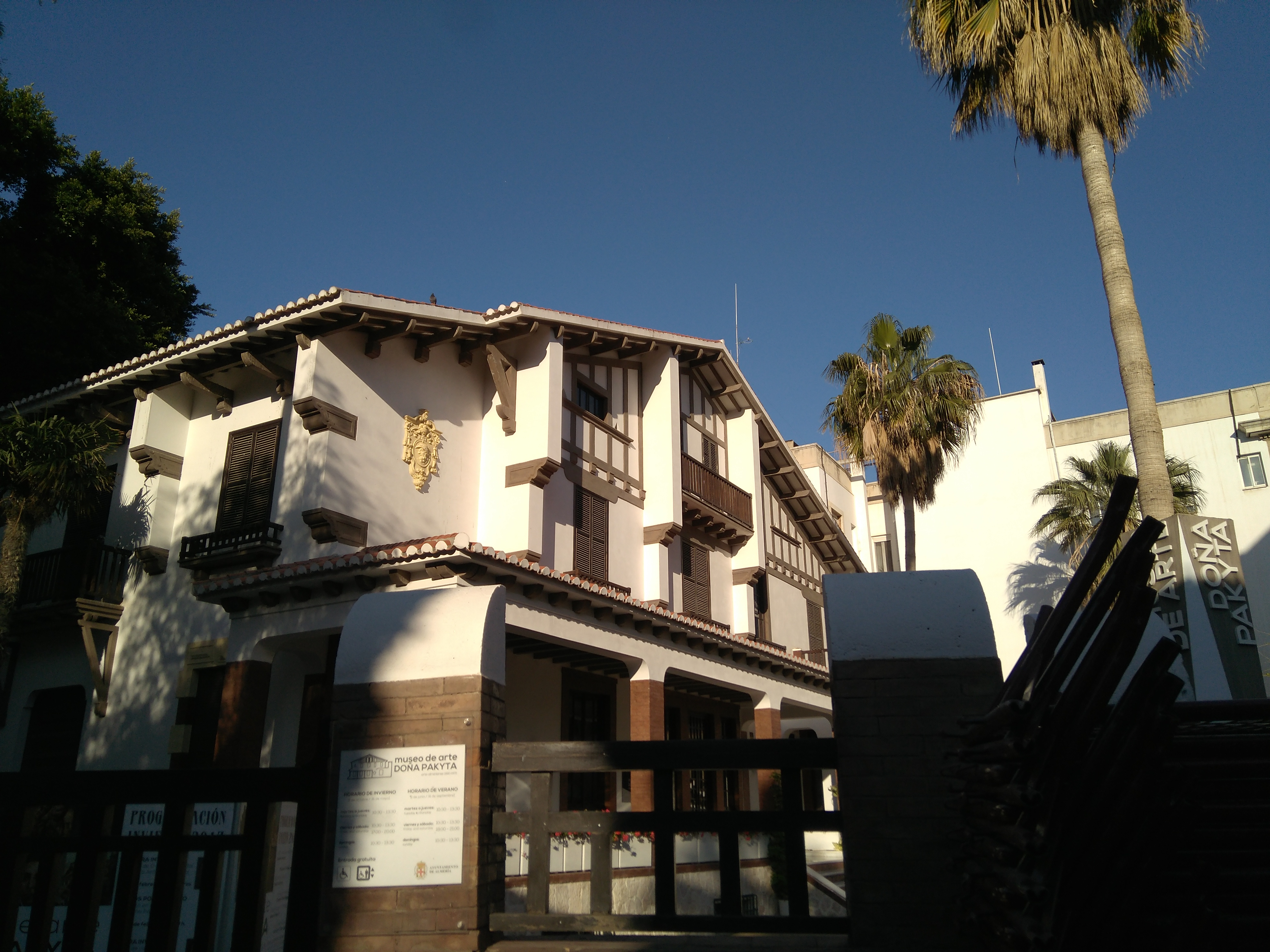
Casa Montoya, una de las dos sedes del Museo de Arte de Almería

- La Casa del Cine es un centro de interpretación dedicado a la época dorada del cine en Almería y a la estancia de John Lennon en la ciudad y que se ubica en el Cortijo Romero, antiguo palacete burgués de 1866.[230]

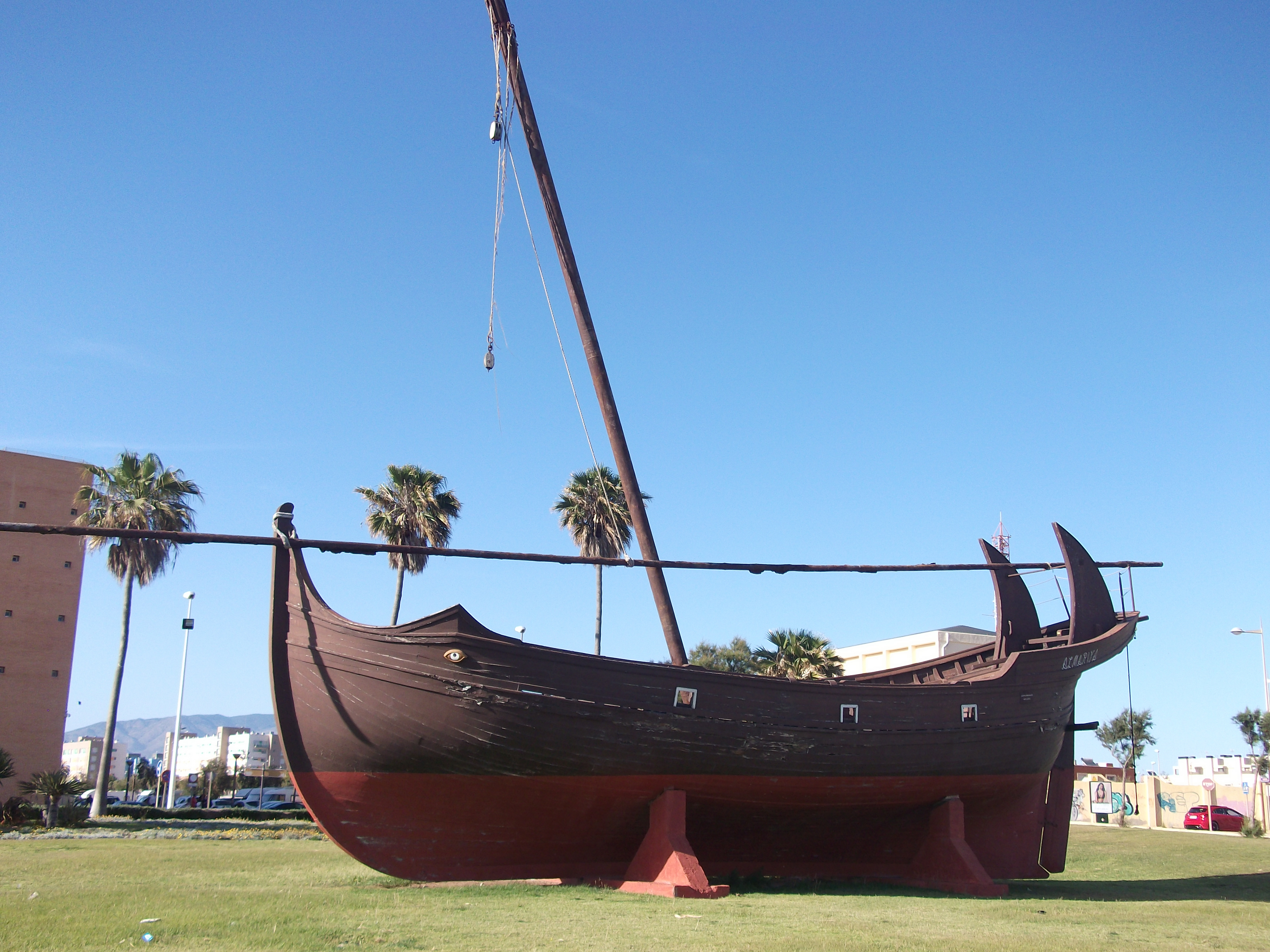
Faluca Almariya, réplica de barco hispano-musulmán

- El Museo de la Guitarra, situado junto a la catedral, en la ronda del Beato Diego Ventaja. Es un museo dedicado a la guitarra, y al creador de su configuración actual, Antonio Torres Jurado, natural de Almería. Cuenta con salas dedicadas al oficio de lutier, a la historia y evolución de la guitarra, de la ciudad de Almería, y salas interactivas con información sobre tipos de guitarras y guitarristas. Además, cuenta con sala de exposiciones, sala de usos múltiples, salón de actos y diversos espacios comunes.[231]

- Los Refugios de la Guerra Civil fueron construidos en 1938 por el arquitecto almeriense Guillermo Langle para alojar a la población en caso de bombardeos, pero recientemente han sido convertidos en museo. En ellos se pueden ver documentos y objetos de esos años además de un quirófano utilizado durante los ataques.
- El centro de interpretación patrimonial de Almería fue inaugurado en 2014 y desarrolla la historia de Almería de forma cronológica con personajes, monumentos y eventos históricos que ha vivido la ciudad desde su fundación. Está ubicado en la plaza de la Constitución.
- El centro de interpretación de la Puerta de Almería es un espacio arqueológico en el que se pueden ver unas balsas de salazón de época romana y el tramo que se conserva de la antigua muralla califal que rodeaba la ciudad. El centro dispone de varias salas destinadas a diversos periodos históricos.[232]

- La faluca Almariya es una réplica de un barco hispano-musulmán de entre los siglos X y XIV, atracado en el Club de Mar. En su bodega se exponen objetos de la época que muestran las relaciones que con el ámbito mediterráneo tuvo uno de los puertos más importantes del Al-Ándalus.[233]

### Espacios escénicos

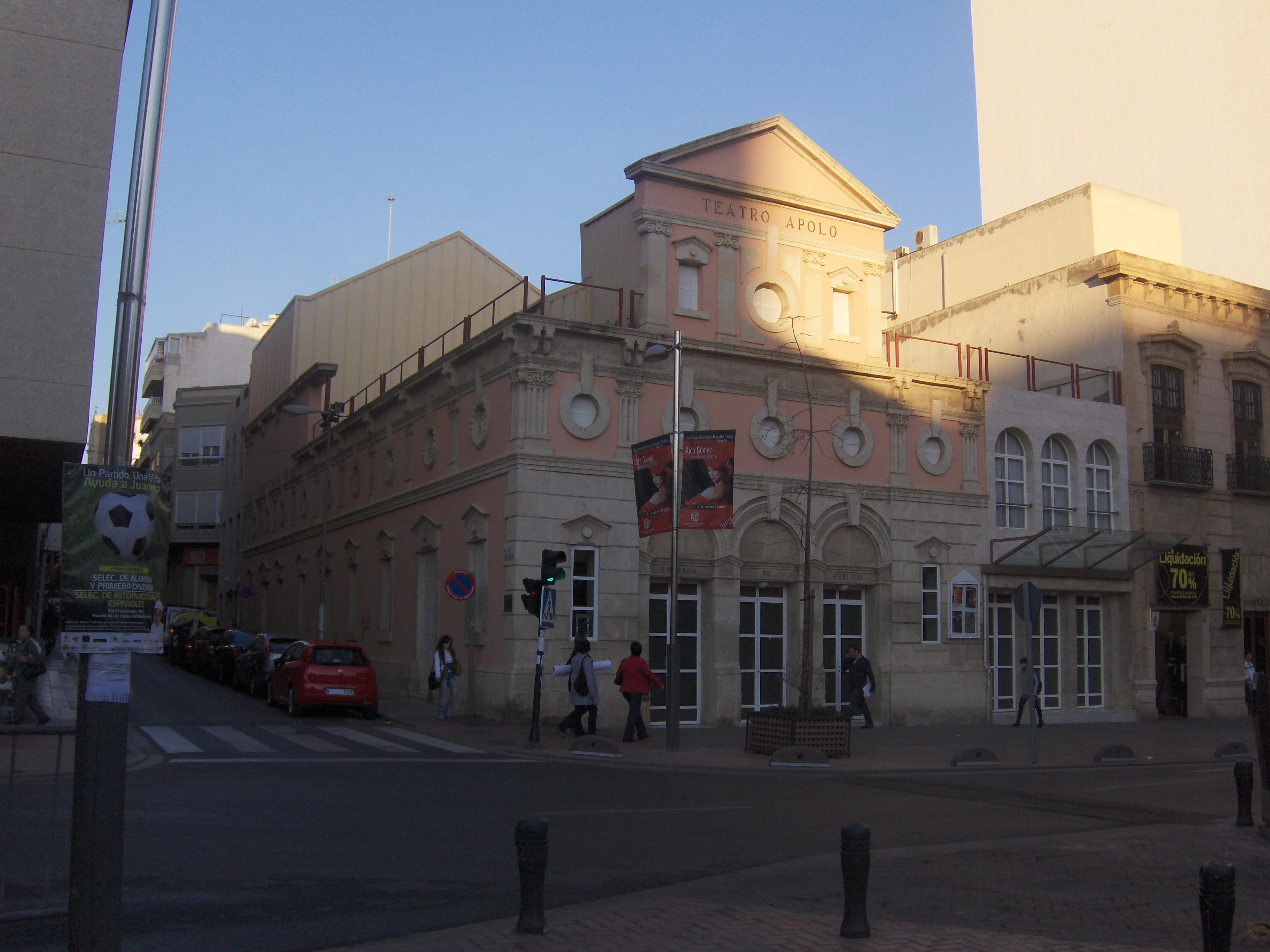
Teatro Apolo

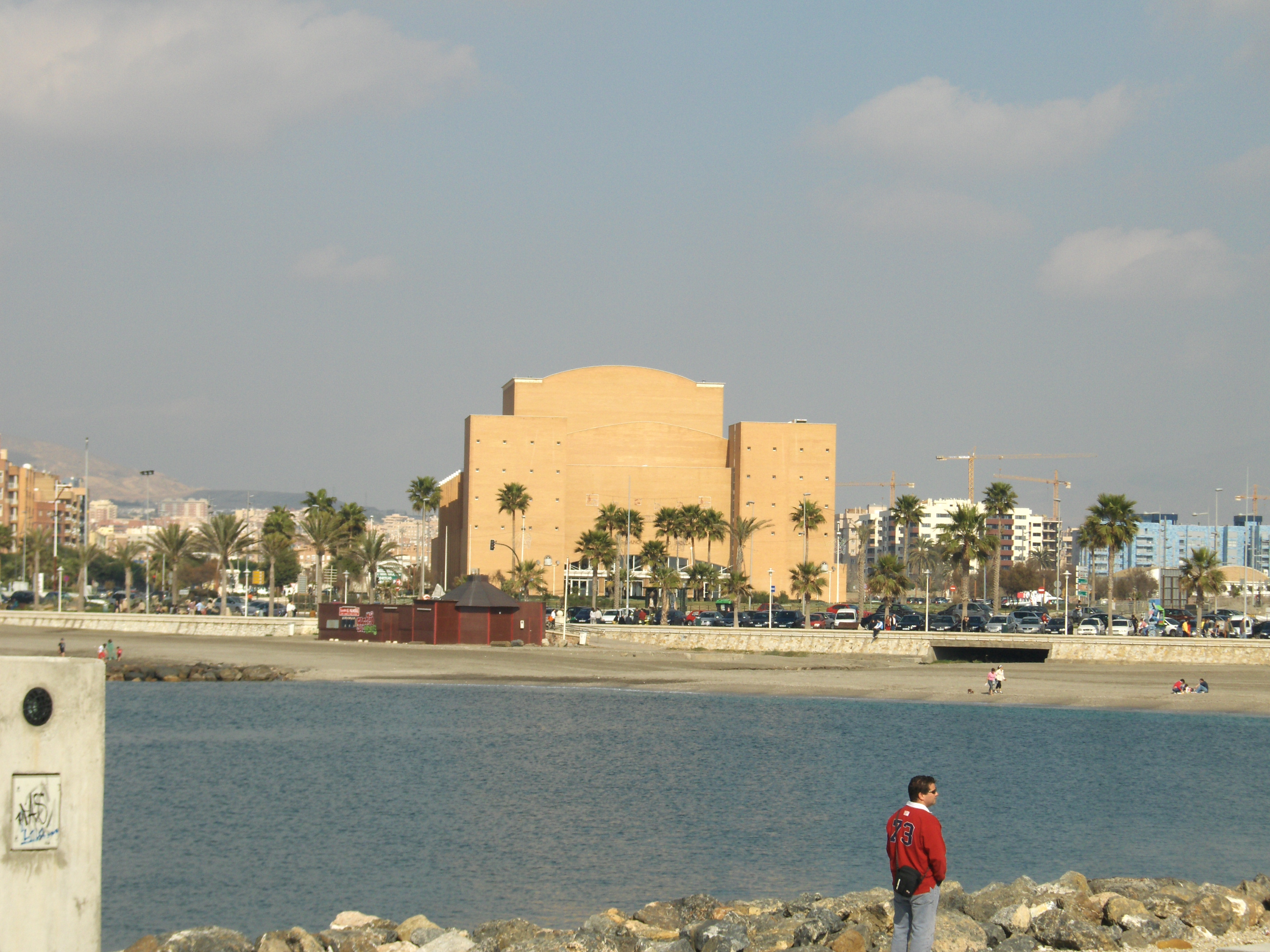
Auditorio Maestro Padilla

Entre los espacios escénicos con que está dotada la ciudad se podrían destacar:
- El Teatro Cervantes ocupa un edificio ecléctico con elementos academicistas y neobarrocos, cuya construcción comenzó en 1898. Posee una amplia platea convertible en salón de baile y tres pisos de palcos sustentados con arcos de medio punto y balaustrada. Es interesante la decoración modernista, la imponente cubierta y la colección de antiguos carteles de fiestas, eventos y espectáculos representados a lo largo del siglo XX. El edificio fue declarado Bien de Interés Cultural en 2002.[234]
- El Teatro Apolo es el único teatro que ha sobrevivido de los muchos que existieron en la ciudad durante el siglo XIX. Su construcción data de 1881. Entre 1986 y 1993 fue remodelado por el arquitecto Ángel Jaramillo, conservándose solo la fachada original. Es de carácter historicista inspirado en el clasicismo y su titularidad corresponde al Ayuntamiento de Almería.[235]
- El Auditorio Maestro Padilla está situado entre los barrios de El Zapillo y Nueva Almería. Fue construido en el año 1992 con diseño del arquitecto José Seguí. Se trata de un teatro cubierto en que la escena es fija y frontal. En él se celebran congresos, exposiciones y representaciones de ópera, teatro, danza y conciertos. Dispone de ambigú, guardarropa y acceso para minusválidos.[236]
- Anfiteatro de la Rambla, es un anfiteatro al aire libre situado en la conjunción de la avenida Federico García Lorca con la rambla Amatisteros donde se celebran conciertos de bandas de música o teatros infantiles.

### Bibliotecas y archivos

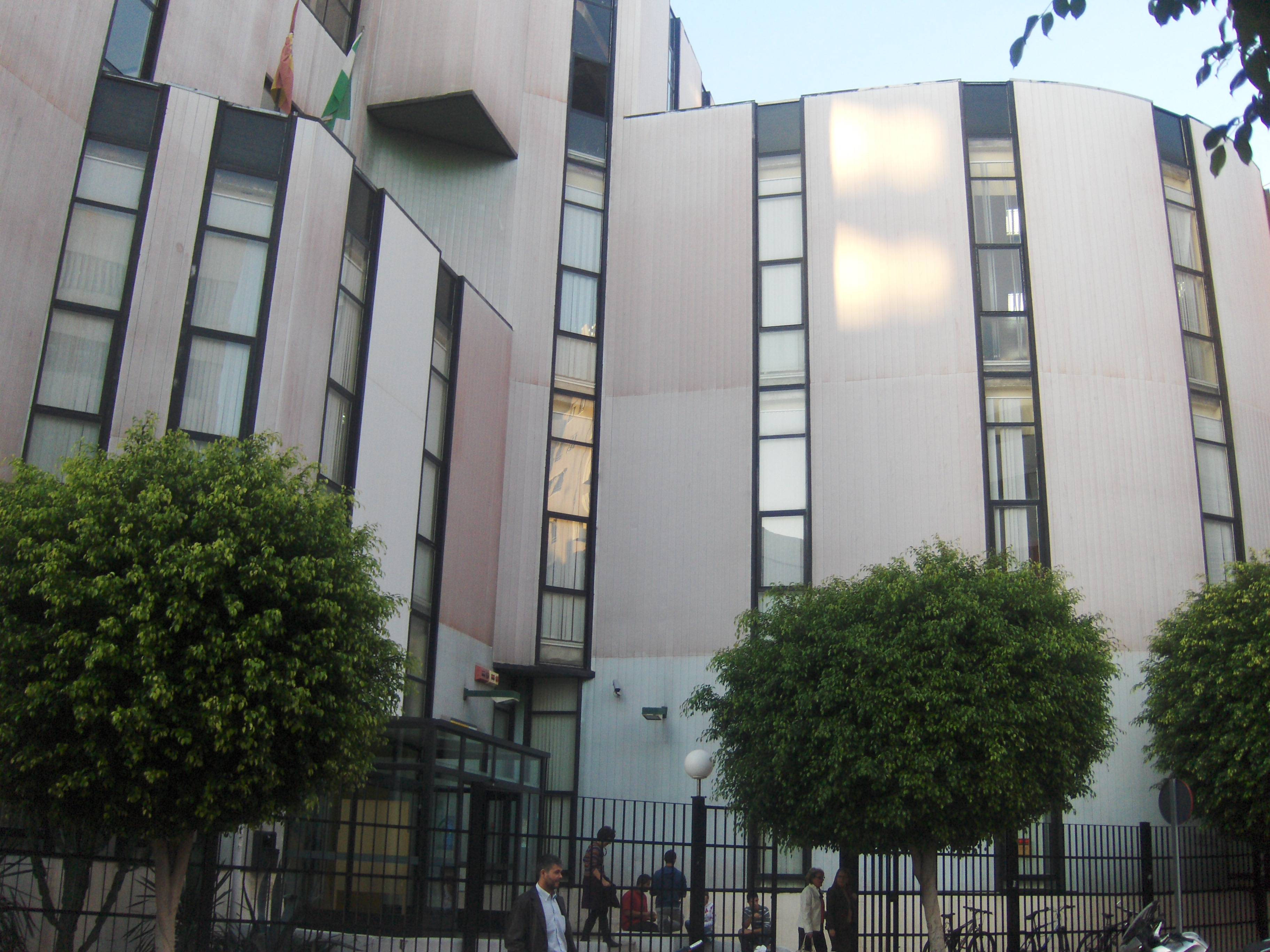
Biblioteca Francisco Villaespesa

- La Biblioteca Francisco Villaespesa, cuyo origen se sitúa en 1850 (aunque el edificio actual data de 1983), es un elemento indispensable en la vida cultural, educativa y de ocio de Almería.[237]

- La Biblioteca Nicolás Salmerón, perteneciente a la UAL, fue inaugurada en 1993 y permanece abierta las 24 horas del día.[238]

- Biblioteca José María Artero: Abierta en octubre de 2019 en el antiguo cuartel de la Policía Local, construido por Guillermo Langle, alberga más de 15 000 libros, más de 2000 elementos audiovisuales, además de contar con salas de estudio abiertas 24 horas en fecha de exámenes.[239]
- Bibliotecas de barrio: La ciudad cuenta con una serie de bibliotecas municipales ubicadas en los barrios de Los Ángeles, La Chanca, El Alquián y Cabo de Gata.[240]
- Biblioteca del mar: Es un espacio cultural ubicado en el Hotel Avenida en colaboración con el IEA, que cuenta con un fondo bibliográfico de más de 50 libros sobre la cultura, historia, el mar y turismo de Almería.[241]
- El Archivo Histórico Provincial, instalado en el Palacio de los vizcondes del Castillo de Almansa, del siglo XVIII, fue fundado en 1932 y conserva gran cantidad de documentos de relevancia histórica para la ciudad y la provincia.[242]
- El Archivo Histórico Municipal, ubicado en el Palacio de los marqueses de Cabra, del siglo XIX. Estuvo en la Casa Consistorial del Ayuntamiento de Almería hasta el 2005 que fue trasladado.
- El Instituto de Estudios Almerienses, organismo de investigación dependiente de la Diputación Provincial, se aloja en una casa del siglo XIX y cuenta con archivo y biblioteca.[243]

### Entidades culturales
- Centro Cultural Idealia: abierto desde 2007, centro multicultural con sala de exposiciones, talleres de voluntariado, sala de conferencias, biblioteca y aulas, para actividades de formación, ecología, música, teatro, filosofía y acción social.[244]

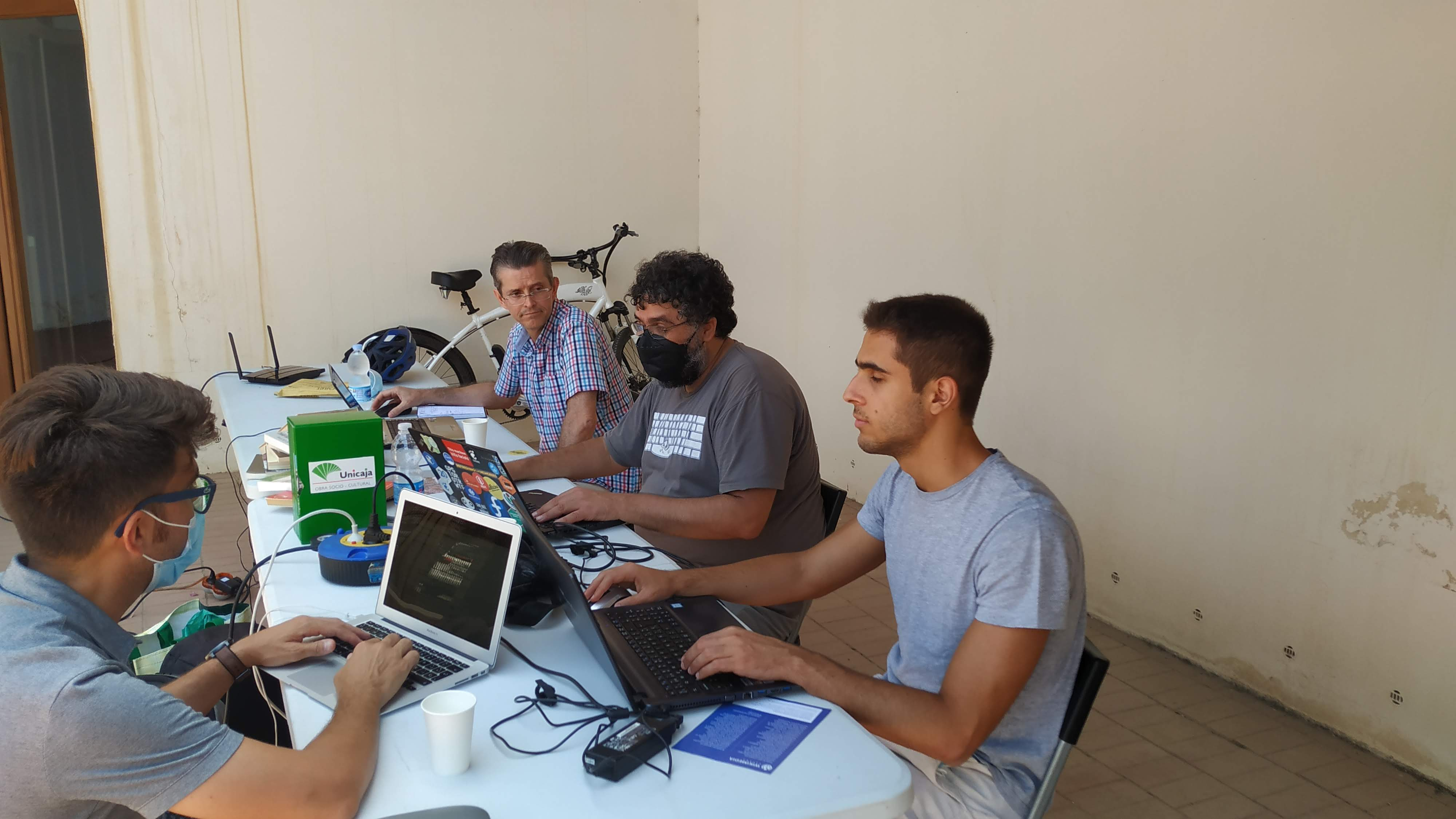
Encuentro de wikipedistas almerienses organizado por La Oficina

- Oficina Producciones Culturales: nacida en 2012, es una asociación que ha construido un espacio colaborativo y comunitario de cultura, divulgación audiovisual, ciencia, tecnología y educativo. Realiza numerosas actividades como charlas, conciertos, proyección de películas, debates, talleres y otra serie de eventos de interés cultural y social. Todo ello desde una perspectiva del acceso libre a estos conocimientos.[245] En el 2021, firma un acuerdo de colaboración con el Ayuntamiento de Almería para realizar actividades culturales en la Casa del Cine, con el objetivo de convertir el museo en un centro de producción audiovisual y de contenidos de todo tipo con colaboración de la sociedad almeriense.[246][247]
- Asociación de Amigos del Alcazaba de Almería: nacida en el 2004, es una asociación de defensa del patrimonio histórico almeriense, así como de su difusión y disfrute.[248] A lo largo de su historia ha colaborado en diferentes proyectos de difusión,[249] tales como la coordinación y la coedición de libros, como el relativo al Convento de las Puras, en colaboración con el IEA.[250] Por otro lado, organiza conciertos, conferencias, visitas guiadas, viajes y excursiones. También ha realizado acciones de defensa del patirmonio histórico, como la actividad «Banderas negras»,en la cual reivindica el mal estado de algunos monumentos y elementos arquitectónicos.[251] Asimismo, ha participado en todo tipo de acciones, concentraciones y manifestaciones exigiendo la conservación y protección del patrimonio histórico almeriense.[252]

### Eventos culturales
Durante todo el año diversos organismos, como la Consejería de Cultura de la Junta de Andalucía, el ayuntamiento, la Universidad y empresas privadas, organizan o patrocinan actos culturales de todo tipo. La siguiente lista señala aquellos que están mejor referenciados y gozan de mayor solera y continuidad:

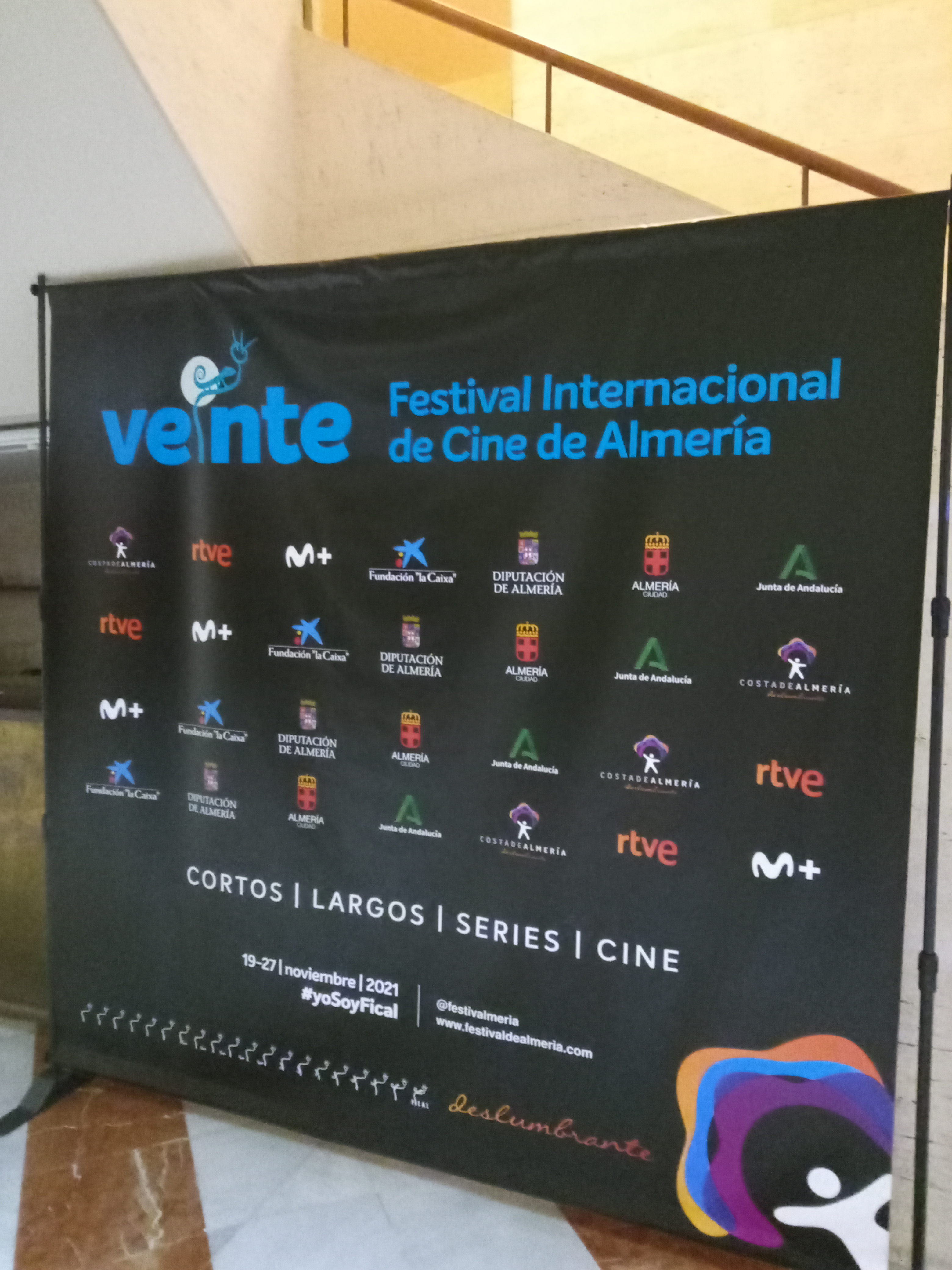
Panel de FICAL 2021

- El Festival Flamenco de Almería, celebrado desde 1966, es el más antiguo de Andalucía y uno de los de mayor solera de España. Reúne durante la Feria de Almería a cantaores, tocaores y bailaores del mayor prestigio en peñas y espacios escénicos de la capital, con un especial énfasis en los cantes de Almería y de Levante.[253]

- La Feria del Libro y la Lectura (LILEC), iniciada por José María Artero en 1975 y celebrada en mayo, se aleja de las tradicionales que se realizan en otras ciudades españolas.[254] Pretende ser más bien un festival en el que tienen cabida conferencias, tertulias y talleres literarios, el grafiti, el cómic y el humor.[255]

- Las Jornadas de Teatro del Siglo de Oro se celebran anualmente desde 1984. En sus comienzos solo existían dos festivales de este género, este y el de Almagro, aunque en 2010 ha llegado a haber hasta 15 muestras.[256] Durante el mes de marzo actúan en los espacios escénicos más importantes de la capital y la provincia las compañías más representativas, habiéndose representado obras de autores como Cervantes, Lorca, Calderón de la Barca, Tirso de Molina, Lope de Vega, Molière o Shakespeare.[257]

- El Festival Internacional de Jazz se celebra todos los años desde 1985 en torno a los meses de octubre y noviembre en el Teatro Apolo y diversos locales de la capital. Han participado en él músicos de prestigio como Chick Corea, Arturo Sandoval o Pedro Iturralde.[258]

- El Festival Internacional de Cine de Almería (FICAL) nació en 1996 como homenaje a su historia cinematográfica y la de la provincia a fin de recuperar el esplendor pasado. Se celebra durante el último trimestre del año en varios espacios de la capital y es acompañado de diversas actividades, como ciclos cinematográficos y conferencias.[259]

- El Encuentro de las Culturas Mediterráneas Alamar, celebrado desde 1999, consta de actividades, la mayoría gratuitas, de teatro, poesía, narrativa y música, así como conferencias sobre los pueblos del Mediterráneo. Se celebra durante quince días en los meses de junio y julio.[260]

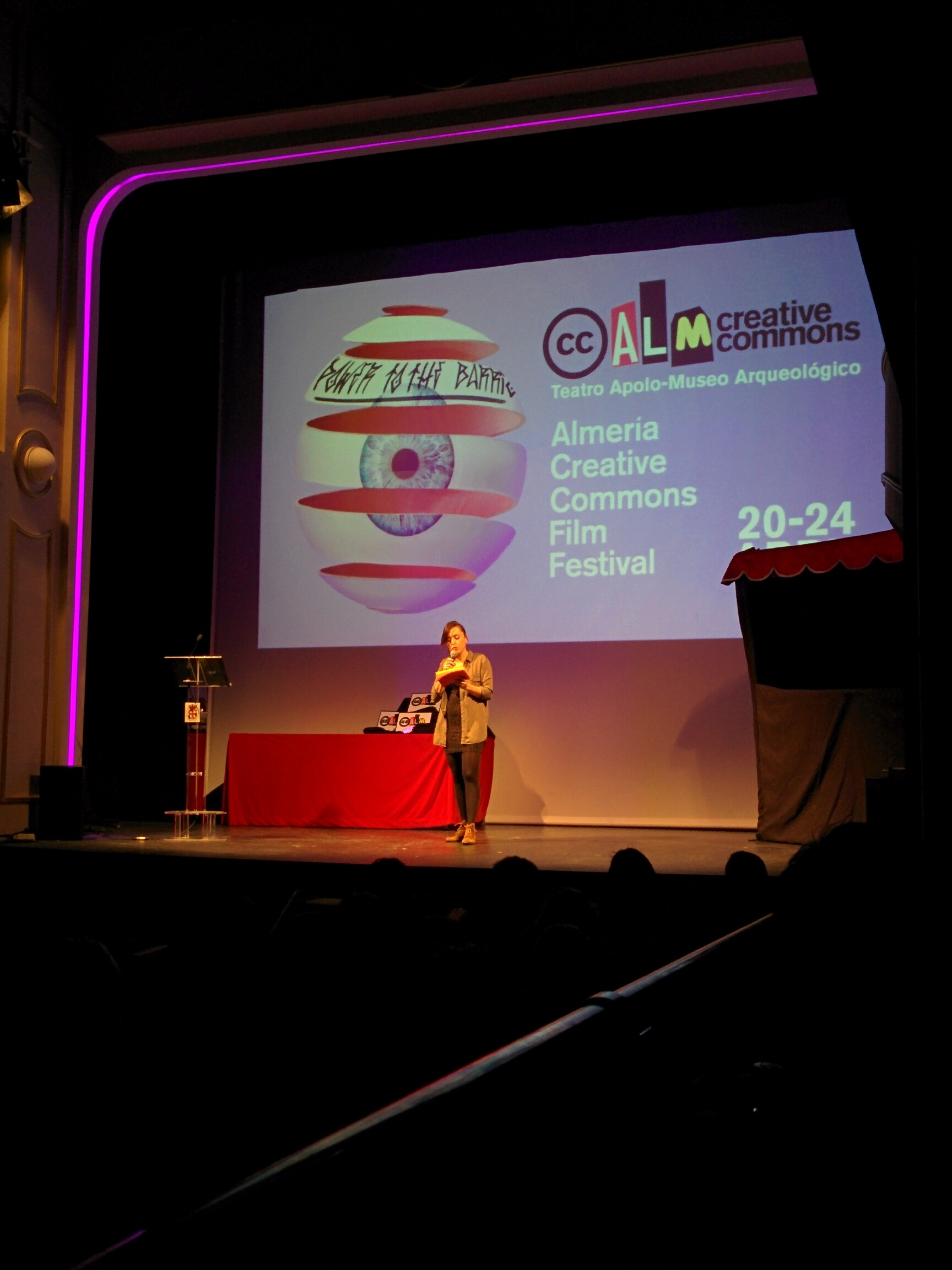
Gala de clausura de Festival de cultura libre y cine Creative Commons de Almería de 2016

- El Certamen Internacional de Guitarra Clásica Julián Arcas se celebra desde 2000 durante el mes de mayo en honor a uno de los guitarristas españoles más prestigiosos del siglo XIX Julián Arcas. Quiere descubrir a las promesas de la guitarra clásica mediante tres concursos internacionales: el Antonio de Torres, el José Tomás y el Julián Arcas, cuyo primer premio consiste en la grabación de un disco y un concierto en el siguiente certamen. En paralelo a la competición se celebran conciertos y conferencias por toda la provincia.[261]

- El Albaida International Silent Film Festival (Festival Internacional de Cine Mudo AISFF) que se celebra desde enero de 2020. Ha sido creado por alumnos del ciclo superior de imagen y sonido del IES Albaida con el objetivo de fomentar y recordar el cine sin diálogo. Su primera edición tuvo lugar en el Museo de Almería, donde tuvo lugar la Primera gala de cortos sin diálogo Ruidos (donde se presentaron más de una treintena de cortos) y la posterior entrega de premios, y en el IES Albaida, donde tuvo lugar un programa especial de radio sobre Buster Keaton, a quien se dedicó la primera edición.[262]

- Festival de cultura libre y cine Creative Commons de Almería: Es un festival de cultura libre que se celebra desde el año 2015, donde se realizan charlas, talleres, conferencias, conciertos, proyecciones y coloquios relacionados con la cultura libre. En algunas ediciones se han realizado concursos de cortometrajes y fotografías bajo la licencia Creative Commons.[263][264]

### Fiestas populares

#### Feria y fiestas en honor a la Virgen del Mar

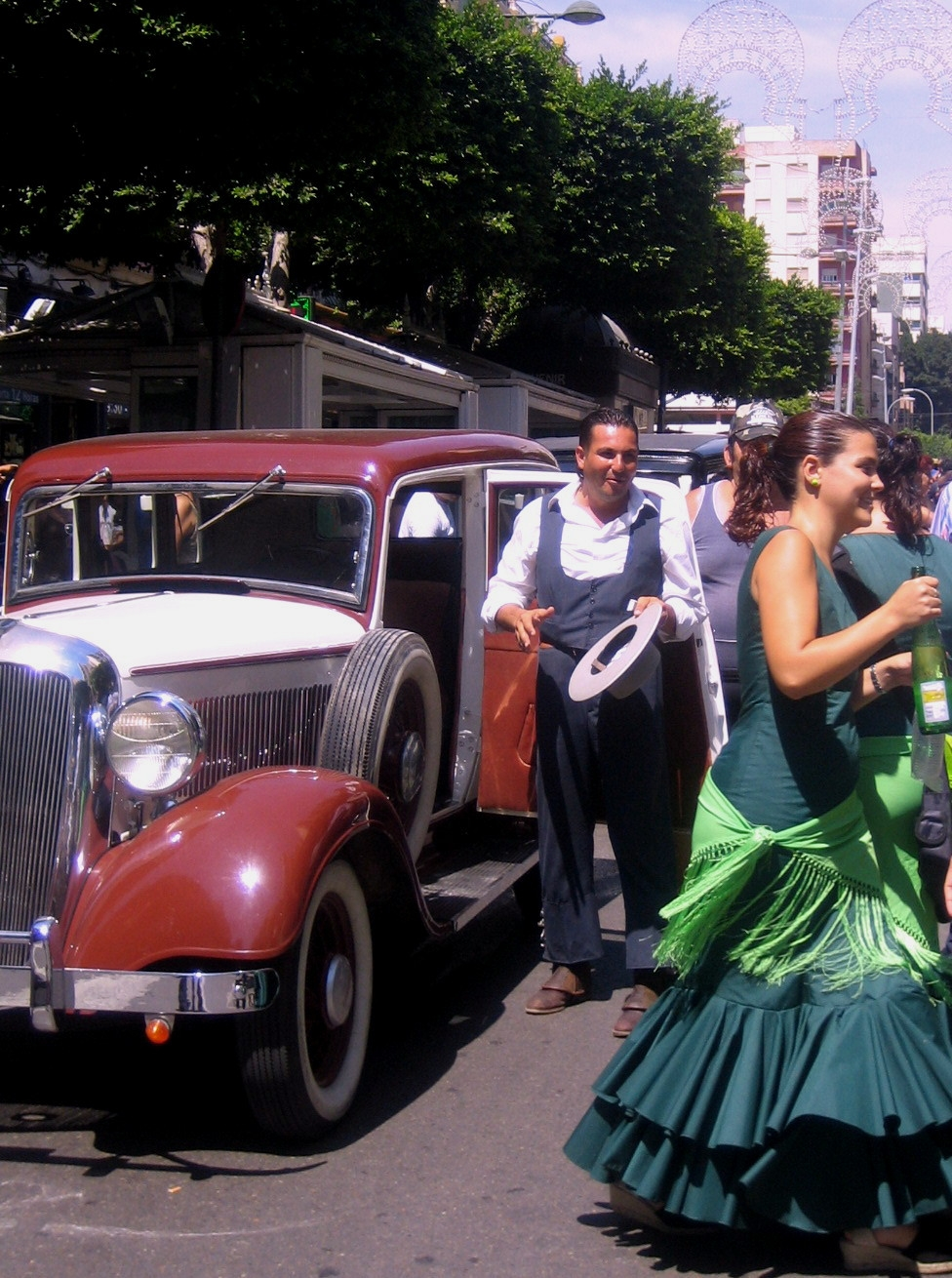
Feria del mediodía

Su fiesta mayor, celebrada en honor a la Virgen del Mar, su patrona, tiene lugar durante la última semana del mes de agosto. Entre las actividades lúdicas y deportivas que trae consigo destacan el campeonato de petanca, la clásica Travesía del Puerto a Nado, la feria de alfarería popular, los tres castillos de fuegos artificiales o la tradicional traca. También se llevan a cabo actividades ecuestres o las famosas corridas de toros por el despliegue de mantones de Manila que adornan la plaza y por la tradición única de la merienda, entre el tercer y cuarto toro.

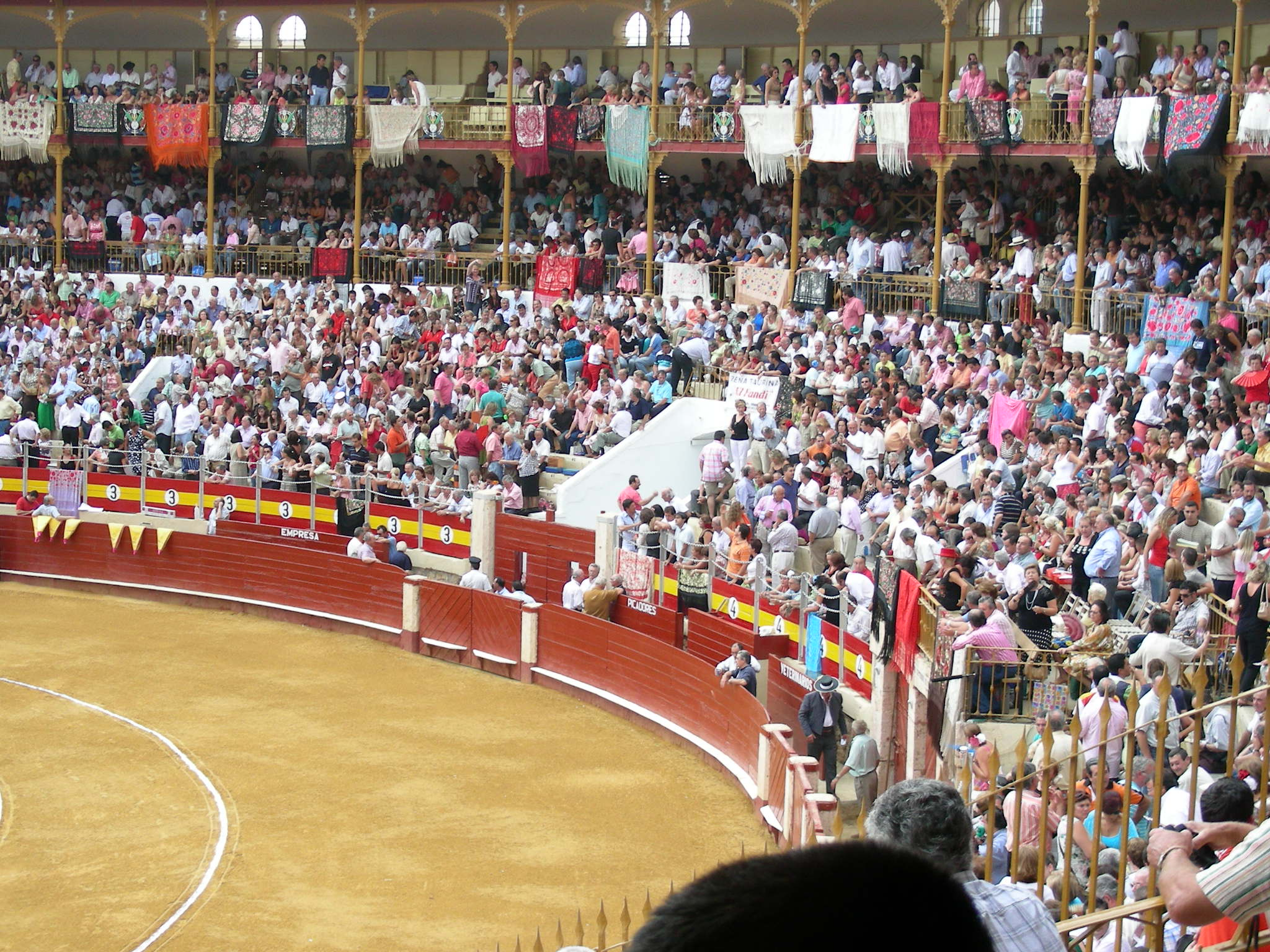
Toros en Almería

La feria en sí se celebra en dos ambientes: la del Mediodía, caracterizada por sus chiringuitos, instalados en el centro histórico, y la feria de noche, instalada en el recinto ferial, con sus casetas, todas de entrada libre, atracciones mecánicas y puestos ambulantes. El antiguo recinto ferial se encontraba situado en la avenida del Mediterráneo, pero desde el año 2010 la feria se realiza en el nuevo recinto ferial situado tras el Estadio de los Juegos Mediterráneos. Paralelamente se celebran eventos culturales como el Festival de Flamenco o el Festival Folclórico de los Pueblos Ibéricos y del Mediterráneo, durante el cual grupos de diferentes países se reúnen para presentar sus bailes y costumbres.

#### Otras fiestas

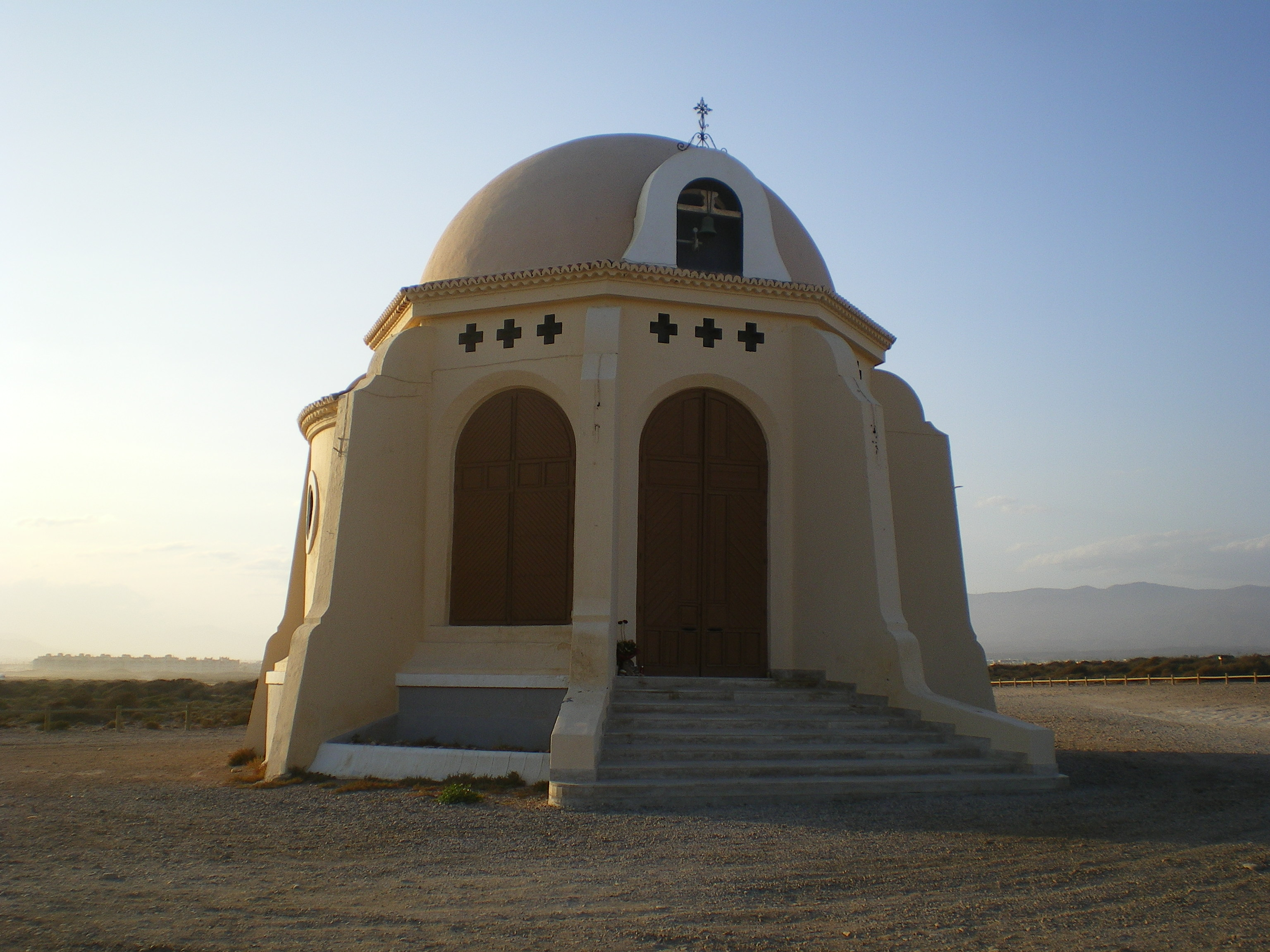
Ermita de Torregarcía

- La Romería de la Virgen del Mar tiene lugar el primer domingo de enero y consiste en una procesión desde el Santuario de la Virgen del Mar hasta la ermita de la playa de Torregarcía, donde según la tradición apareció la imagen.[268]

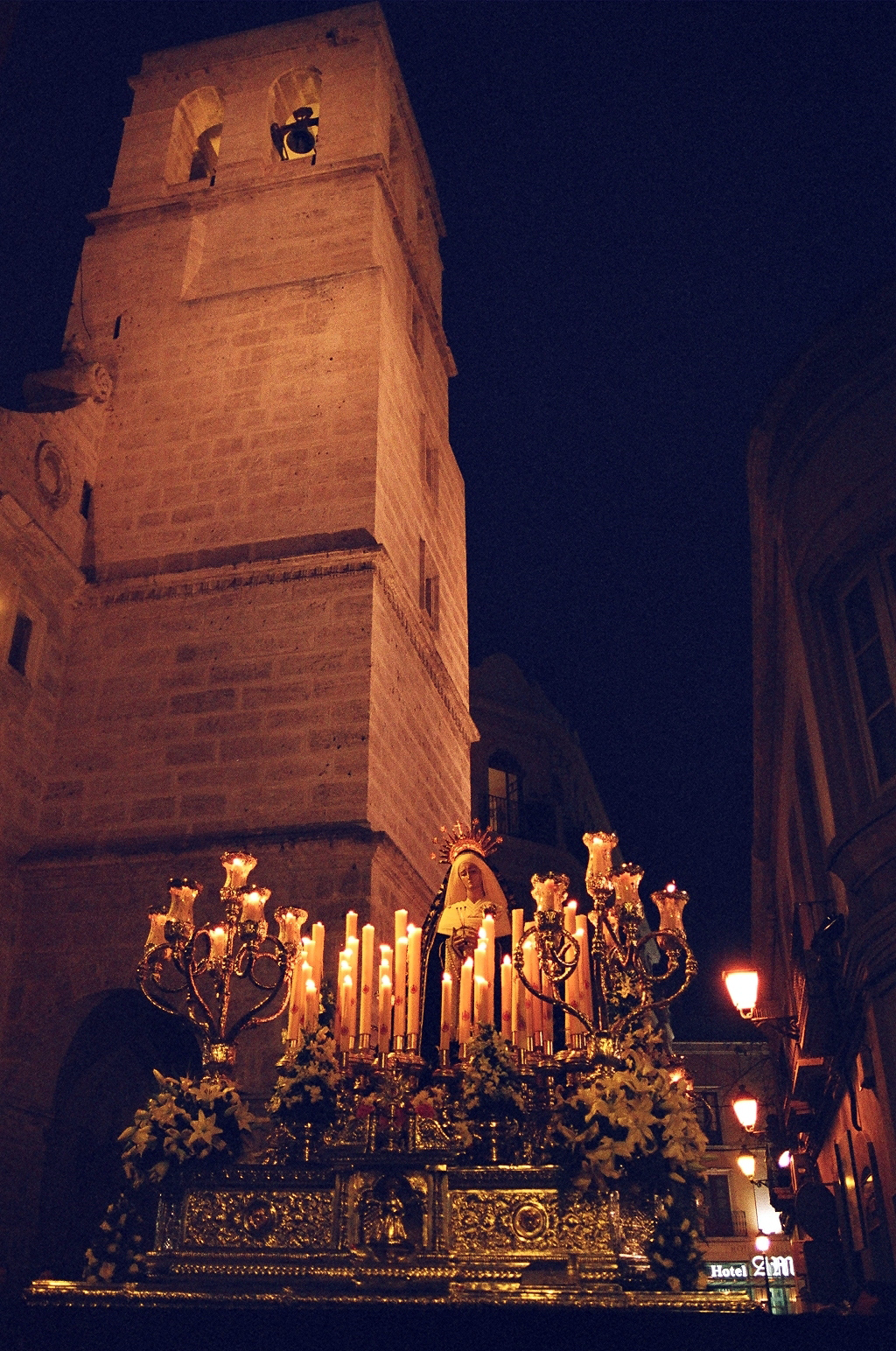
Nuestra Señora de los Dolores en su Soledad a los pies de la torre de la iglesia de Santiago

- La Semana Santa resurgió en la década de 1970, llegándose a convertir en una de las fiestas religiosas más importantes de Andalucía.[269] En 2015 procesionaron 23 hermandades y cofradías, algunas con gran solera, como los Estudiantes, el Prendimiento, el Nazareno y la Soledad. La gran riqueza de tallas, bordados y orfebrería ha servido para que sea declarada Fiesta de Interés Turístico Nacional.[270][271]

- El Carnaval es una tradicional dentro del calendario festivo almeriense que comienza a adoptar su configuración actual a finales del siglo XIX. A principios del XX ya aparecen referencias en prensa al concurso de murgas y comparsas, precursor del que actualmente se celebra en el Auditorio Maestro Padilla. El Carnaval concluye el Domingo de Piñata con el famoso Entierro de la Sardina, que tiene lugar en la playa de las Almadrabillas.[272]

- Las Cruces de Mayo es una celebración a cargo de las hermandades y cofradías de Semana Santa, y distintos organismos y asociaciones vecinales. Todos los años se entrega un premio a la mejor cruz. Muy popular es la visita a las distintas congregaciones y sus cruces decoradas, donde se suelen servir típicas tapas almerienses.[273]

- El Corpus Christi es otra festividad en la cual el domingo de la semana que se celebrase el Corpus, en las calles se hacen mantos de romero y las hermandades levantan altares en las iglesias, y por la tarde se lleva a cabo la procesión del Santísimo desde la Santa Iglesia Catedral, con una bella custodia de plata.
- La Noche de San Juan es una de sus festividades más populares, se celebra en todas sus playas, siendo las más concurridas las de El Zapillo y Cabo de Gata. Las tradicionales hogueras nocturnas, o moragas, se acompañan con comida, bebida y música. A medianoche tiene lugar el baño y los fuegos artificiales. El día siguiente es fiesta local en el municipio.[274]

- El Día del Pendón se celebra el 26 de diciembre y en él se conmemora la toma de la ciudad por parte de los Reyes Católicos en el año 1489. Ese día el ayuntamiento celebra un acto cívico-religioso en el cual el Pendón, estandarte que los reyes dejaron, consiste en su centro de atención.[275]

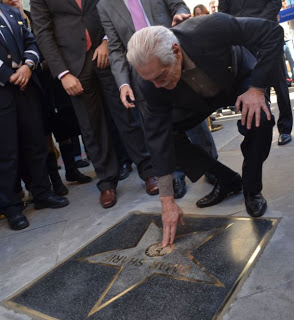
El actor Omar Sharif inaugurando su estrella en el paseo de la fama de Almería en 2012

### Gastronomía

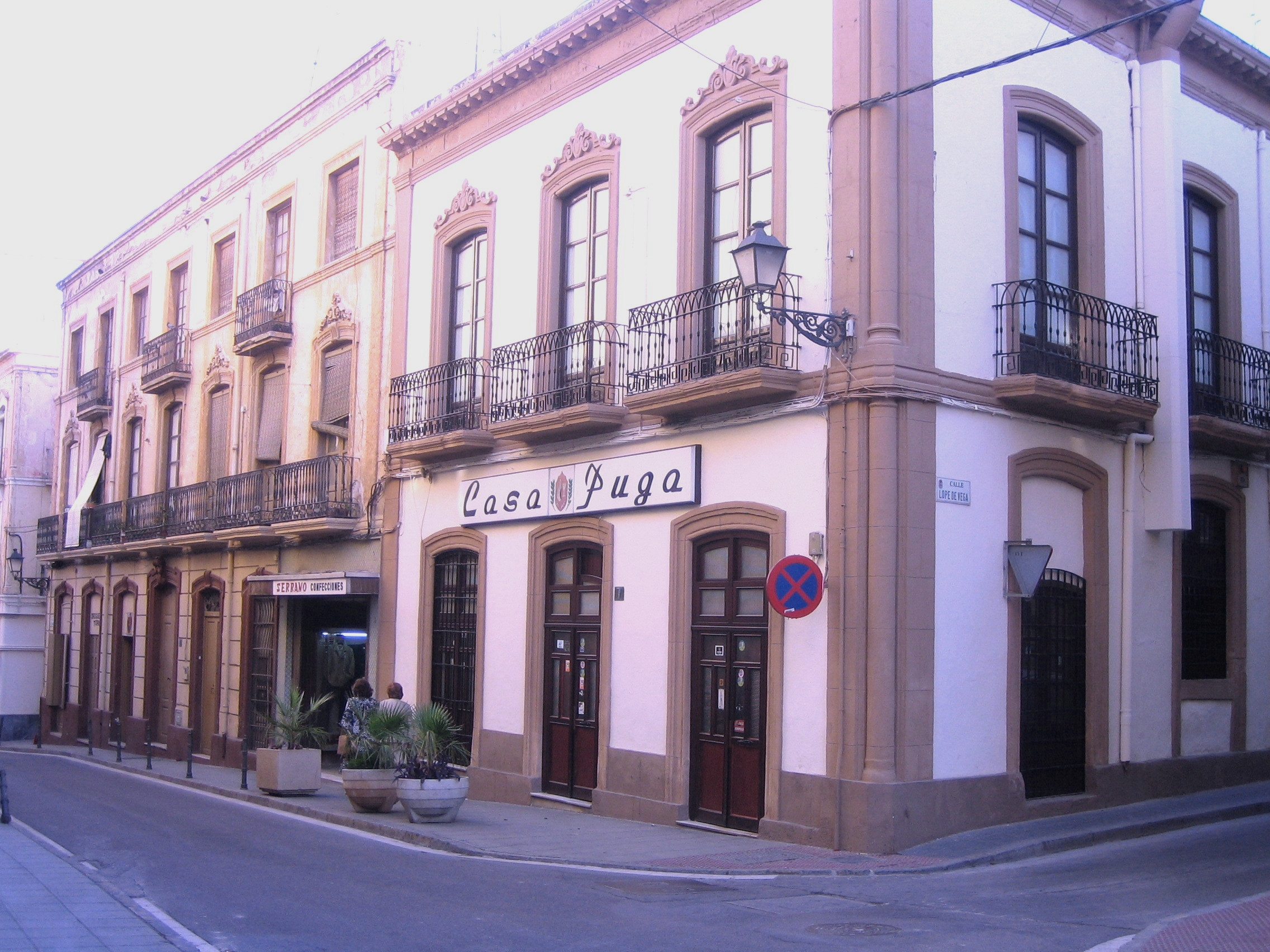
Casa Puga, un clásico del tapeo

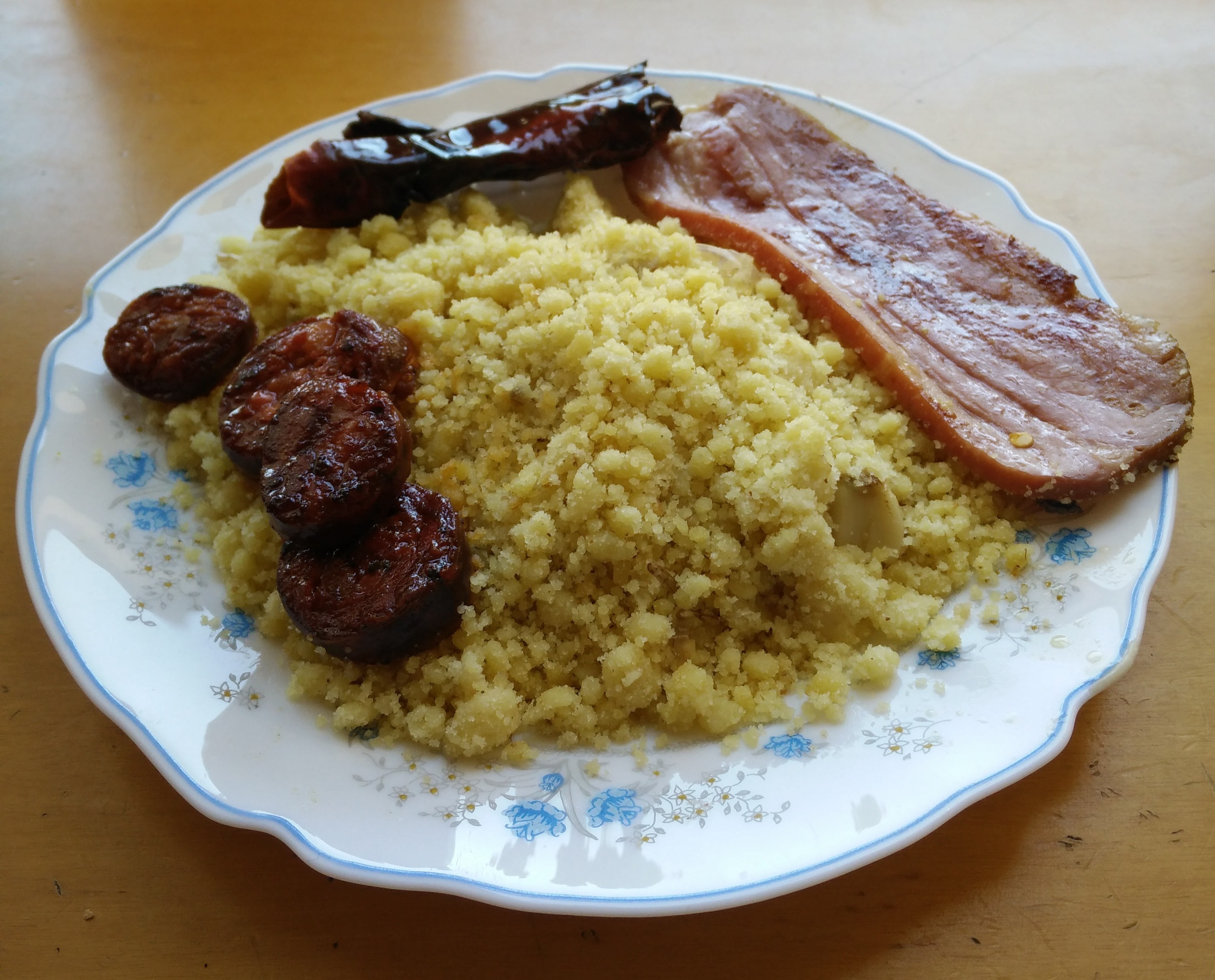
Migas de sémola

Ante su ancestral aislamiento del resto del territorio peninsular, Almería se vio obligada al autoabastecimiento durante largo tiempo, lo que posibilitó el desarrollo de una cocina sencilla pero diversa, basada en productos locales.
El mar es uno de los principales recursos de la mesa almeriense. Podemos señalar pescados y mariscos como el rape, la caballa, el salmonete, el pulpo, el calamar, la jibia, el gambón rojo de Almería o los famosos galanes. A diferencia de otras partes de Andalucía, la cocina almeriense destaca por la preparación del pescado a la plancha.
Abundan, no obstante, los pucheros y platos con ingredientes de la huerta. Entre los más conocidos (que, como es típico, se ofrecen junto a la bebida en los bares de tapeo), encontramos el caldo de pimentón o caldo colorao, la sopa moruna, las patatas bravas, en ajopollo o con alioli (patatas a lo pobre), el ajoblanco, la jibia en salsa, el tabernero (una especie de pisto picante), las gachas tortas, las migas de sémola, las habas frescas, los escabeches, los gurullos, la fritá de Suflí, las tarbinas o la olla de trigo, todos ellos típicos de la provincia y fáciles de degustar en la capital. Asimismo, son muy populares en bares y cafeterías las tapas denominadas: chérigans que consisten en pan tostado cortado al bies, untado con alioli y aderezado con toda clase de ingredientes. En Almería la forma tradicional de consumir en los bares es el tapeo donde todas las consumiciones de bebida van acompañadas gratuitamente de sus respectivas tapas que son elegidas por cada consumidor sin límites en el número de variedades, una peculiaridad que la diferencia de las provincias limítrofes donde, por norma general, no se ofrecen juntas o, si se ofrecen, no son a elección del consumidor o tienen límite en el número de variedad a pedir en cada ronda.
De la repostería que se puede disfrutar en Almería destacan los papaviejos, los deditos de Jesús, la leche frita, la milhoja alpujarreña, las tortas de chicharrones, los bizcochos de dátiles y los soplillos.

### Deporte

#### Instalaciones
Almería fue la ciudad organizadora de los XV Juegos Mediterráneos de 2005, para los cuales fue dotada de múltiples y modernas instalaciones deportivas, siendo la más importante el Estadio de los Juegos Mediterráneos. Posee capacidad para 22 000 espectadores y es sede de la Unión Deportiva Almería. En él tienen cabida, además de este deporte, todas las modalidades de atletismo. También para los juegos fue creado el Palacio de los Juegos Mediterráneos, complejo polideportivo situado junto al estadio en el que se celebran competiciones de voleibol y gimnasia artística y rítmica.

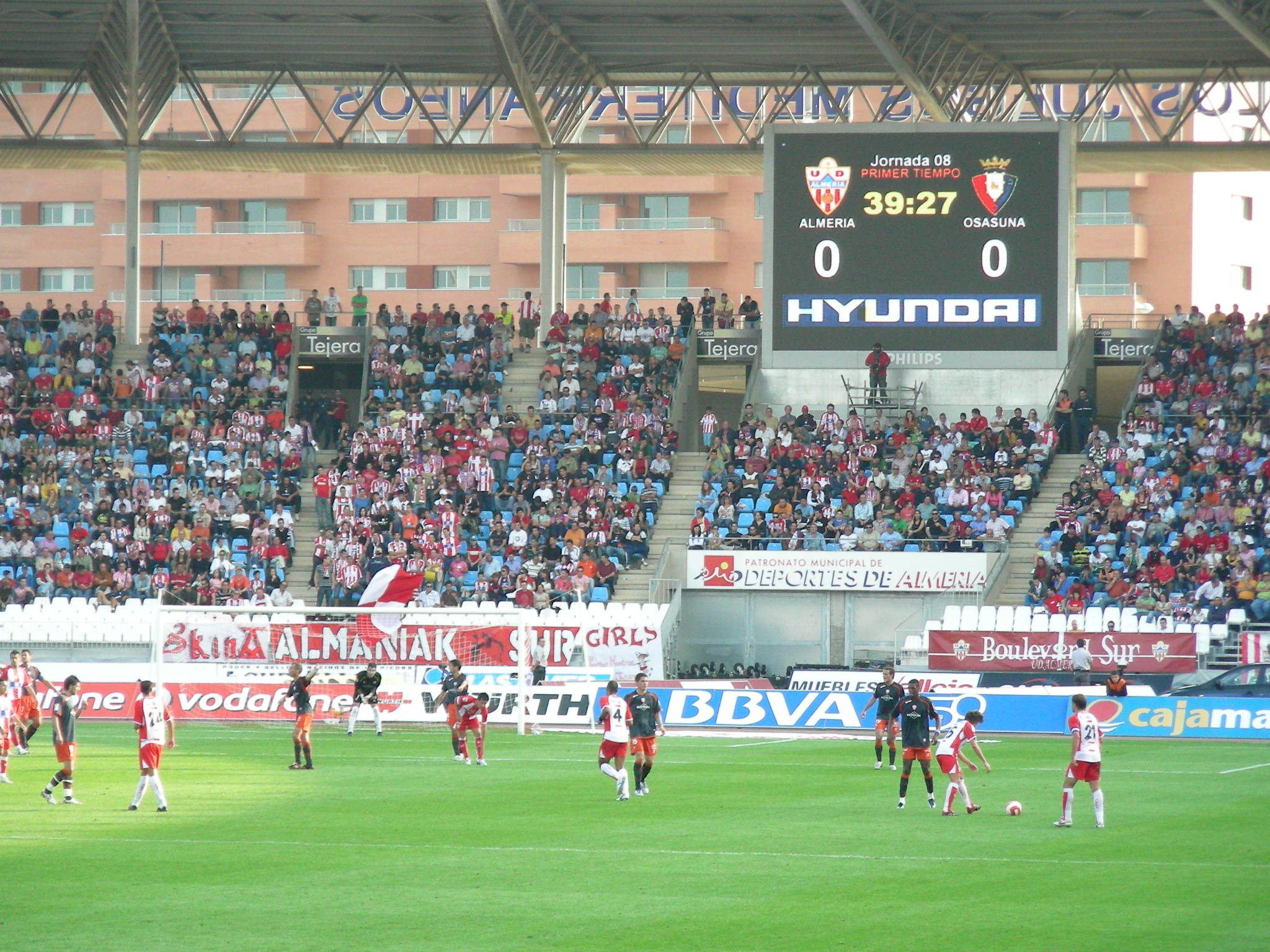
El Estadio de los Juegos Mediterráneos con capacidad para 22 000 espectadores, presenciando el Partido de la Primera División de España 2007/08 entre la U.D. Almería y el Club Atlético Osasuna

Algunas de sus instalaciones con más solera son el Estadio Municipal Juan Rojas, antigua sede de varios equipos de fútbol almerienses (como la AD Almería, el Polideportivo Almería y el Almería CF), y el Estadio de Atletismo Emilio Campra o Estadio de la Juventud, en el que se celebran competiciones de atletismo, fútbol, rugby y tiro con arco. Entre el resto de equipamientos deportivos, gestionados bien por el ayuntamiento, bien por la Diputación Provincial, encontramos los siguientes:
- Complejo deportivo Rafael Florido: inaugurado en 1981, en él se practica principalmente el voleibol y es sede del Club Voleibol Almería.[281] Cuenta además con piscina cubierta, tatami y sala de squash. Las pistas polideportivas adjuntas son utilizadas principalmente por las federaciones de fútbol sala, las escuelas de tenis y equipos de particulares, tanto para competiciones locales como para entrenamientos.
- Complejo deportivo Las Almadrabillas: cuenta con una piscina olímpica cubierta y otra al aire libre, construida para los Juegos Mediterráneos, en la que se celebran competiciones de natación y waterpolo. Las pistas polideportivas anejas cuentan con instalaciones para balonmano, fútbol sala, baloncesto, voleibol, tenis y squash, además de gimnasio, sala de boxeo y sauna.
- Pabellón Moisés Ruiz: perteneciente a la Diputación Provincial, sus instalaciones albergan las prácticas de voleibol y gimnasia.

También cabe citar otros equipamientos deportivos como el campo de golf Alborán Golf, en El Toyo, el Club de Mar, el Club Hípico y Polideportivo de Almería o el Centro de Actividades Náuticas, dependiente de la Junta de Andalucía.

#### Eventos
Durante los años 1970, la ciudad de Almería era uno de los puntos de partida de numerosas ediciones del Rally de Montecarlo.
Entre los eventos deportivos celebrados en Almería, cabe destacar los mencionados XV Juegos Mediterráneos de 2005. Por otro lado, Almería es una ciudad habitual en las últimas ediciones de la Vuelta Ciclista a España, convirtiéndose las etapas de la sierra de los Filabres y Sierra Nevada en unas de las más temidas de la carrera. Son asimismo de reconocida importancia la Clásica de Almería, en ciclismo, y la arraigada Travesía a Nado del Puerto de Almería. La ciudad también se convierte en base del Rally Costa de Almería anualmente desde 1964. Junto con su carrera popular de San Silvestre en el mes de diciembre, en el que se combinan deportes y disfraces.

#### Entidades
Almería cuenta con equipos deportivos en las máximas competiciones.
La U.D. Almería es el club más importante de la provincia, fundado el 26 de julio de 1989, bajo la denominación de Almería C.F. y adoptando la actual denominación en el año 2001. Actualmente juega en la Segunda División de España habiendo estado en Primera División cinco temporadas. También logró ser semifinalista de la Copa del Rey en 2011. También la desaparecida Agrupación Deportiva Almería llegó a militar dos años en Primera división de España (79-80 y 80-81). El Club Voleibol Almería, ocho veces ganador de la Copa del Rey de voleibol, el equipo ciclista Jazztel-Costa de Almería y el Club de Ajedrez Reverté Albox, campeón de España en 2005.

### Medios de comunicación

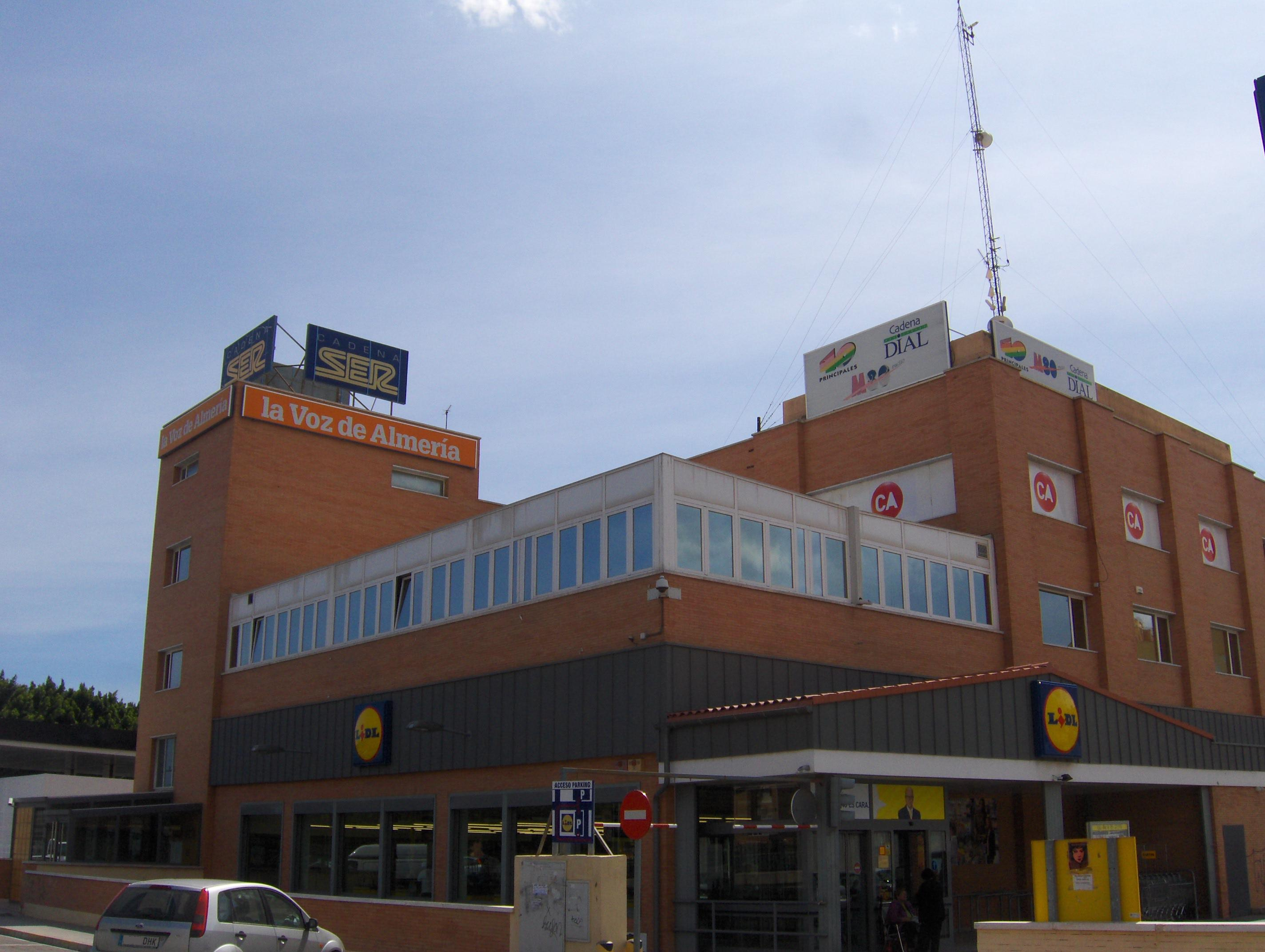
Sede del grupo Novotécnica

Los medios de comunicación locales están representados principalmente por el grupo empresarial Novotécnica, propietario del diario La Voz de Almería, las emisoras de radio asociadas a la Cadena Ser y Canal Almería TV, antiguo Localia. En prensa y radio estos medios son líderes de audiencia y lectores.
Prensa impresa
En la ciudad pueden adquirirse los periódicos nacionales, regionales e internacionales de mayor difusión, algunos de los cuales incorporan una sección de información local o regional. Para dar con el nacimiento de la prensa impresa almeriense es necesario remontarse al siglo XIX. Probablemente, el diario de mayor antigüedad de la historia de la capital, y el de más larga vida, fue La Crónica Meridional, fundado en 1860 por Francisco Rueda López y existente hasta 1937. Actualmente se publican, La Voz de Almería (ya citado) y Diario de Almería (del Grupo Joly), además del diario regional Ideal (del grupo Vocento), que cubre la actualidad de las provincias de Granada, Almería y Jaén.
Radio y televisión

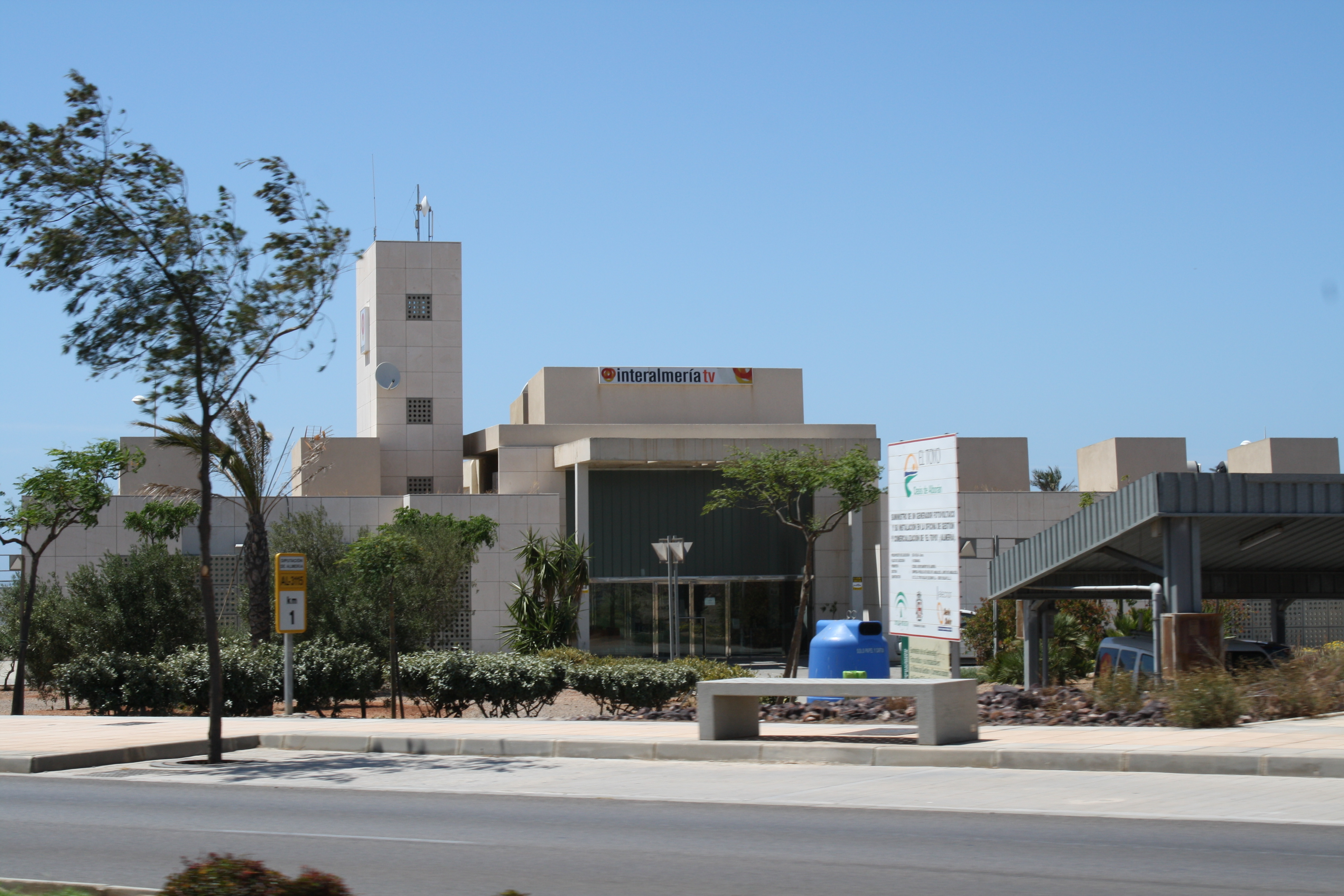
Interalmería TV, El Toyo

En la radio almeriense pueden sintonizarse las principales cadenas de radio estatales y regionales, que emiten espacios dedicados a la actualidad local en sus desconexiones, en diferentes tramos horarios: Radio Nacional de España, Cadena Ser Almería, Onda Cero Almería, COPE Almería, Punto Radio Almería y Canal Sur Radio.
Más allá de las cadenas de televisión disponibles en toda España, en 2010 funcionarán a nivel local, a través de TDT, las emisoras Interalmería TV (de titularidad municipal), Canal Almería TV, Canal Sí y Canal 28 TV, siendo estas dos últimas las que más tiempo llevan emitiendo en la ciudad.

## Localidades hermanadas
Almería está hermanada con las siguientes ciudades:
Europa
- Caspe, España
- Jaca, España
- Boulogne-Billancourt, Francia
- Rastatt, Alemania
- Neuwied, Alemania

América
- Ciego de Ávila, Cuba
- Tecate, México
- Veracruz, México
- Ensenada, México
- Navojoa, México
- San Juan del Sur, Nicaragua
- Cochabamba, Bolivia
- San Rafael, Argentina
- Ovalle, Chile

África
- Melilla, España
- El Aaiún, República Árabe Saharaui Democrática
- Dajla, República Árabe Saharaui Democrática
- Orán, Argelia

Asia
- Leyte, Filipinas
- Ajmán, Emiratos Árabes Unidos

## En la cultura popular

### Cine
El cine tiene en Almería un papel destacado desde la década de 1960. Como el resto de la provincia, el término municipal ha sido escenario de grandes producciones internacionales, como Lawrence de Arabia, Patton, Mando perdido, El bueno, el feo y el malo, Conan el Bárbaro, Mercenarios sin gloria, Nunca digas nunca jamás, Indiana Jones y la Última Cruzada o Exodus: Gods and Kings.
Fruto del esfuerzo por mantener el peso de la industria fílmica son iniciativas como el Festival Internacional de Cine de Almería o la Casa del Cine. Y otros como el Almería International Western Film Festival de Tabernas (Festival de cine Western) o el Albaida International Silent Film Festival (festival de cine mudo). Asimismo, se ha querido premiar a los actores, directores y artistas que han rodado en Almería con la creación del paseo de la fama de Almería.

### Videojuegos
La ciudad de Almería ha estado presente en videojuegos tales como Euro Truck Simulator 2, en su extensión Iberia, y Red Dead Redemption 2. Aunque no se la nombra como tal, Almería y su provincia también están presentes en Pokémon escarlata y Pokémon púrpura, un videojuego de mundo abierto cuyo mapa está fuertemente basado en la península ibérica.